# Història de les cúpules romanes antigues i medievals

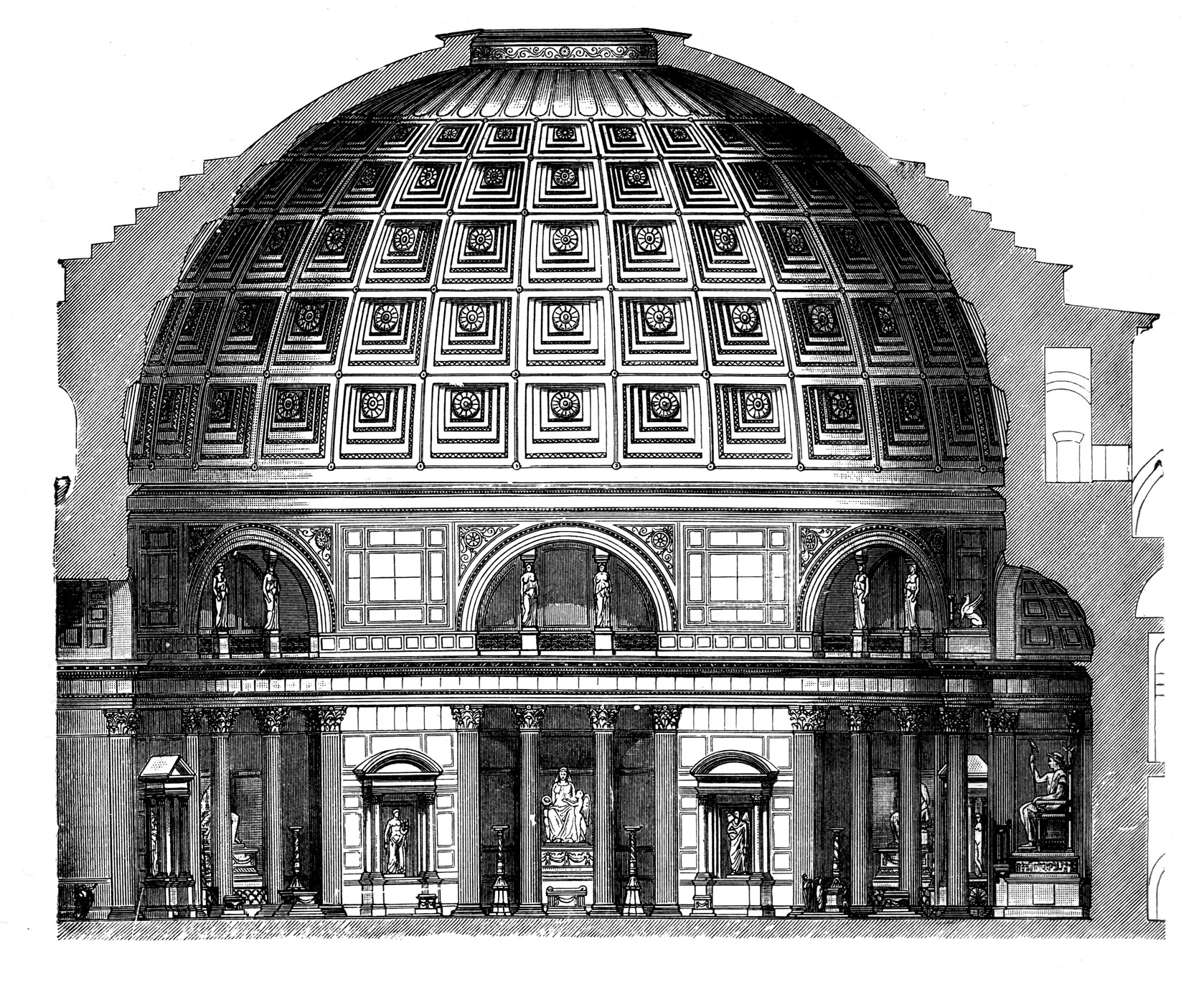
Secció del Panteó d'Agripa, a Roma

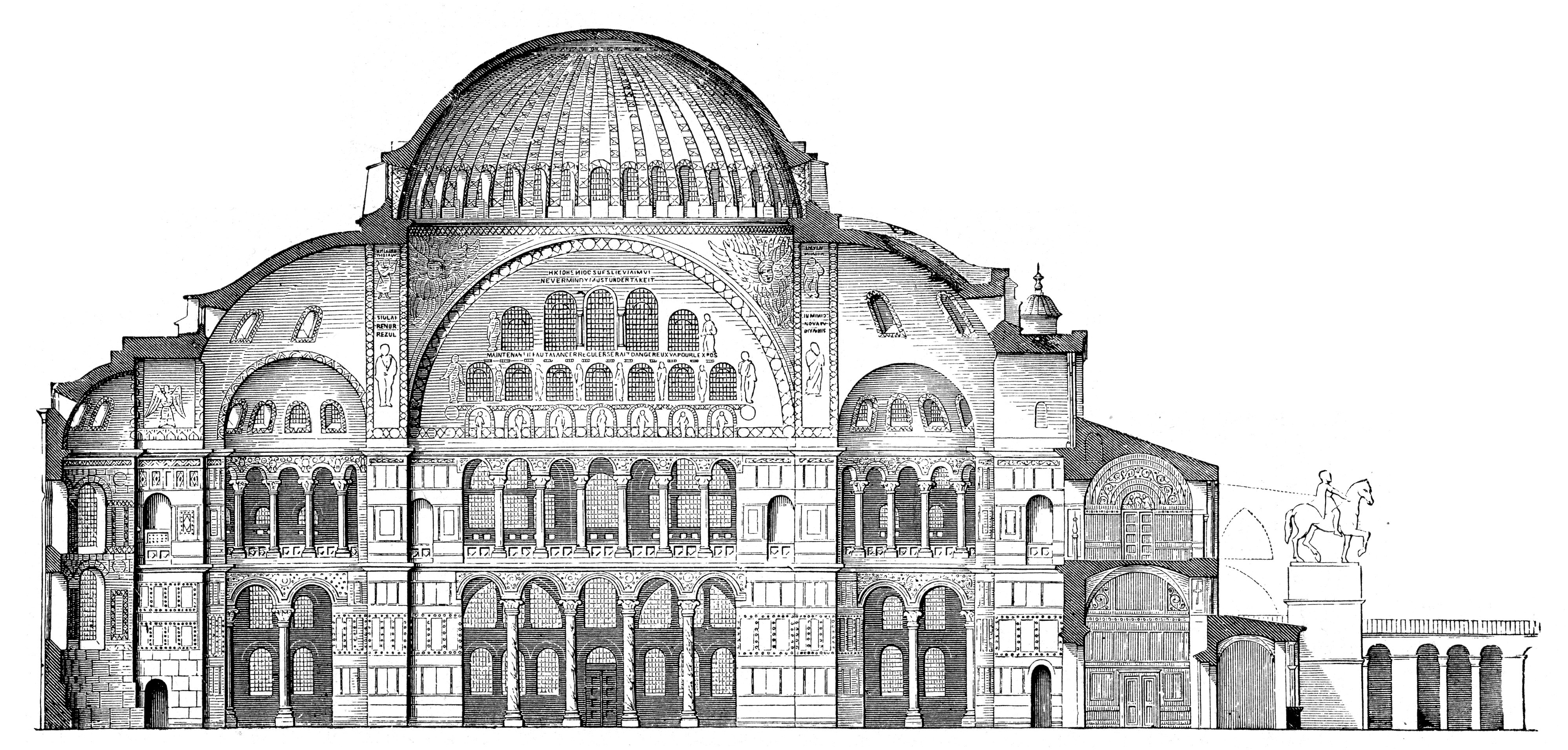
Cúpula de Santa Sofia, Istanbul, construïda entre 532 i 537

Les cúpules foren un element característic de l'arquitectura de l'Antiga Roma i de la fase medieval, l'Imperi Romà d'Orient. Tingueren molta influència en els estils contemporanis i posteriors, des de l'arquitectura russa i otomana fins a la renaixentista italiana i els historicismes moderns. Les cúpules solien ser hemisfèriques, tot i que també se'n coneixen formes octogonals i segmentades, i evolucionaren en forma, ús i estructura al llarg dels segles. Els primers exemples descansaven directament sobre els murs en rotonda de les sales redones i tenien un òcul central per a la ventilació i la llum. Les petxines foren comunes en el període romà d’Orient, recolzant les cúpules sobre espais quadrats.
Les primeres cúpules de fusta només es coneixen per fonts escrites, però l'ús d'encofrats de fusta, formigó i mà d'obra no qualificada permeteren construir cúpules de grandària monumental al final de la República Romana i primeria del període imperial, com ara el saló de banys del Temple de Mercuri de Baies. Neró introduí la cúpula en l'arquitectura dels palaus al segle I, en cambres per a banquets estatals, sales d'audiència o sales del tron. La cúpula del Panteó, l'exemple més gran i famós, es construí amb formigó al segle II i pot haver servit com a sala d'audiències per a Hadrià. Alguns mausoleus imperials, com el de Dioclecià, tingueren cúpules a partir del segle III. Algunes cúpules més petites es construïren amb canonades de ceràmica en lloc d'una cimbra de fusta per al formigó, o com una estructura permanent incrustada en el formigó, però la rajola lleugera en fou el material de construcció preferit en els segles IV i V. La disposició de nervadures de rajola permetia estructures més primes i facilità l'obertura de finestres als murs de suport, fent innecessari l'òcul com a font de llum.
Els baptisteris i santuaris cristians tenien cúpules al segle iv, com ara el baptisteri de Letran i la probable cúpula de fusta sobre l'església del Sant Sepulcre. L'església octogonal a Antioquia de Constantí pot haver estat un precedent per a edificis semblants en els segles posteriors. La primera basílica amb cúpula degué ser construïda en el segle v: una església al sud de Turquia n'és el primer exemple proposat, però l'arquitectura del segle VI de Justinià feu que l'arquitectura de l'església amb cúpula fos comuna en tot l'orient romà. La seua Hagia Sophia i l'església dels Sants Apòstols n'inspiraren altres en segles posteriors.

Les esglésies cruciformes amb cúpules als creuers, com ara l'Hagia Sofia de Salònica i Sant Nicolau de Mira, eren típiques en l'arquitectura dels segles vii i viii; i el reforç d'una cúpula amb voltes de canó en els quatre costats n'esdevingué el sistema estructural comú. Les cúpules sobre tambors de forma cilíndrica o poligonal amb finestres proliferaren després del segle IX. En l'imperi tardà, es construïren esglésies més petites amb cúpules de menor diàmetre, de menys de 6 m després del segle x. En són excepcions els octògons cupulats del segle XI dels monestirs de Lluc el Venerable i Nea Moni, i Sant Salvador de Cora del segle XII, entre d'altres. La planta de creu inscrita en un quadrat, amb una única cúpula al creuer o cinc cúpules disposades en un patró de quincunx, com en l'església de Sant Pantaleó (Gorno Nerezi), en fou el tipus més popular des del segle x fins a la caiguda de Constantinoble el 1453.

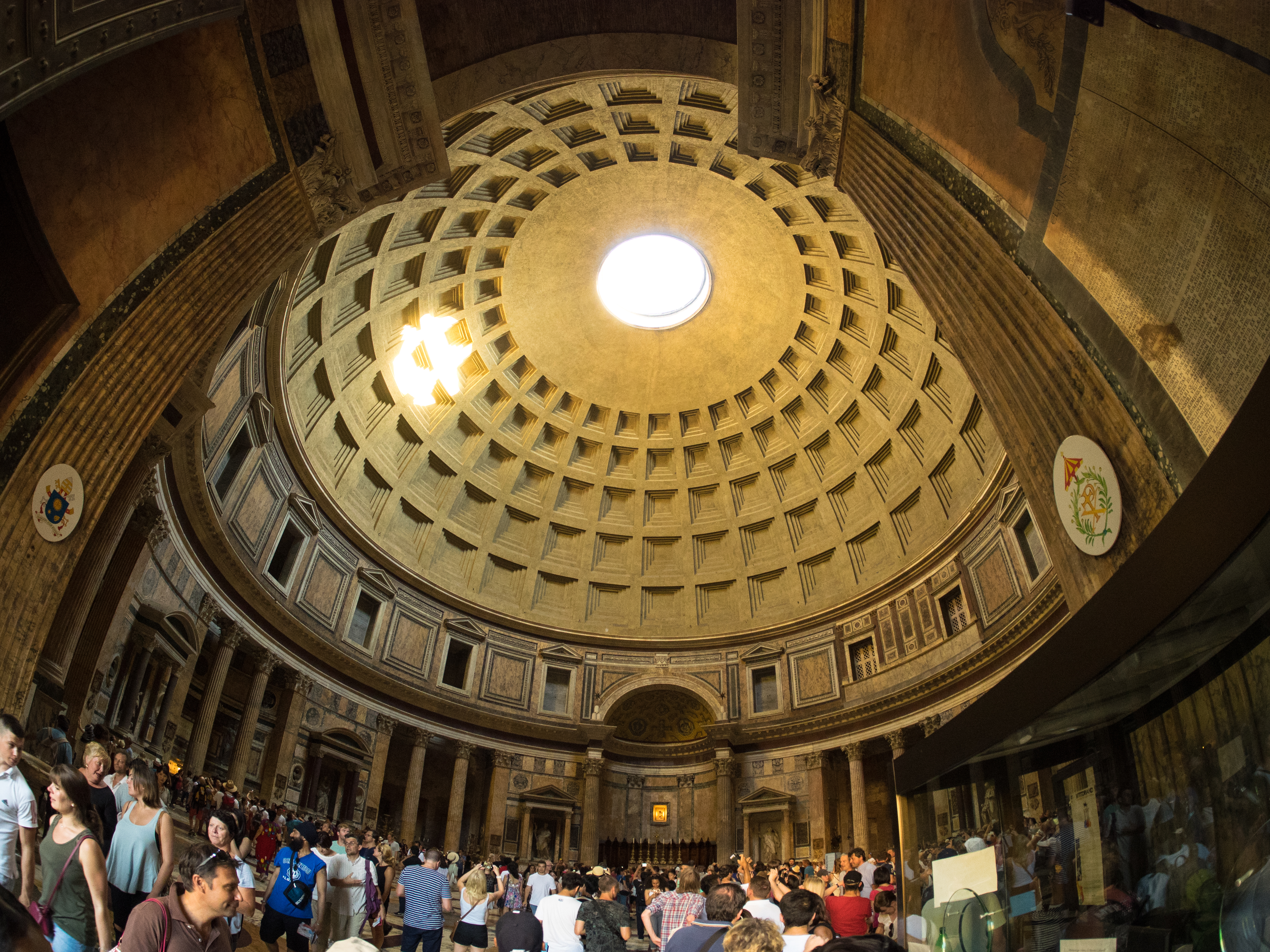
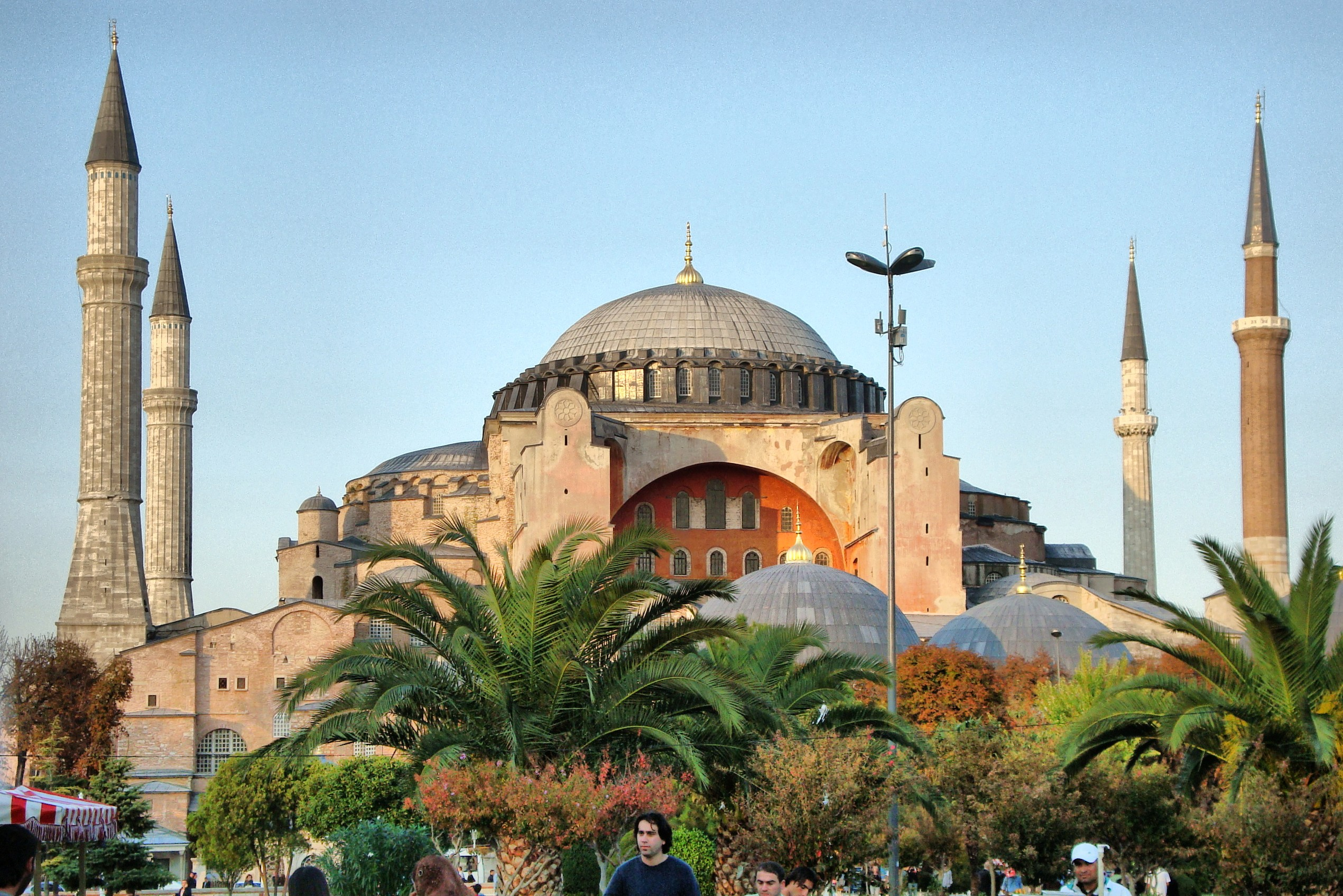
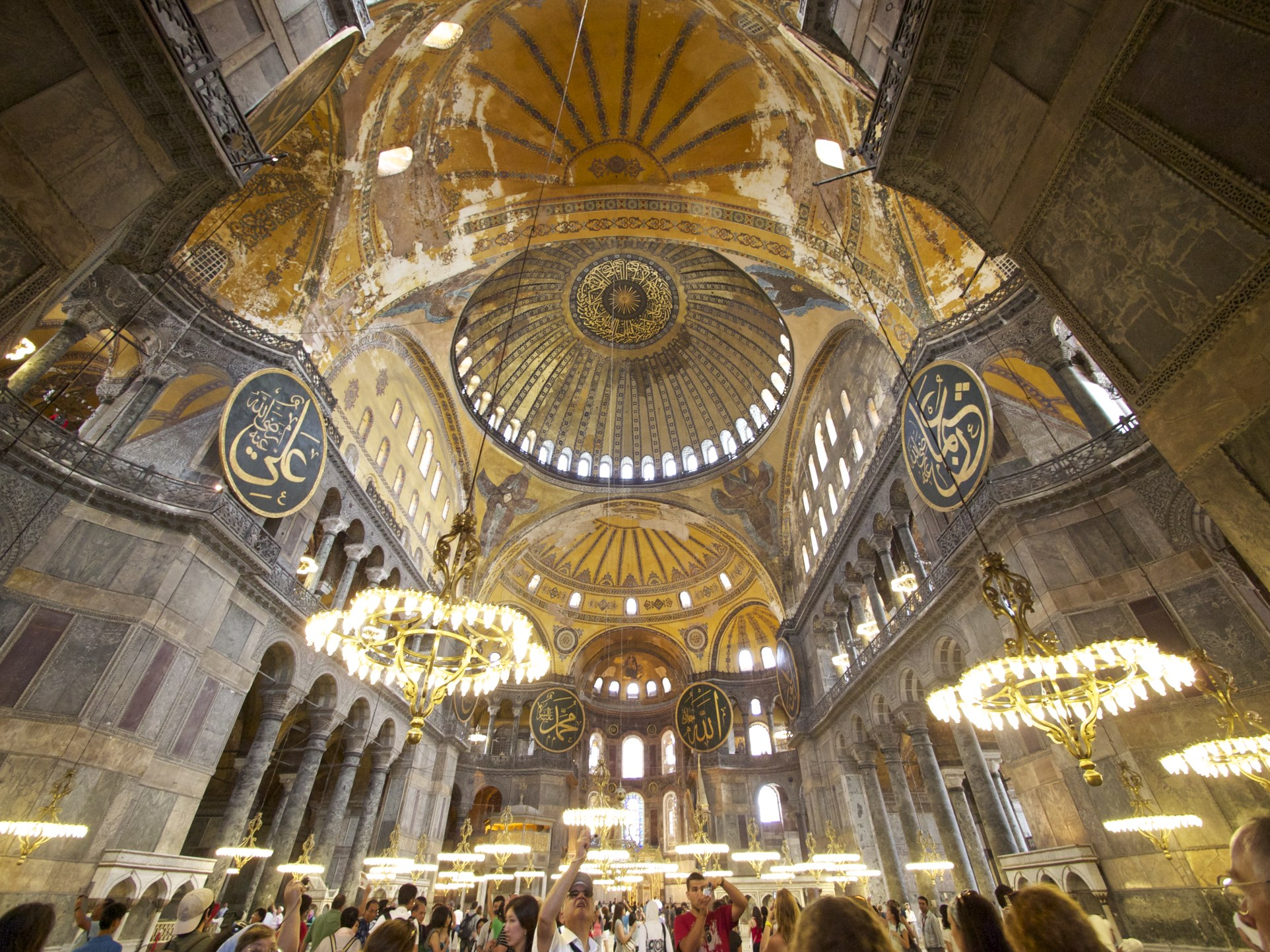

## Visió general
Els arcs, voltes i cúpules de mig punt distingeixen l'arquitectura romana de la grega antigues i es veieren facilitats per l'ús de formigó i de la rajola. Variant el pes del material afegit al formigó, se'n podia alterar el pes, i això permetia disposar capes més lleugeres a la part de dalt de les cúpules. Però aquestes cúpules de formigó també requerien costosos encofrats de fusta que havien de construir-se i mantenir-se en el lloc durant el procés de curat, i que se solien destruir quan se'n retiraven. L'encofrat de les cúpules de rajola, però, no necessitava mantenir-se durant tant de temps i podia reutilitzar-se més fàcilment. El morter i l'agregat de formigó romà es feren en capes horitzontals col·locades a mà contra encofrats de fusta, i en determinava el gruix de les capes la durada de la jornada laboral. No s'abocaven en un motle com es fa amb el formigó ara. Per això les cúpules romanes de formigó s'edificaren de manera semblant a com es feien les cúpules en mènsula anteriors de la regió mediterrània, tot i que ja tenien característiques estructurals diferents. El material agregat usat pels romans sovint eren rebles o enderrocs, tot i que s'usaven altres agregats més lleugers en els nivells superiors. Les àmfores i gerres buides podien introduir-se dins per a reduir-ne el pes. Les barreges de formigó sec usades pels romans es compactaven amb piques per a eliminar els buits, i s'afegia sang animal que hi actuava com un reductor de l'aigua. Pel fet que el formigó romà era feble a la tracció, estructuralment no proporcionava cap avantatge sobre l'ús de la rajola o la pedra, però sí que podia construir-se amb mà d'obra esclava no qualificada, per això es construïren cúpules a gran escala.
Les cúpules es van emprar en banys, vil·les, palaus i tombes i els òculs hi eren comuns. Solien ser hemisfèriques i estaven, parcialment o total, ocultes a l'exterior. Per a contrarestar les embranzides horitzontals d'una gran cúpula de maçoneria, els murs de suport es construïen més lluny de la base fins almenys els vessants de la cúpula i, a vegades, la cúpula es cobria amb un sostre cònic o poligonal. També se n'empraren altres formes, com ara les cúpules rebaixades o de platet, poc profundes, segmentades i gallonades. Les sales d'audiències de molts palaus imperials tenien cúpula. També eren molt comunes sobre pavellons de jardí poligonals. Estaven «associades amb patrons senatorials, imperials i patrocinats per l'estat» i van proliferar a les capitals i altres ciutats amb afiliacions imperials. La construcció i el desenvolupament de cúpules va disminuir a l'oest amb el declivi i la caiguda de la part occidental de l'Imperi romà.
En l'arquitectura romana d’Orient, una estructura de quatre arcs amb petxines permetia obrir espais sota les cúpules. Les petxines permetien que les càrregues gravitatòries es concentrassen en quatre punts en una planta quadrada més pràctica, en lloc d'en un cercle. Fins al segle IX, les cúpules eren baixes amb contraforts grossos i no sobreeixien massa cap a fora. Els tambors n'eren cilíndrics quan s'usaven, i també baixos i grossos. Després del segle IX, es feren cúpules més altes i s'hi empraven tambors poligonals decorats amb columnes i arcades encastades. La decoració exterior de la cúpula era més elaborada al segle XII i incloïa columnes adossades amb nínxols, arcades cegues i fileres de cordes. També hi eren normals els edificis amb moltes cúpules.

Les cúpules eren elements importants dels baptisteris, esglésies i tombes. Solien ser hemisfèriques, i tenien tambors amb finestres. Les cobertes n'eren des de teules de ceràmica fins a làmines de plom. Les cúpules i els tambors normalment contenien anells de tracció de fusta per resistir la deformació en el morter i fer-ne una construcció més ràpida. També s'hi empraren abraçadores de metall entre blocs de cornisa de pedra, tirants i cadenes per estabilitzar l'edifici cupulat. Els cinyells de fusta a la base de les cúpules estabilitzaven els murs durant els terratrèmols, però les cúpules hi eren vulnerables. Els exemples de cúpula gallonada o de carabassa de Constantinoble hi són estructuralment equivalents: aquestes tècniques s'usaren indistintament, fent correspondre el nombre de divisions amb el de finestres. Per la petita escala de les esglésies posteriors al segle VI, les cúpules nervades podien construir-se amb encofrats sols per a les nervadures. Les cúpules de carabassa es construïren en anells autoportants i les voltes cupulades es disposaven en mènsula, tot prescindint de l'encofrat.

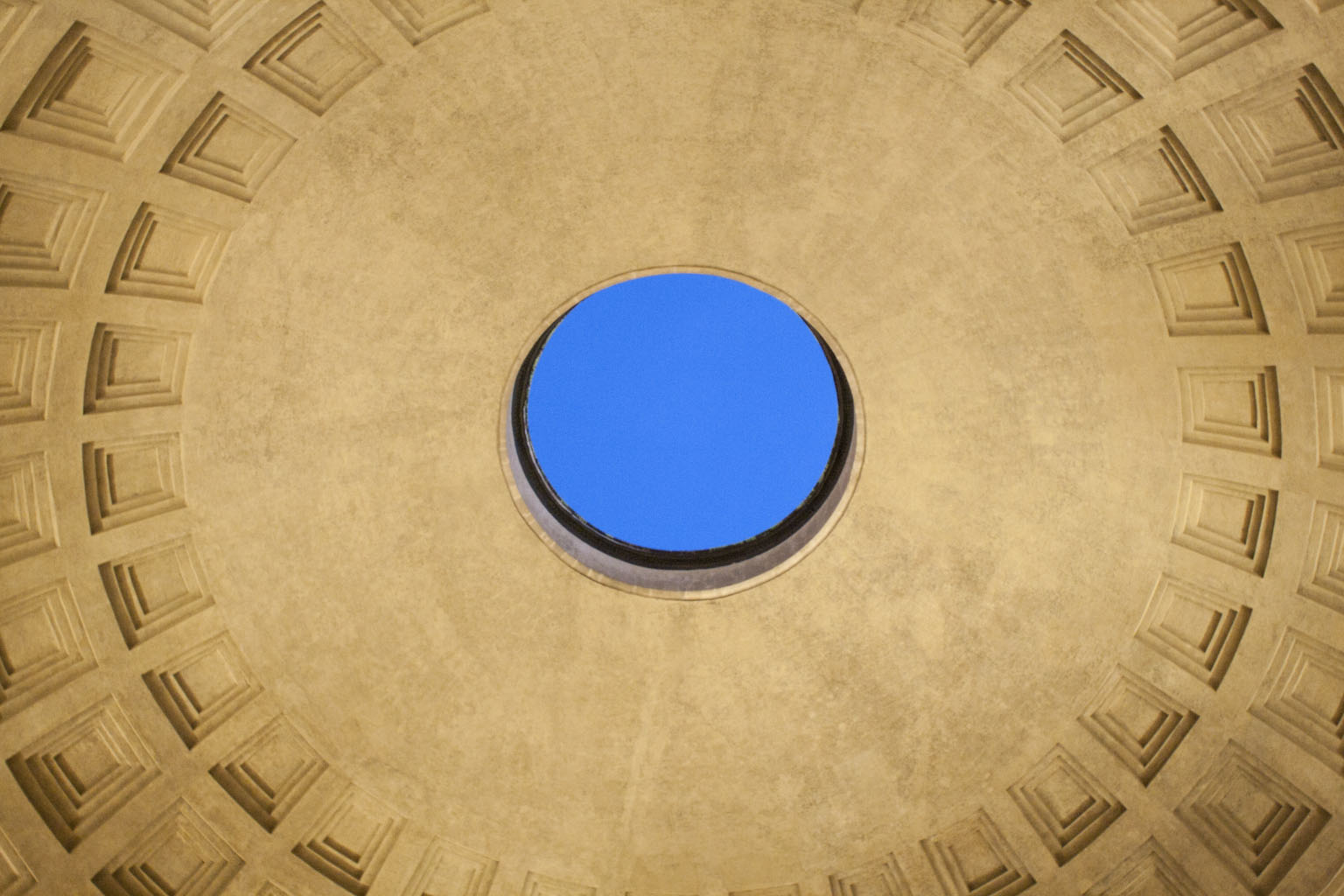
Panteó, al centre del sostre cupulat
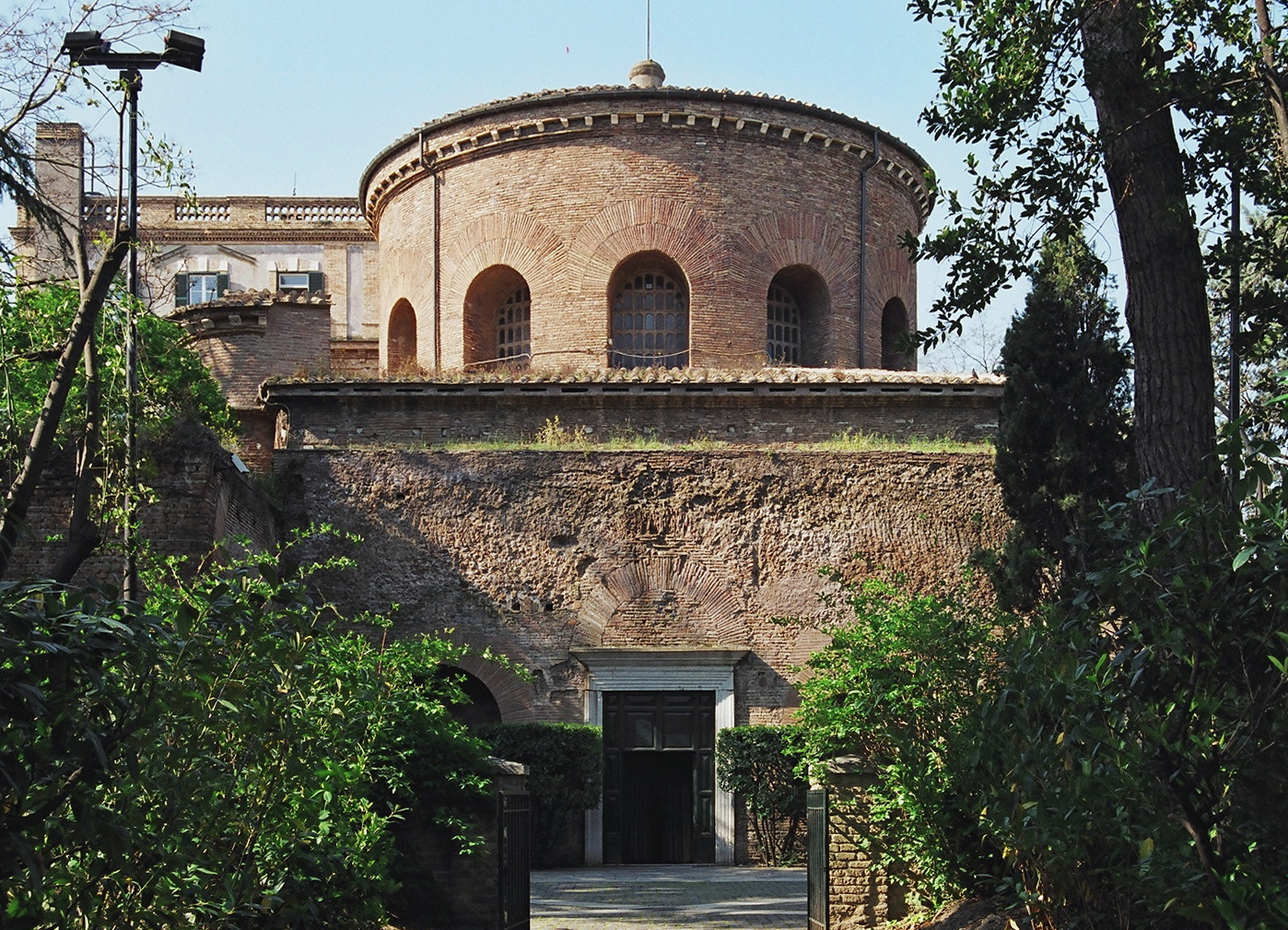
Santa Constança resta oculta pels contraforts del seu tambor cilíndric
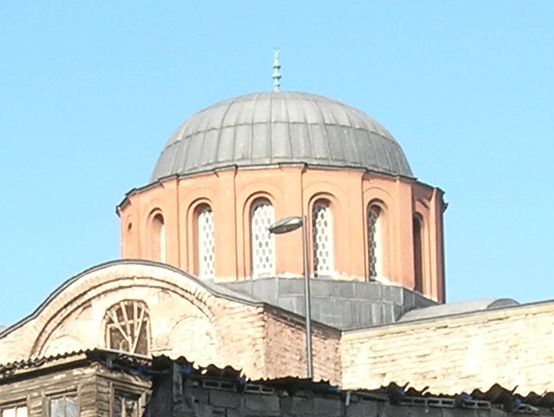
Monestir de Zeyrek, que mostra un perfil exposat i un sostre de plom
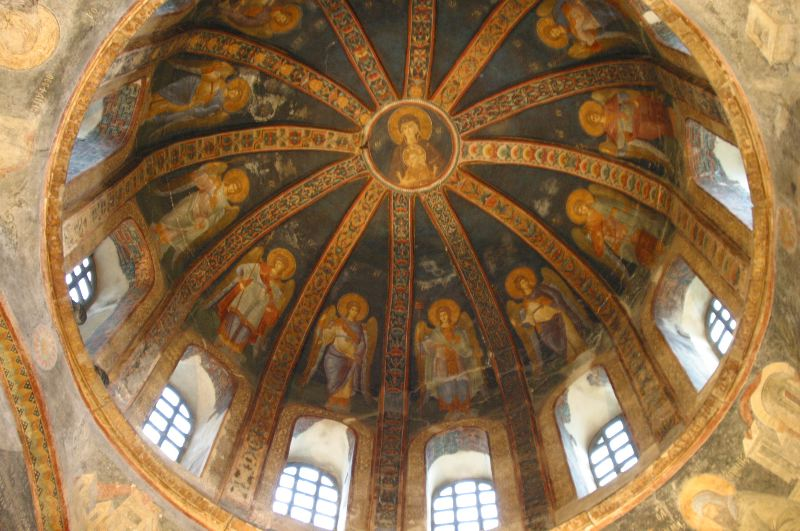
església de Cora, amb nervadures entre les finestres del tambor que convergeixen en una imatge circular al fresc

## Història

### República tardana i període imperial primerenc

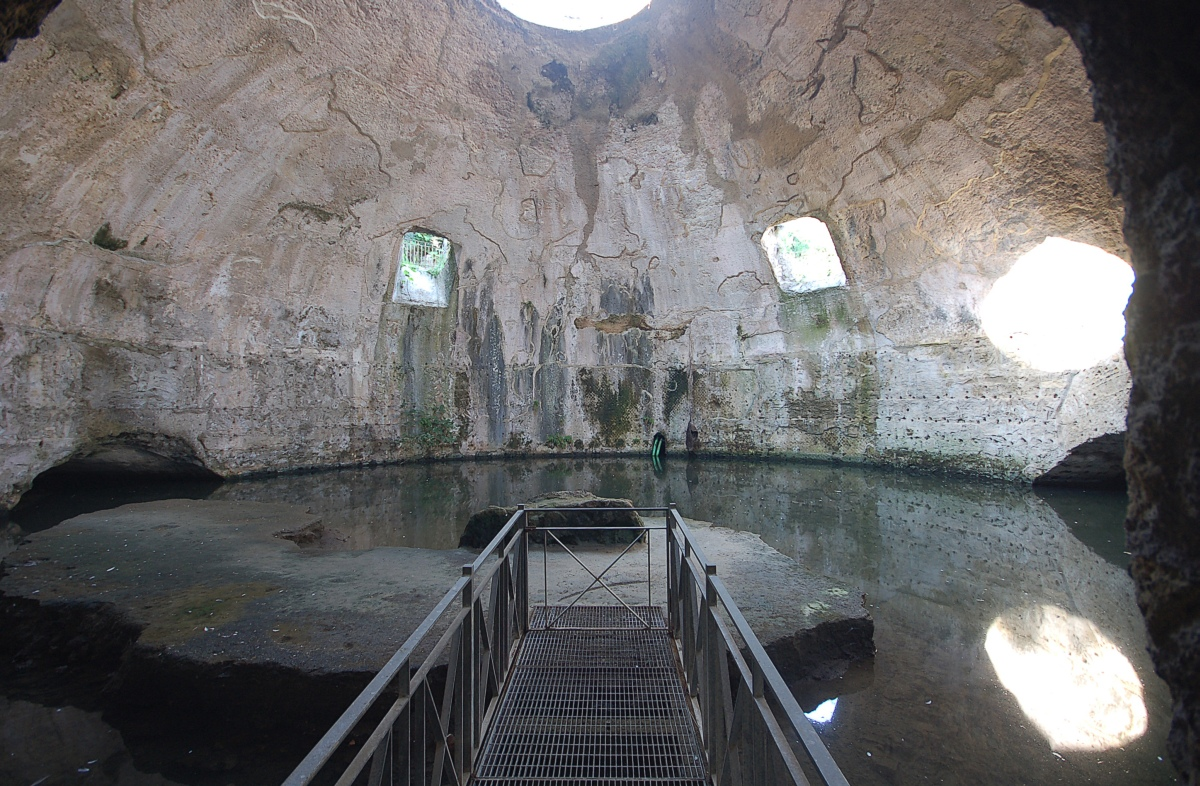
Ruïnes inundades del Temple de Mercuri de Baies

Les termes romanes exerciren un paper destacat en el desenvolupament de la construcció de les cúpules en general i de les cúpules monumentals en particular. A Pompeia, als frigidaris de les termes Stabiane i de les termes del Fòrum, es veuen cúpules modestes en banys que daten dels segles II i I ae. Aquestes cúpules tenen una forma cònica, semblant a les d'un baix relleu assiri de Nínive. En un tepidari d'època romana de Cabrera de Mar, Catalunya, s'ha identificat una cúpula de mitjan segle II ae que va utilitzar una versió refinada de la construcció d'arcs paral·lels trobada en una cúpula de bany hel·lenística anterior a Sicília. Segons Vitruvi, la temperatura i la humitat de les cambres caldejades cupulades es podien regular aixecant o baixant discos de bronze disposats sota un òcul. Les cúpules s'adaptaven particularment bé als caldaris dels banys de planta circular per a facilitar l'escalfament uniforme dels murs. L'ús general se cúpules, però, no es donà abans del segle I.
Rerum rusticarum libri, l'obra de Varró sobre agricultura del segle I ae ja descriu un aviari amb una cúpula de fusta decorada amb els vuit vents, que es compara amb els vuit vents representats a la Torre dels Vents, que es va construir a Atenes si fa no fa al mateix temps. Aquest aviari amb la cúpula de fusta representaria un tipus ja completament desenvolupat. Les cúpules de fusta en general haurien permés molta llum. El seu ús anterior pot haver inspirat el desenvolupament i la introducció de grans cúpules de pedra d'una grandària sense precedents. Calien formes complexes de fusta per a sostenir la cúpula durant la construcció, i sembla que se'n feren eficients amb el temps.
Les cúpules van aconseguir una grandària monumental en el període imperial romà. Tot i que les petjades de l'encofrat no han sobreviscut, les deformacions de l'ideal de fins a 22 cm en el Temple de Mercuri de Baies suggereixen un cintrat de vuit marcs radiants, amb connectors horitzontals que suportarien un encofrat radial per a la cúpula poc peraltada. L'edifici, una piscina frigidari de formigó per a uns banys, data de l'època de la República, o del regnat del primer emperador August (27 ae–14), la qual cosa la converteix en la primera gran cúpula romana. Hi ha cinc obertures en la cúpula: un òcul circular i quatre lluernes quadrades. La cúpula té una llum de 21,5 m i és la cúpula més gran coneguda construïda abans de la del Panteó. A més a més, és la cúpula de formigó conservada més antiga.

### Segle I
Si bé n'hi ha exemples anteriors als períodes republicà i imperial primerenc, la construcció de cúpules augmentà amb l'emperador Neró i els Flavis durant el segle I i II. Les sales de planta central es van convertir en parts cada vegada més importants dels palaus i les vil·les palatines a partir del segle I, fent de sales per a banquets estatals, sales d'audiència o del tron. L'encofrat es disposava horitzontal o radial, però no hi ha prou evidències dels segles I i II per a dir-ne quin era el més habitual.

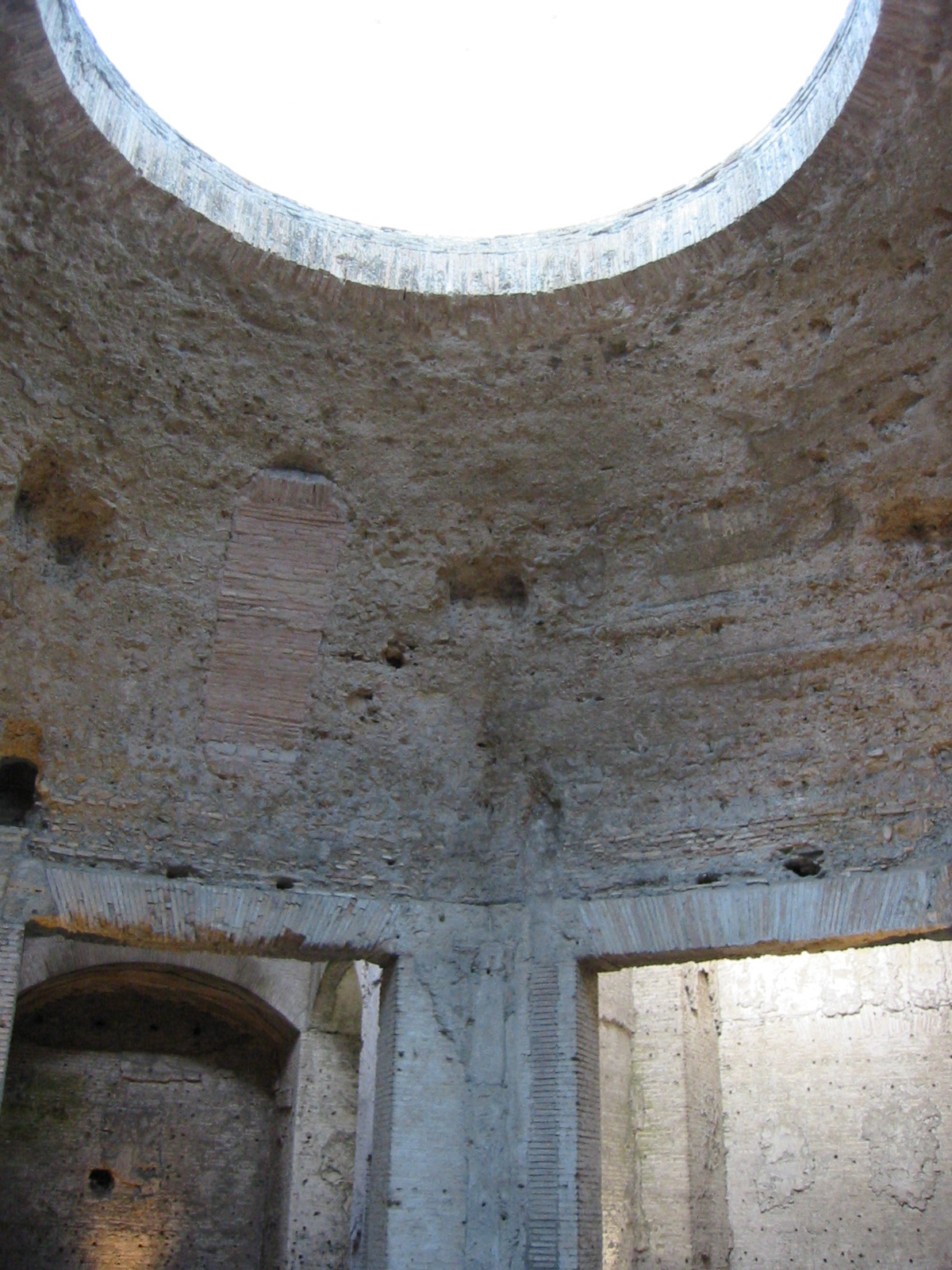
La sala cupulada octogonal de la Domus Aurea de Neró

L'opulenta arquitectura del palau de Neró (54-68) en marca una evolució important. Hi ha evidència d'una cúpula a la seua Domus Transitoria en la intersecció de dos passadissos, descansant sobre quatre grans pilastres, que poden haver tingut un òcul al centre. A la Domus Aurea de Neró, planejada per Severus i Celer, els murs d'una gran sala octogonal fan la transició a una cúpula octogonal, que després passa a ser una cúpula amb un òcul. Aquest és l'exemple més antic conegut d'una cúpula a la ciutat de Roma.
La Domus Aurea es construí després del 64, i la cúpula tenia més de 13 m de diàmetre. Aquesta cúpula octogonal i semicircular és de formigó i l'òcul n'és de rajola. Les parets radials de les cambres circumdants contraresten el pes de la cúpula, i això permet que els murs octogonals sota ella tinguen grans obertures sota arcs plans i que la sala estiga molt ben il·luminada. Com que no hi ha indicis que hi hagués mosaics o un altre material revestint la superfície de la cúpula, és possible que haja estat amagada darrere d'un dosser de tela semblant a una tenda de campanya com les botigues de pavelló dels governants hel·lenístics (i perses anteriors). L'òcul n'és inusualment gran, més de dues cinquenes parts de l'espai de la sala, i pot haver servit per a sostenir una estructura lleugera de llanterna o monòpter, que hauria cobert l'obertura. Els canals circulars en la superfície superior de l'òcul també donen suport a la idea que aquesta llanterna, potser cupulada, era la cúpula giratòria a la qual farien referència els relats escrits.
Segons Suetoni, la Domus Aurea tenia una cúpula que girava perpètuament sobre la seua base a imitació del cel. El 2009 se'n sabé que els fonaments descoberts d'una sala redona podien ser els d'un menjador cupulato giratori. També s'informava en fonts contemporànies que al palau hi hauria un sostre sobre un menjador equipat amb canonades perquè pogués ploure perfum des del sostre, tot i que no se sap si això seria una característica de la cúpula. La costosa i luxosa decoració del palau provocà tal escàndol que fou abandonat una mica després de la mort de Neró i s'hi construïren edificis públics com les Termes de Titus i el Colosseu.
L'única cúpula intacta del regnat de l'emperador Domicià és un exemple de 16,1 m de llum en el que podria ser un nimfeu de la seua vil·la d'Albano Laziale. Ara és l'església de Santa Maria de la Rotonda. La Domus Augustana de l'any 92 de Domicià establí l'ús d'una semicúpula sobre un absis com un motiu imperial. Les cambres quadrades del palau al turó Palatí usaven petxines per a sostenir les cúpules. El seu palau tenia tres cúpules que recolzaven sobre murs amb absis alternats i obertures rectangulars. Tenia una sala cupulada octogonal a l'ala domèstica. A diferència de la cúpula octogonal semblant de Neró, els seus segments s'estenien fins a l'òcul. El menjador d'aquest palau, anomenat Coenatio Jovis o 'menjador de Júpiter', tenia un sostre giratori com el que havia fet construr Neró, però amb estreles disposades al cel simulat.

### Segle II

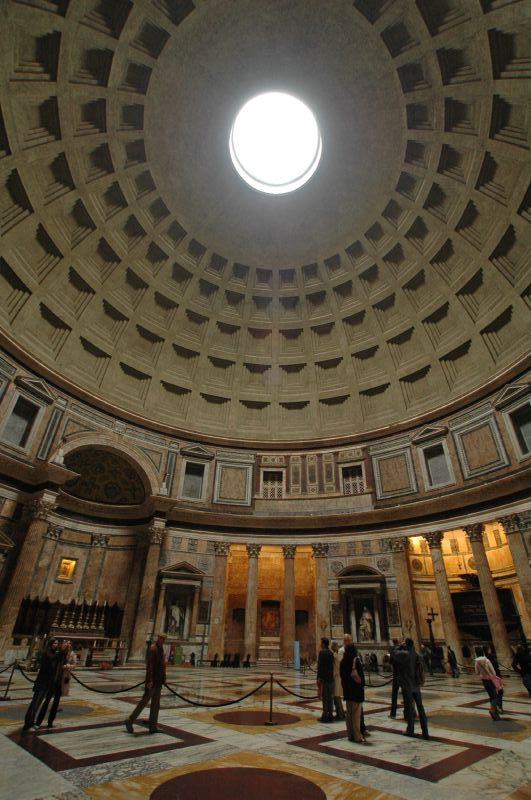
El Panteó de Roma

Durant el regnat de l'emperador Trajà (r. 98-117), les cúpules i semicúpules sobre exedres foren elements habituals de l'arquitectura romana, potser a causa dels esforços de l'arquitecte de Trajà, Apol·lodor de Damasc, famós per la seua enginyeria. L'any 109 s'acabaren dues rotondes de 20 m de diàmetre com a part de les Termes de Trajà, construïdes sobre la Domus Aurea, i se'n feren altres dues exedres de 13 i 18 m de diàmetre com a part dels mercats al nord-est del Fòrum. L'arquitectura del successor de Trajà, l'emperador Hadrià (r. 117-138), continuà amb aquest estil. Tres exedres de 30 m de diàmetre a les termes de Trajà tenen patrons de cassetonat que, com en el Panteó posterior, s'alineen amb nínxols inferiors només en els eixos i diagonals i, també com en el Panteó, aquesta alineació es dona a vegades amb les nervadures entre els cassetons.
El Panteó de Roma, acabat per Hadrià com a part de les Termes d'Agripa, té la cúpula romana més famosa, més ben conservada i gran. El diàmetre n'era més del doble de llum que qualsevol cúpula anterior coneguda. Tot i que es considera un exemple de l'arquitectura d'Hadrià, hi ha proves que la reconstrucció del Panteó en la seua forma actual començà amb Trajà. Les especulacions si l'arquitecte del Panteó fos Apol·lodor no han estat pas provades, tot i que hi ha semblances estilístiques entre les seues grans semicúpules cassetonades als Banys de Trajà i la cúpula del Panteó. Altres indicis que el dissenyador en pogués ser Apol·lodor o algú del seu cercle, que era "més a prop en sensibilitat artística de l'era de Trajà que d'Hadrià", són la grandària monumental i la incorporació de passatges menuts en l'estructura. Les dimensions semblen fer referència al tractat d'Arquimedes Sobre l'esfera i el cilindre: la cúpula pot emprar fileres de 28 cassetons perquè els pitagòrics creien que el 28 era un nombre perfecte, i el disseny equilibrava la complexitat amb la simplicitat geomètrica subjacent. Datada del segle II, és una cúpula de formigó no reforçat de 43,4 m de diàmetre, que recolza sobre un mur circular o rotonda, de 6 m de grossària. Aquesta rotonda, feta de formigó amb rajola vista, té molts arcs de descàrrega i buits. Set nínxols interiors i el portal d'entrada divideixen el mur en vuit pilastres quasi independents. Aquestes obertures i buits afegits són una quarta part del volum del mur de la rotonda. L'única obertura a la cúpula és l'òcul revestit de rajola a la part de dalt, de 9 m de diàmetre, que dona claredat i ventilació a l'interior.
L'enteixinat poc profund de la cúpula representa una reducció de menys del cinc per cent en la massa de la cúpula i és sobretot decoratiu. El material agregat col·locat a mà al formigó és més pesat en la base de la cúpula i canvia a materials més lleugers a mesura que n'augmenta l'alçada, i això redueix dràsticament les tensions en l'estructura. Molts comentaristes han citat el Panteó com a exemple de les possibilitats "revolucionàries" per a l'arquitectura monolítica proporcionades per l'ús del formigó de putzolana romana. Les esquerdes verticals, però, semblen haver-se produït molt aviat, de manera que en la pràctica la cúpula actua com un conjunt d'arcs amb una clau comuna, en lloc de com una làmina sola. Els esglaons exteriors utilitzats per a comprimir els "renyons" de la cúpula, que no caldrien si la cúpula actuàs com una estructura monolítica, poden ser un reconeixement d'això per part dels mateixos constructors. Aquest contrafort era comú en la construcció d'arcs romans. Les clivelles en la cúpula es poden veure des de les sales internes superiors de la rotonda. Es cobrir amb ciment en la superfície de dins de la cúpula i amb pegats a fora de l'edifici. El sostre del Panteó estava cobert amb teules de bronze daurat, però l'emperador Constant II les enretirà el 663 i les reemplaçà amb sostres de plom.
La funció del Panteó continua sent una pregunta oberta. Estranya per a un temple, la seua inscripció, que atribueix aquest tercer edifici en el lloc al constructor del primer, Marc Agripa, i no esmenta pas cap déu. El seu nom, Pantheon, prové del grec, 'per a tots els déus', però no és oficial, i no s'inclogué en la llista de temples restaurats per Hadrià en la Història Augusta. Els temples circulars eren petits i estranys, i els temples romans tradicionalment permetien només una divinitat per sala. El Panteó s'assembla més a les edificacions que es troben als palaus i banys imperials. Sembla que Hadrià celebrava la cort en la rotonda usant l'absis principal enfront de l'entrada com a tribuna, cosa que n'explicaria la grandària. Alguns edificis romans posteriors semblants al Panteó són un Temple a Asclepi Soter (c. 145) en l'antiga ciutat hel·lenística de Pèrgam i el Temple Rodó d'Òstia (c. 230-240), que pot haver estat relacionat amb el culte imperial. La cúpula de Pèrgam tenia uns 80 peus romans de diàmetre, i 150 el Panteó; i era feta de rajola damunt una rotonda de pedra tallada. La cúpula d'Òstia tenia 60 peus romans de diàmetre i era de formigó amb revestiment de rajola. Cap cúpula posterior construïda en l'era imperial s'acostà a la llum del Panteó. Continuà sent el dom més gran del món durant més d'un mil·lenni i continua sent el dom de formigó armat més gran del món.

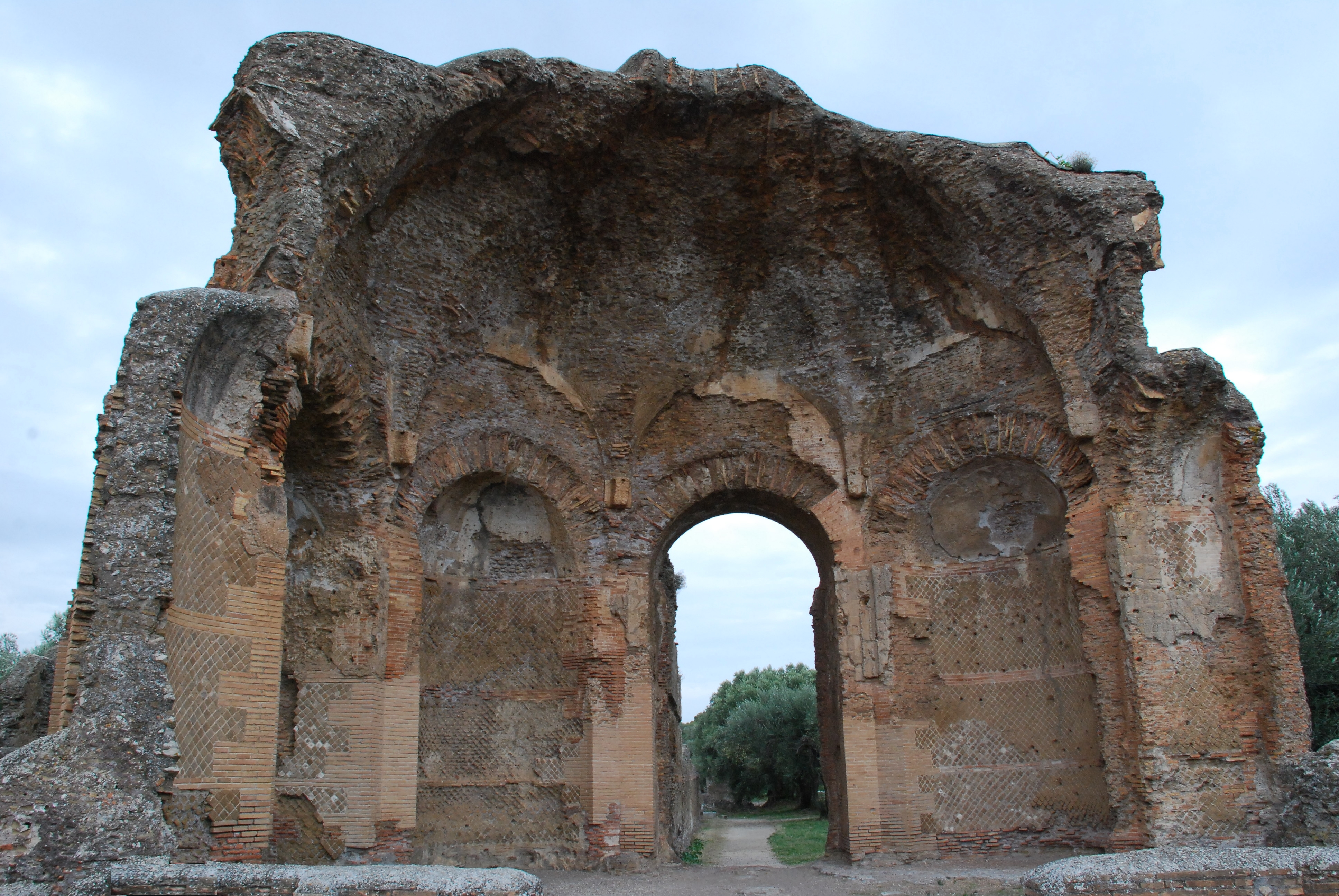
Ruïnes en la Plaça D'Or de la Vil·la Hadriana

L'ús del formigó facilità la geometria complexa de la sala cupulada octogonal dels Petits Banys Termals de la Vil·la Hadriana de Tivoli, del segle II. Les voltes s'han esfondrat; una reconstrucció virtual suggereix que els murs de la sala octogonal, que alternen panys plans i convexos, es fusionaven en un casquet esfèric. Les cúpules segmentades fetes de tascons còncaus radialment, o de tascons còncaus i plans alterns, aparegueren amb Hadrià en el segle II i la majoria dels exemples conservats daten d'aquest període. La Vil·la Hadriana en té exemples a la Plaça D'Or i en la semicúpula del Serapeum. Els detalls registrats de la decoració de la cúpula segmentada en la Plaça D'Or suggereixen que es feu per a evocar una carpa ondulant, potser una imitació dels canopis usats pels reis hel·lenístics. N'hi ha altres exemples als banys d'Hadrià d'Otricoli i al Temple de Venus de Baies. Aquest estil de cúpula requeria un cintrat complex i un encofrat orientat radialment per a crear les corbes tancades, i l'evidència directa més antiga que es conserva d'un encofrat radial és en el caldari dels Grans Banys a la Vil·la Hadriana. Hadrià era un arquitecte afeccionat i sembla que foren les cúpules d'Hadrià com aquestes a les quals l'arquitecte de Trajà, Apol·lodor de Damasc, anomenava burlescament "carabasses" abans que Hadrià fos emperador. Segons Cassi Dió, el record d'aquest insult feu que Hadrià, ja emperador, fes exiliar i matar a Apol·lodor.
A mitjan segle II, prop de l'actual Nàpols, es construïren algunes grans cúpules com a part de grans conjunts de banys aprofitant les aigües termals volcàniques de la zona. Als banys de Baies, hi ha restes d'una cúpula caiguda de 26,3 m, anomenada "Temple de Venus", i una cúpula mig caiguda major, de 29,5 m, anomenada "Temple de Diana". Aquesta darrera, que podria haver estat un nimfeu com a part dels banys, tenia una secció ogival formada per capes horitzontals de rajola amb morter i rematat amb tova lleugera. Data de la segona meitat del segle II i és la tercera cúpula major coneguda del món romà. La segona major és la del "Temple d'Apol·lo", caigut, construït a prop, al llarg de la riba del llac de l'Avern. La llum no se'n pot mesurar pas amb precisió pel seu estat ruïnós, però tenia més de 36 m de diàmetre.
També les cambres octogonals de les Termes d'Antoní a Cartago eren cobertes amb voltes de claustre i s'han datat del 145-160.
En la segona meitat del segle II, al nord d'Àfrica, se'n conreà un tipus particular de forma de tub de broquet en la tradició de la cúpula de tub de terracota dels banys de l'era hel·lenística de Morgantina, una idea que s'havia conservat en l'ús d'atuells de terracota entrellaçats per als sostres dels forns. Aquest tub es podia fabricar en massa als torns de terrissaire i entrellaçar-se per a formar un cintrat permanent per a cúpules de formigó, evitant per complet l'ús de cintrats de fusta. Aquesta variant se n'estengué per la Mediterrània occidental.
Tot i que rarament usada, la cúpula sobre petxines es coneixia a la Roma del segle II i potser abans, en monuments funeraris com ara la Sedia dei Diavolo i el Torracio della Secchina de la Via Nomentana. Les cúpules amb petxines s'emprarien molt més en el període romà d’Orient. Una «tomba romana a Palestina, a Kusr-en-Nêuijîs», tenia una cúpula amb petxines sobre la intersecció quadrada de voltes de canó cruciforme i data del segle II. Una cupuleta sobre petxines esfèriques a Beurey-Bauguay, al departament de Costa d'Or de l'estat francés, s'ha datat del segle II o III.

### Segle III

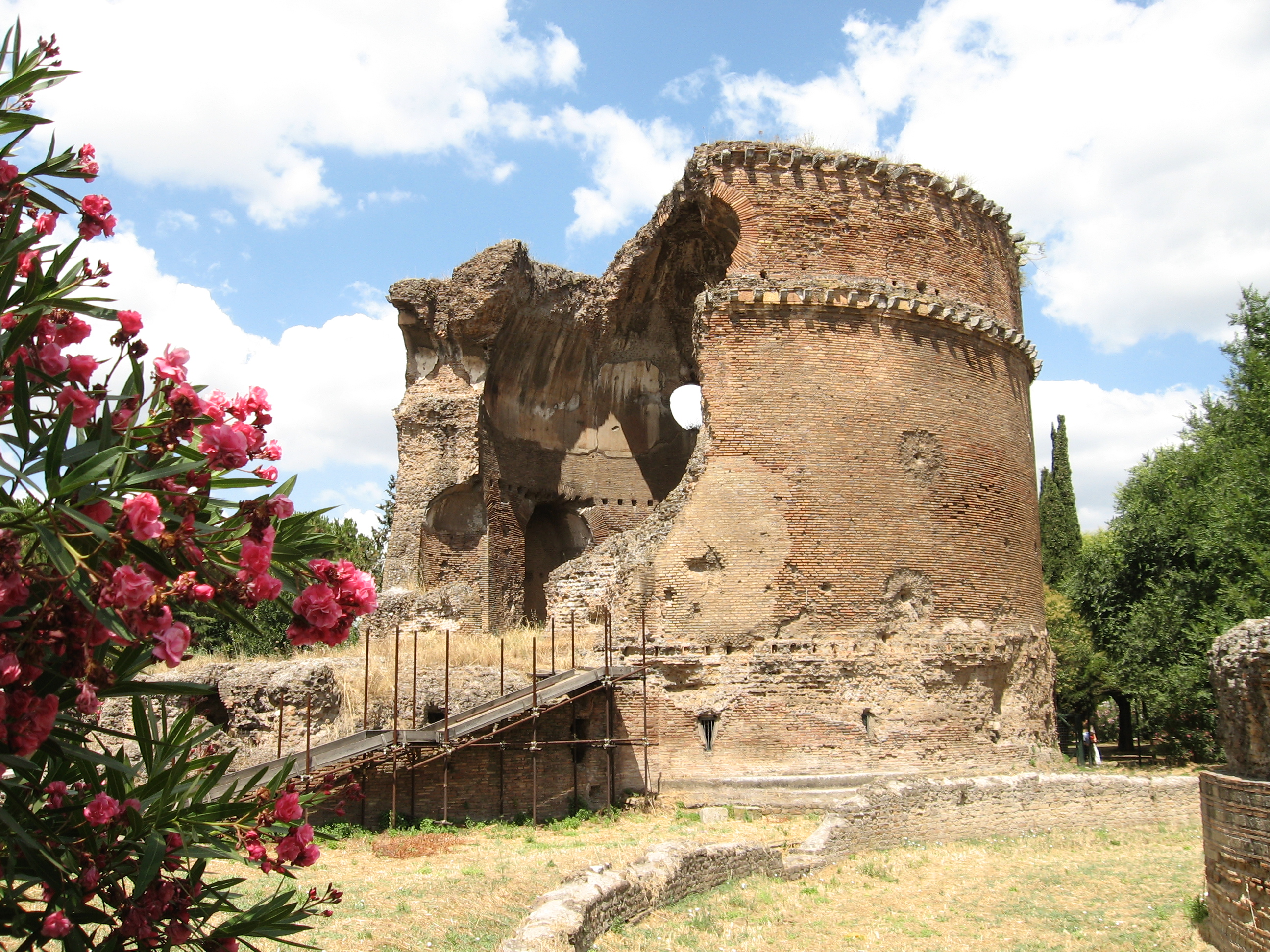
Ruïnes de la Vil·la Gordiani

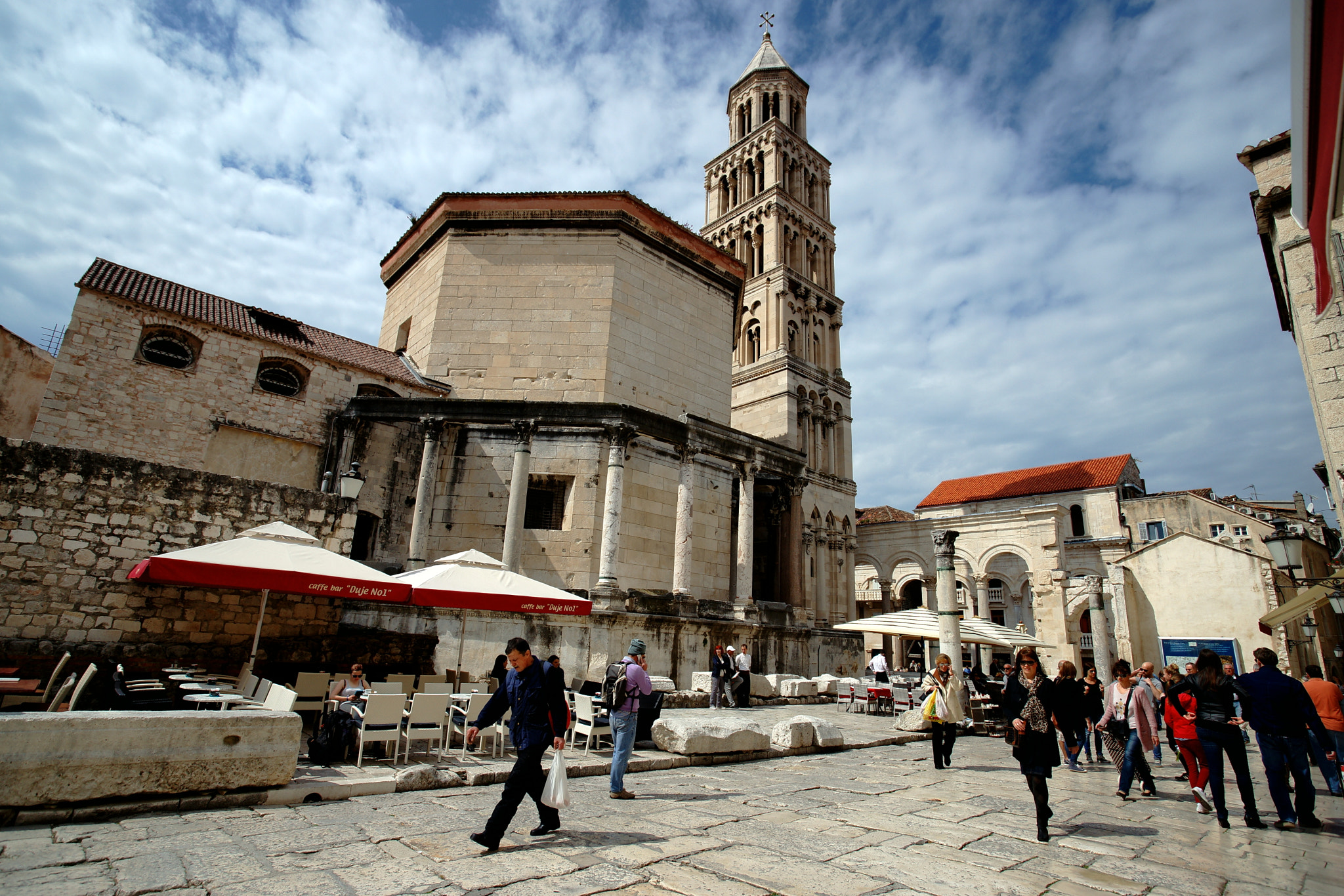
Mausoleu de Dioclecià, molt modificat, hui part de la Catedral de Split

La gran rotonda de les Termes d'Agripa, els banys públics més antics de Roma, s'ha datat del període de la dinastia Severa, de principis del segle III. No se'n sap, però, si es tractaria d'un afegit o d'una reconstrucció d'una rotonda cupulada anterior. En el segle III, començaren a construir-se mausoleus imperials com rotondes cupulades en lloc d'estructures de túmuls o d'altres tipus, seguint l'exemple de monuments semblants fets per ciutadans particulars. Els mausoleus cupulats pagans i cristians d'aquesta època es diferencien perquè les edificacions també reflecteixen les seues funcions religioses. Els edificis pagans solen ser construccions exemptes de dos pisos, amb poca llum, amb una àrea de cripta inferior per a les despulles i una àrea superior per al sacrifici. Els mausoleus cupulats cristians tenen un sol espai ben il·luminat i solen ser adjacents a una església. L'antiga basílica de Sant Pere es construiria més tard prop d'una rotonda cupulada preexistent de principis del segle III, que pogué ser un mausoleu. En el segle V aquesta rotonda la dedicaren a Andreu Apòstol i s'uní al Mausoleu d'Honori.
Entre els exemples del segle III en destaquen la cúpula de rajola del Mausoleu de Dioclecià i el Mausoleu de la Vil·la Gordiani. La Vil·la Gordiani també conserva restes d'una cúpula cornada ovalada. El Mausoleu de Dioclecià empra petites trompes arquejades de rajola fetes a partir d'una base circular en un patró d'escates superposades, anomenat "cúpula de trompes esglaonades". El patró d'escates fou un motiu hel·lenístic popular adoptat per parts i sassànides, i tals cúpules devien estar relacionades amb les "voltes de trompa" perses. A més del mausoleu, el Palau de Dioclecià també té una rotonda prop del centre del conjunt que serviria de sala del tron. Té nínxols laterals semblants als d'un mausoleu octogonal; situats, però, al final d'una sala aparentment amb volta de canó com la disposició que es troba en els palaus sassànides posteriors. Les cúpules de maçoneria foren menys comunes a les províncies romanes, tot i que el Temple de Venus del segle III de Baalbek es construí amb una cúpula de pedra de 10 m de diàmetre. Una cúpula de pedra en volada de 5,806 m de diàmetre, més tard coneguda com a "Arthur's O'on", es trobava a Escòcia, a tres quilòmetres al nord del fort de Falkirk, al Mur d'Antoní, i podria ser un monument de victòria romà del regnat de Carausi. Va ser destruït el 1743.
La tècnica de construir cúpules lleugeres amb tubs de ceràmica buits entrellaçats es desenvolupà encara més al nord d'Àfrica i Itàlia a finals del segle III i principis del IV. En el segle iv, la volta de tub prima i lleugera era una tècnica de volta per dret propi, en lloc de servir simplement com un cintrat permanent per al formigó. S'emprà en els primers edificis cristians d'Itàlia. La disposició d'aquests tubs de terracota en espiral contínua creà una cúpula no prou forta per a llums molt grans, però sols requeria un cintrat i un encofrat mínims. La posterior cúpula del Baptisteri de Neó de Ravenna n'és un exemple.

### Segle IV

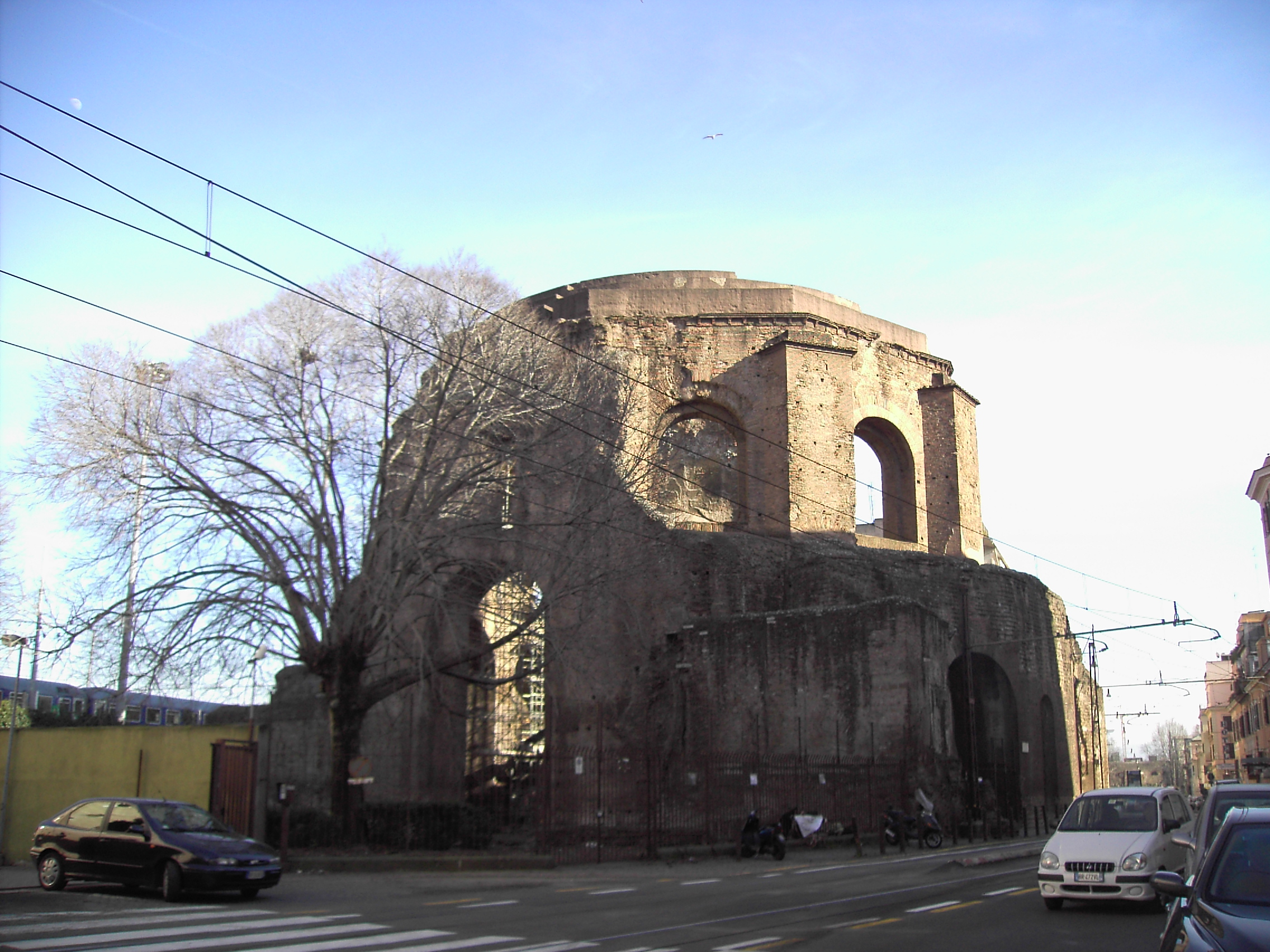
L'anomenat "Temple de Minerva Mèdica" a Roma

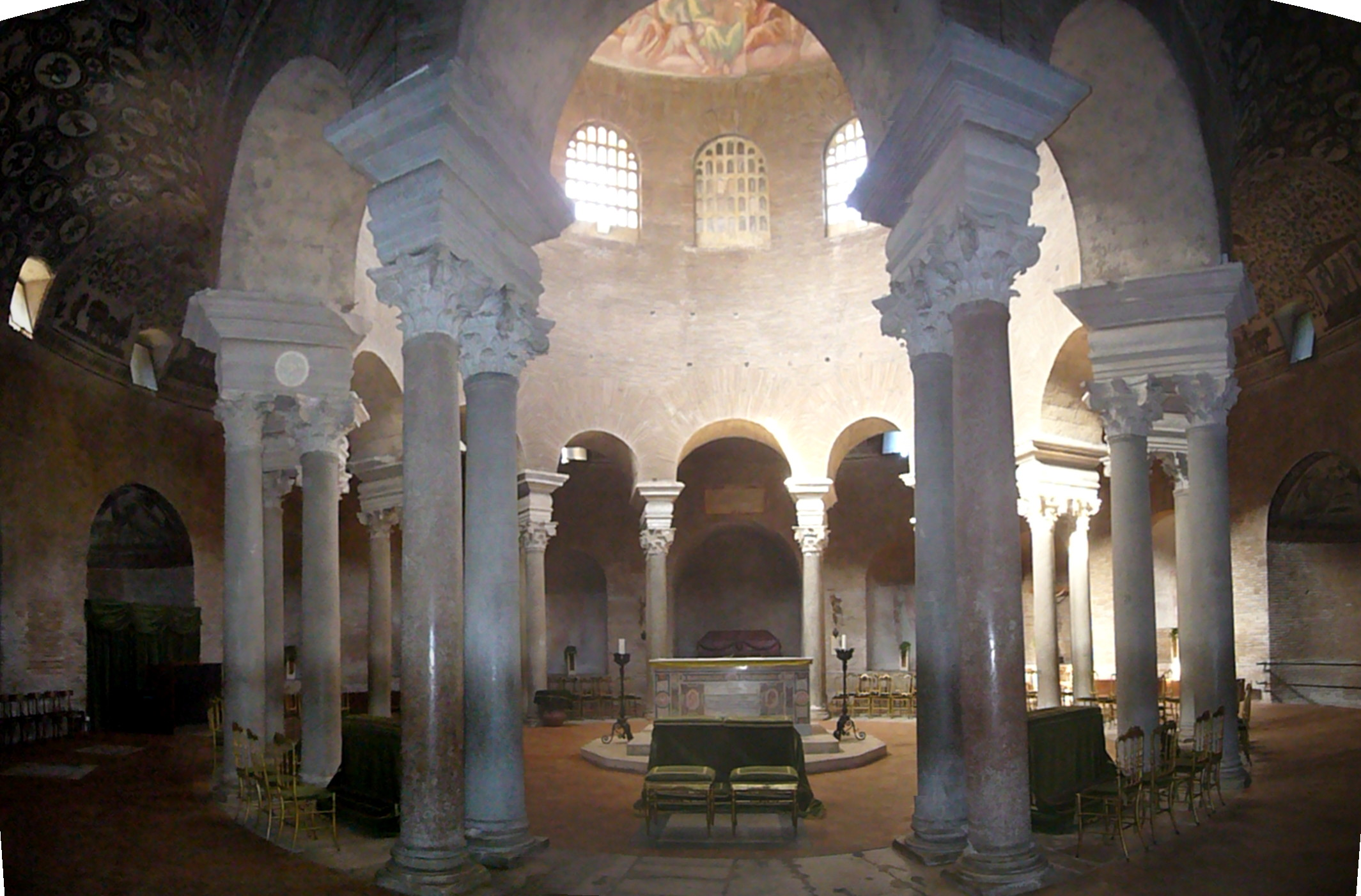
Mausoleu de Santa Constança

En el segle iv, les cúpules romanes proliferaren pels canvis en la forma en què es construïen, inclosos els avanços en el cintrat i en les nervadures de rajola. L'anomenat "Temple de Minerva Mèdica", per exemple, feu servir nervadures de rajola amb anells esglaonats i formigó lleuger amb afegit de pedra tosca per a formar una cúpula decagonal. El material triat en la construcció passà gradualment durant els segles IV i V de la pedra o el formigó a rajoles més lleugeres. L'ús de nervadures va enfortir l'estructura, i això permetia que les cúpules fossen més primes amb murs de suport menys massius. Les finestres s'empraven sovint en aquests murs i reemplaçaven l'òcul com a font de llum, tot i que a vegades calia reforçar-la per a compensar les grans obertures. El Mausoleu de Santa Constança té finestres sota la cúpula i solament columnes apariades a sota, i usa una volta de canó circumdant per a estabilitzar-ne l'estructura.
La cúpula de 24 m del Mausoleu de Galeri es construí al voltant de l'any 300 a prop del Palau Imperial, com a mausoleu o sala del tron. El convertiren en església al segle V. També a Tessalònica, al Palau Tetràrquic, s'excavà un edifici octogonal de 24,95 m de llum que es degué utilitzar com a sala del tron. Se sap que no era ni una església ni un mausoleu, i que es feu servir durant un període entre el 311 i quan fou destruït, abans del 450. L'octogonal Domus Aurea, construïda per Constantí el 327 al Palau Imperial d'Antioquia també tenia un sostre de cúpula, segurament de fusta i recobert amb plom daurat. La dedicaren dos anys després del Primer Concili de Nicea a l'«Harmonia, el poder diví que uneix Univers, Església i Imperi». Degué ser tant la catedral d'Antioquia com l'església de la cort de Constantí, i el precedent de les esglésies posteriors de planta octogonal a prop dels palaus dels Sants Sergi i Bacus i Hagia Sofia de Justinià i la Catedral d'Aquisgrà de Carlemany. La cúpula fou reconstruïda al 537-538 amb fusta de xiprer de Daphne després de ser destruïda en un incendi. La majoria de cúpules de les esglésies de la regió síria es van construir amb fusta, com la posterior Cúpula de la Roca de Jerusalem, i la cúpula de la Domus Aurea, que va sobreviure a uns terratrèmols en el segle VI que destruïren la resta de l'edifici. No hi ha constància que l'església fos reconstruïda després del terratrèmol del 588, potser per l'abandó generalitzat de molts edificis públics en la que ja no era capital de l'Imperi. Constantí construí l'església de la Nativitat de Betlem al voltant de l'any 333 com una gran basílica amb una estructura octogonal a l'extrem est, sobre la cova que deien que fou el lloc de naixement de Jesús. L'octàgon cupulat tenia un diàmetre exterior de 18 m. Més tard fou destruït i quan Justinià el va reconstruir, i l'octàgon fou reemplaçat per una estructura triabsidal.

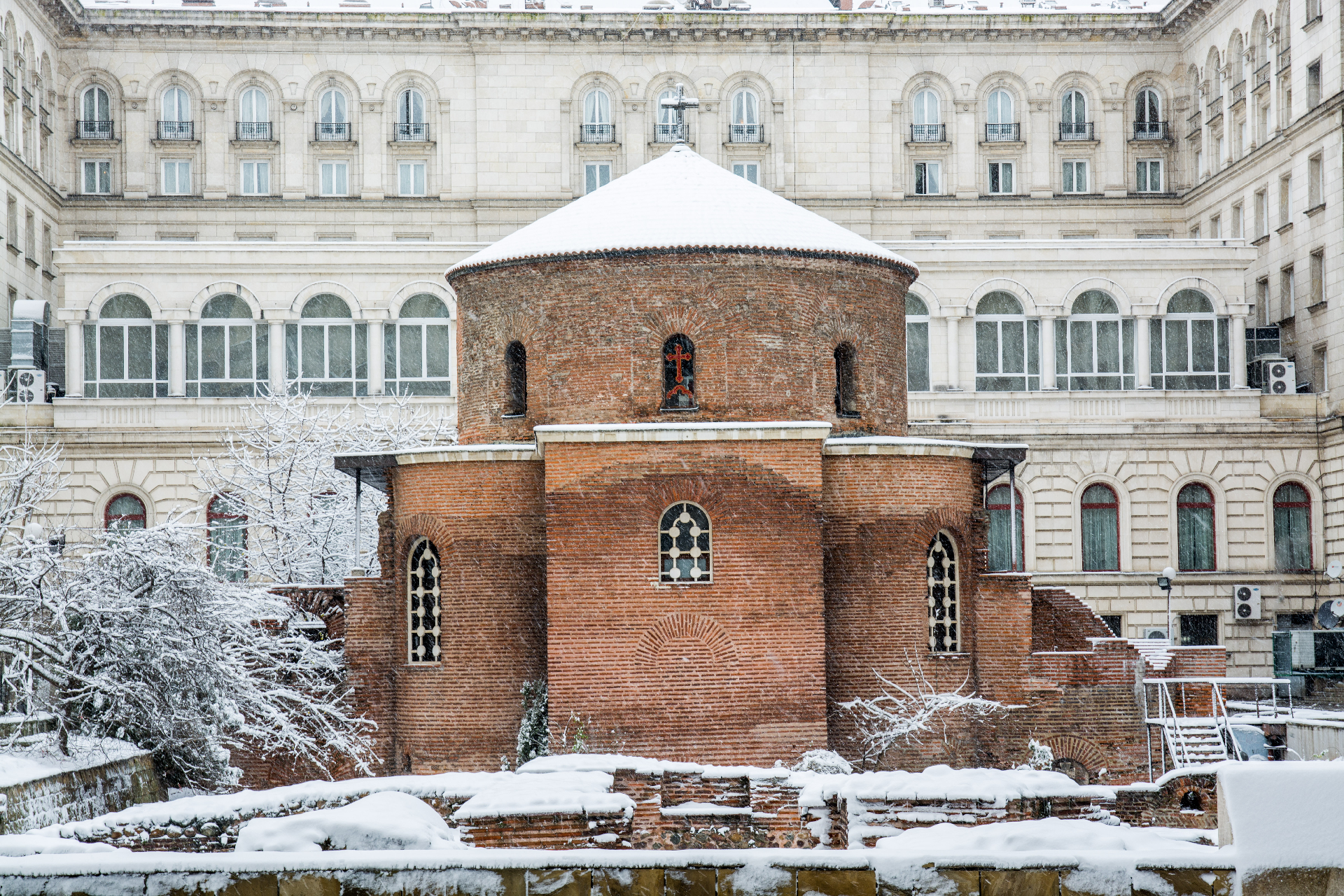
La Rotonda de Sant Jordi i algunes restes de Serdica en primer pla

Els edificis de planta circular o octogonal també es feren servir per a construir baptisteris i reliquiaris per la idoneïtat d'aquestes formes per a unir-se a l'entorn d'un objecte. Els baptisteris es començaren a construir a la manera de mausoleus cupulats durant el segle IV a Itàlia. El Baptisteri de Letran o el del Sant Sepulcre hi poden haver estat els primers, i l'estil s'estengué durant el segle V. En la segona meitat del segle iv, es feren baptisteris octogonals cupulats semblants als mausoleus imperials contemporanis a la regió del nord d'Itàlia, a prop de Milà, com ara el de Sant Giovanni in Fonte de Milà (finals del segle IV), un baptisteri cupulat a Nàpols (segles IV al VI) i un altre a Aquileia (finals del segle IV). Part d'un conjunt de banys de principis del segle iv, l'església de rajola de Sant Jordi a Sofia, era un caldari reconvertit a mitjan segle V. És una rotonda amb quatre nínxols absidials als cantons. L'exemple més ben conservat de l'arquitectura romana a la ciutat s'ha utilitzat com a baptisteri, església, mesquita i mausoleu al llarg del temps. La cúpula s'alça a uns 14 m del sòl amb un diàmetre d'uns 9,5 m. La funció originària com a sala de l'hipocaust es debat i, segons la forma, l'edifici pot haver sigut un martyrium cristià. Els huns la van destruir a mig fer l'any 447 i fou reconstruïda en el segle XI.
A mitjan segle iv, a Roma, es van construir cúpules a les Termes de Constantí i a les d'Helena. En aquesta època també es reconstruïren les cúpules sobre les cambres calentes de les antigues Termes de Agripa i de Caracal·la. Entre la segona meitat del segle IV i mitjans del V, es feren mausoleus cupulats per a famílies adinerades adjunts a un nou tipus de basílica martirial abans que els enterraments dins de la basílica, més a prop de les restes del màrtir, deixassen obsolets aquests edificis adjunts. Una rotonda pagana d'aquest període en la Via Sacra s'incorporà més tard a la Basílica dels Sants Cosme i Damià com un vestíbul al voltant del 526.
Els mausoleus i santuaris cristians s'edificaren a l'estil d'«església centralitzada», sovint amb una cúpula sobre un espai central elevat. L'església dels Sants Apòstols, segurament planejada per Constantí però construïda pel seu successor Constanci II a la nova capital de Constantinoble, combinava la basílica congregacional amb el santuari central. De planta semblant a la de l'església de Sant Simeó Estilita, quatre naus sobreïxen d'una rotonda central que alberga la tomba de Constantí i espais per a les tombes dels apòstols. Al damunt degué haver-hi un clarestori amb una cúpula de fusta ensostrada amb làmines de bronze i detalls daurats. El decàgon oblong de l'actual Basílica de Sant Gereó de Colònia, Alemanya, es va construir sobre un extraordinari edifici romà del segle IV amb un absis, nínxols semicupulats i una cúpula. Una església construïda al cementeri nord de la ciutat, se'n desconeix la dedicació originària,  pot haver estat construïda per Julià, llavors governador de la Gàl·lia de 355 a 360, que més tard seria emperador, com un mausoleu per a la seua família. L'espai ovalat podria seguir el model de les sales d'audiències imperials o d'edificis com el Temple de Minerva Mèdica.
L'església paleocristiana de planta central més gran, Sant Llorenç Major de Mediolanum (Milà), es construí a mitjan segle IV quan aquesta ciutat era capital de l'Imperi d'Occident i podria ser cupulada amb un material lleuger, com ara fusta o canya. Hi ha dues teories sobre la forma d'aquesta cúpula: una cúpula d'estil romà d’Orient sobre petxines esfèriques, amb un anell de finestres semblant al de les cúpules de l'època posterior de Justinià, o una volta de claustre octogonal a la manera romana, com la volta contemporània sobre la capella de Sant Aquilí, potser amb arcades de tub, els fragments del qual s'han trobat en recerques. Tot i haver demostrat que aquests tubs són una reconstrucció medieval, hi ha evidències que recolzen l'ús de formigó romà en l'original. La coberta central, tanmateix, podria haver estat una volta d'aresta quadrada. L'edifici potser fou l'església del proper Palau Imperial i una construcció proposada entre 355-374 sota el bisbe arrià Auxenci de Milà, que més tard «sofrí una mena de damnatio memoriae a mans dels seus successors ortodoxos», la qual cosa explicaria la manca de registres sobre aquest tema. Els incendis del 1071 i 1075 danyaren l'edifici i la coberta central s'esfondrà el 1103. Es va reconstruir amb una cúpula romànica que aguantà fins al 1573, quan caigué i la reemplaçaren per l'estructura actual. L'arcada originària estava oculta per un tambor quadrat a l'exterior en lloc de l'octàgon actual, que data del segle XVI.
L'Església del Sant Sepulcre de Jerusalem degué construir-se sobre el santuari a finals del segle iv, amb cúpula de fusta. La rotonda, de 33,7 m de diàmetre, centrada en la tomba de Crist, tenia una sala central cupulada envoltada d'un deambulatori. La cúpula s'alçava sobre una planta baixa, una galeria i un claristori, i potser tenia un òcul. La cúpula tenia uns 21 m de llum. Demolida al 1009 pel califa fatimí Al-Hàkim bi-Amr Allah, es reconstruí el 1048 per l'emperador Constantí IX, segurament amb un mosaic que representa Crist i els apòstols. La cúpula actual és una renovació del 1977 feta amb una prima làmina de formigó.

### Segle V

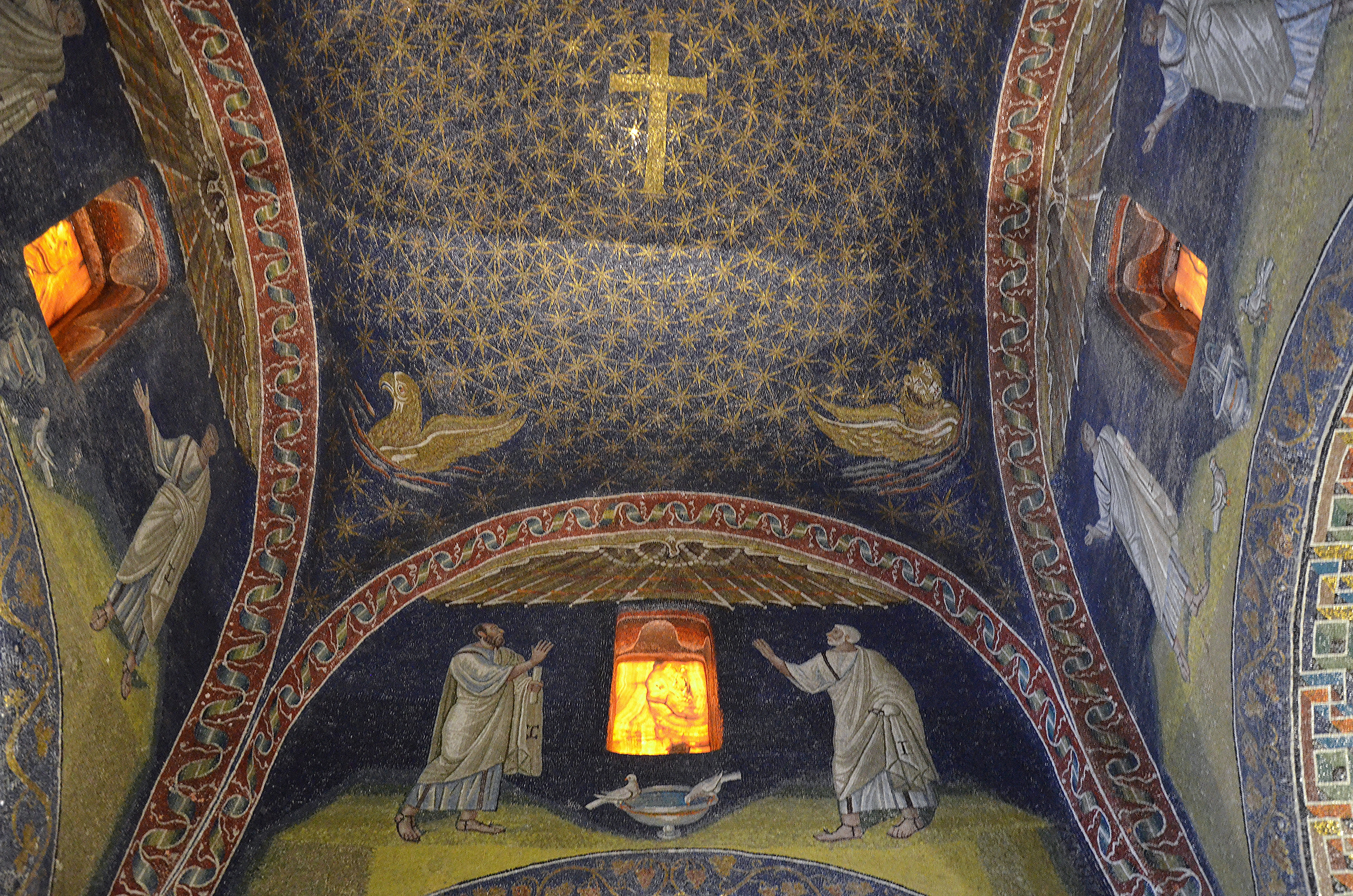
El Mausoleu de Gal·la Placídia de Ravenna

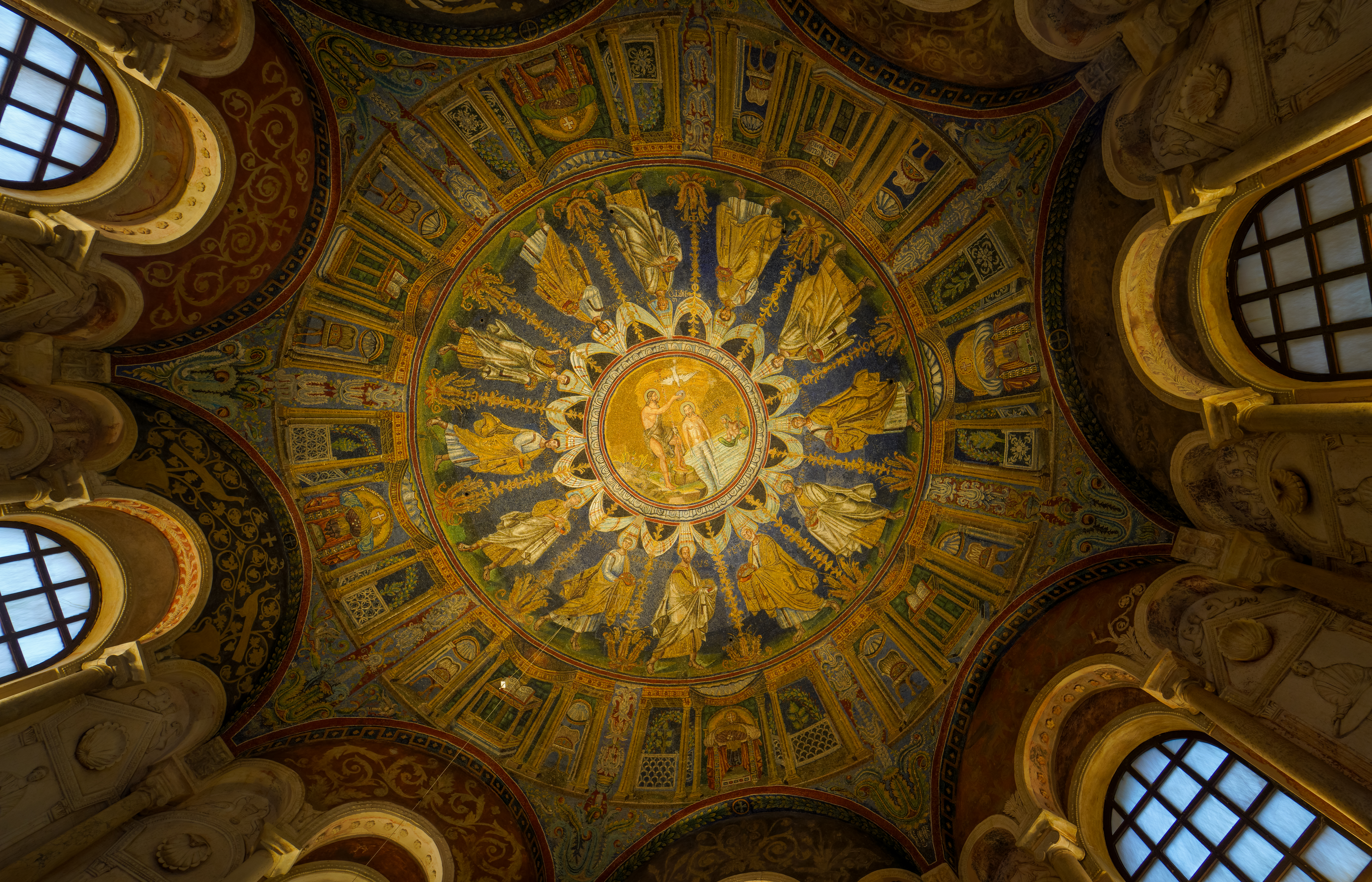
Cúpula del Baptisteri Neonià de Ravenna, acabada a mitjan segle V

En el segle v, hi havia edificis de petita escala amb plantes en creu cupulades en tot el món cristià, com ara el Mausoleu de Gal·La Placídia, el martyrium adjunt a la Basílica de Sant Simplicià, i esglésies a Macedònia i a la costa de l'Àsia Menor. A Itàlia, el Baptisteri de San Giovanni in Fonte de Nàpols i l'església de Santa Maria della Croce de Casarano conserven cúpules primitives supervivents. A Tolentino, el Mausoleu de Catervus fou dissenyat segons el Panteó, però a escala d'un quart i amb tres absis sortints, cap al 390-410. El Baptisteri Neonià de Ravenna s'acabà a mitjan segle V i hi havia cúpules en els baptisteris del segle V de Padula i Novara. També hi ha petites cúpules de rajola a les torres de les muralles de principis del segle V de Constantinoble. Les cisternes subterrànies de Constantinoble, com les de Filoxen i de la Basílica, tenien una quadrícula de columnes que sostenien petites cúpules, en lloc de voltes de creueria. La badia quadrada amb una volta de vela superior o cúpula sobre petxines esdevingué la unitat bàsica de l'arquitectura dels primers segles romans d’Orient, amb una varietat de combinacions.
L'església del Tron de Maria (o Kathisma) fou construïda al llarg del camí de Jerusalem a Betlem al voltant de l'any 456, amb planta octogonal. S'alçà damunt una roca que es deia que hi hauria utilitzat com a seient la Mare de Déu quan viatjava a Betlem mentre estava embarassada de Jesús, cosa que correspon a una història del Protoevangeli de Jaume. El diàmetre exterior n'era semblant al de l'església del Sant Sepulcre, de 26 o 27 m, i l'octàgon més interior sostenia una cúpula de 15,5 m de llum.
Amb la caiguda de l'Imperi Romà d'Occident, les cúpules foren una característica pròpia de l'arquitectura de l'església de l'Imperi romà Oriental supervivent. Sembla que hi hagué una transició de basíliques amb sostre de fusta a esglésies cupulades entre finals del segle V i el VII, amb exemples primerencs a Constantinoble, Àsia Menor i Cilícia. La primera basílica cupulada coneguda degué ser una església a Meriamlik, al sud d'Anatòlia, datada d'entre 471 i 494, tot i que les ruïnes no en donen una resposta definitiva. Potser n'existissen exemples anteriors a Constantinoble, on s'ha suggerit que s'hauria dissenyat la planta de l'església de Meriamlik, però no s'hi ha trobat pas cap basílica amb cúpula abans del segle VI.

### Segle VI

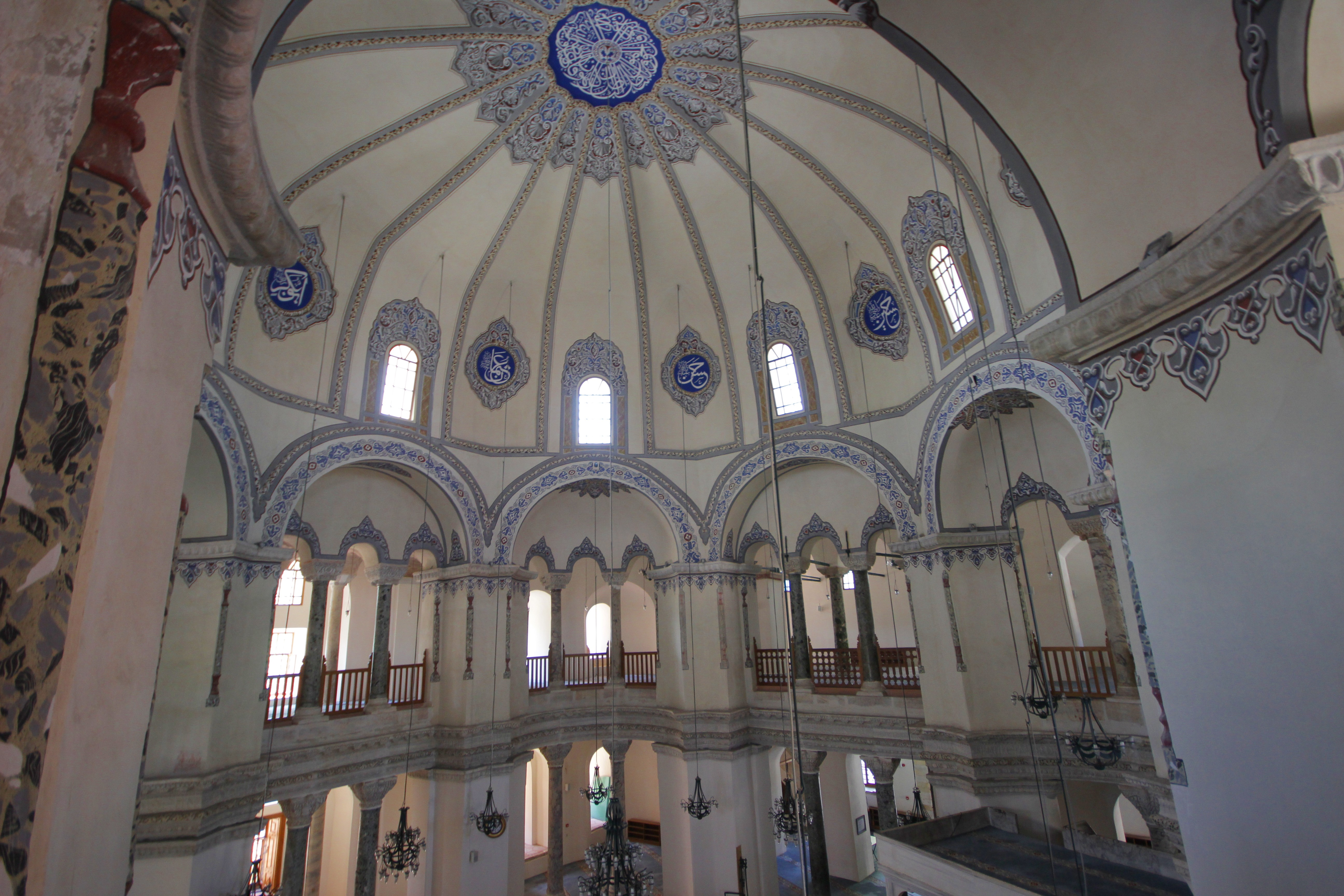
Interior de Sants Sergi i Bacus

El segle VI marcà un punt d'inflexió en l'arquitectura de les esglésies cupulades. Des del segle IV s'havien edificat esglésies de planta central amb cúpules per a funcions particulars, com ara esglésies palatines o martyria, amb una lleu ampliació de l'ús l'any 500, però la majoria de les esglésies eren salons amb sostre de fusta de planta basilical. L'església de Sant Polieucte de Constantinoble (524-527) pot haver estat construïda com una gran basílica luxosa amb cúpula semblant a l'església de Meriamlik de cinquanta anys abans —i a la posterior Hagia Irene de l'emperador Justinià I— per Anícia Juliana, de l'antiga casa imperial, tot i que els murs lineals suggereixen un sostre de fusta, en lloc d'una cúpula de rajola. Hi ha la llegenda que utilitzà la contribució de fons públics que li havia promés a Justinià en la seva ascensió al tron per a ensostrar l'església amb or. L'església contenia una inscripció que lloava a Juliana per haver «superat a Salomó» amb l'edifici, i potser tenint això en compte, Justinià diria més tard del seu Hagia Sofia: «Salomó, t'he superat!».
En el segon terç del segle VI, la construcció de l'església sota l'emperador Justinià emprà la unitat de creu cupulada en una escala monumental, d'acord amb l'èmfasi de Justinià en la innovació arquitectònica audaç. L'arquitectura de la seua església emfasitzava la cúpula central i això feu que la planta central amb cúpula de rajola fos comuna en tot l'orient romà. Aquesta divergència amb l'occident romà a partir del segon terç del segle VI es considera l'inici d'una arquitectura pròpiament «romana d'Orient». Les basíliques amb sostres de fusta, que abans havien sigut la forma d'església habitual, continuarien sent-ho en l'occident medieval.
Mistràs fou governada des de Constantinoble després del 1262. Més tard, fou la capital del Despotat de Morea del 1348 al 1460. A Mistràs, hi ha diverses esglésies de planta basilical amb galeries cupulades que fan una creu quadrada de cinc cúpules damunt una planta de basílica al sòl. L'Aphentiko del Monestir de Brontochion es construí entre c. 1310-1322 i l'església posterior del Monestir de Pantanassa (1428) és del mateix tipus. L'Aphentiko potser fou planejat com una església de creu en quadrat, però té una combinació de components de planta longitudinal i central, amb un interior dividit en nau i corredors laterals com una basílica. La nau amb volta de canó i els braços del transsepte tenen una cúpula a la cruïlla, i els trams dels cantons de les galeries també estan cupulats. Una remodelació de l'església Metropolis de Mistràs en creà un exemple afegit. La Pantanassa incorpora elements occidentals en el sentit que les cúpules del pòrtic amb columnes estan ocultes externament, i les cúpules tenen nervadures de secció rectangular semblant a les de Salern, Ravello i Palerm.

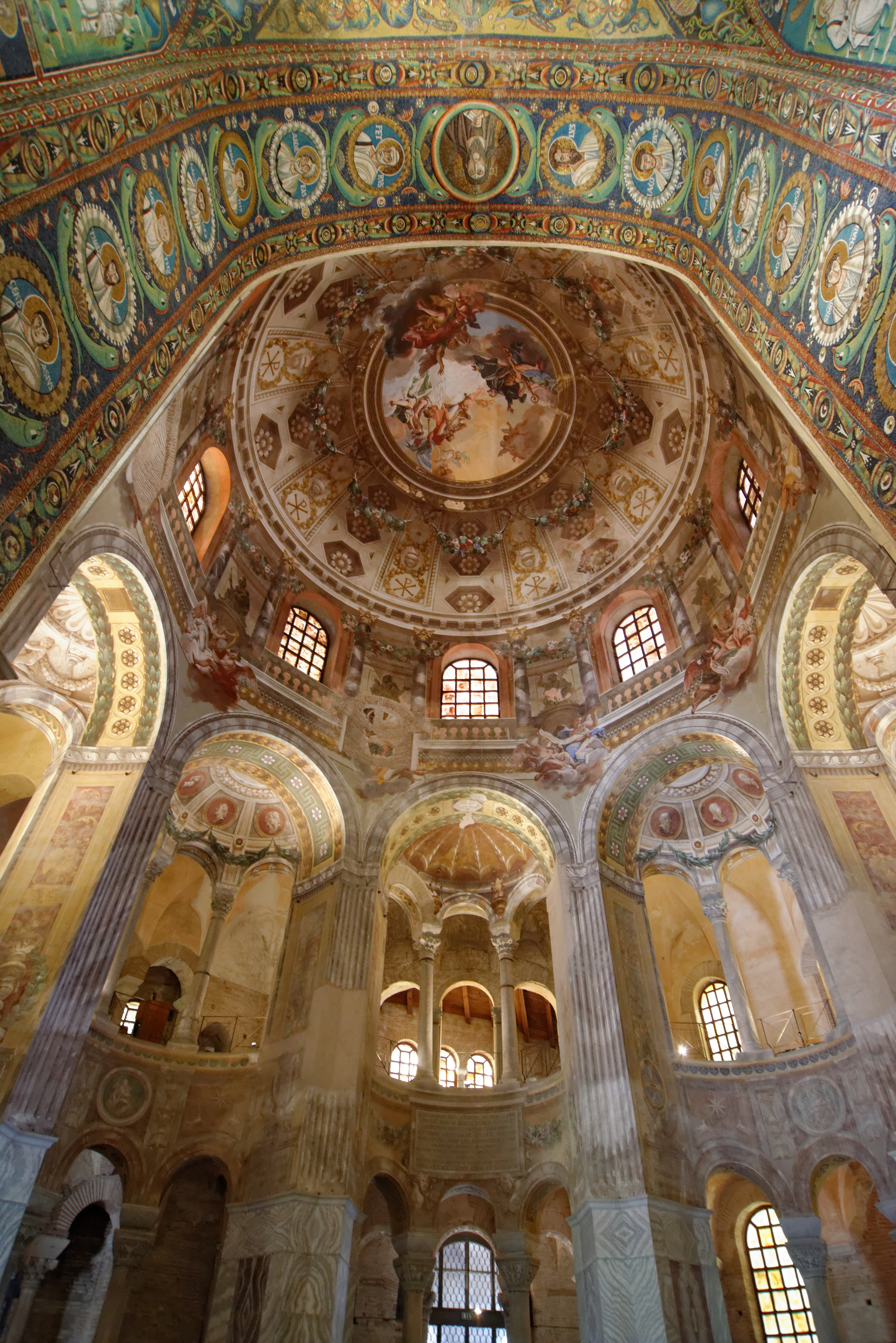
La Basilica de Sant Vidal de Ravenna

La ciutat de Ravenna, a la península Itàlica, havia sigut des del 402 capital de l'Imperi Romà d'Occident, després de Milà; i després seria la capital dels regnes posteriors d'Odoacre (r. 476-493) i de Teodoric el Gran (r. 493-526) fins a la Guerra gòtica del 540. La coneguda ara com a Basílica de Sant Vidal, un edifici octogonal de Ravenna amb una cúpula de terracota, es començà amb Teodoric el 525 i s'acabà amb els romans d’Orient el 547. Pot pertànyer a una escola d'arquitectura dels segles IV i V de Milà. L'edifici és semblant a l'església romana d’Orient dels Sants Sergi i Bacus i al posterior Chrysotriklinos, o saló del tron i església del Palau de Constantinoble, i es faria servir com a model per a la Capella Palatina de Carlemany a Aquisgrà. S'hi col·locaren àmfores buides una dins de l'altra per a aconseguir una estructura lleugera per a la cúpula i evitar haver de disposar contraforts afegits. Té 18 m de diàmetre. Les àmfores es posaren en espiral contínua, la qual cosa requeria un mínim de cintrat i encofrat, però no era prou resistent per a grans llums. La cúpula era coberta amb un sostre de fusta, pràctica favorita dels arquitectes medievals posteriors a Itàlia, tot i que era inusual en aquest moment.

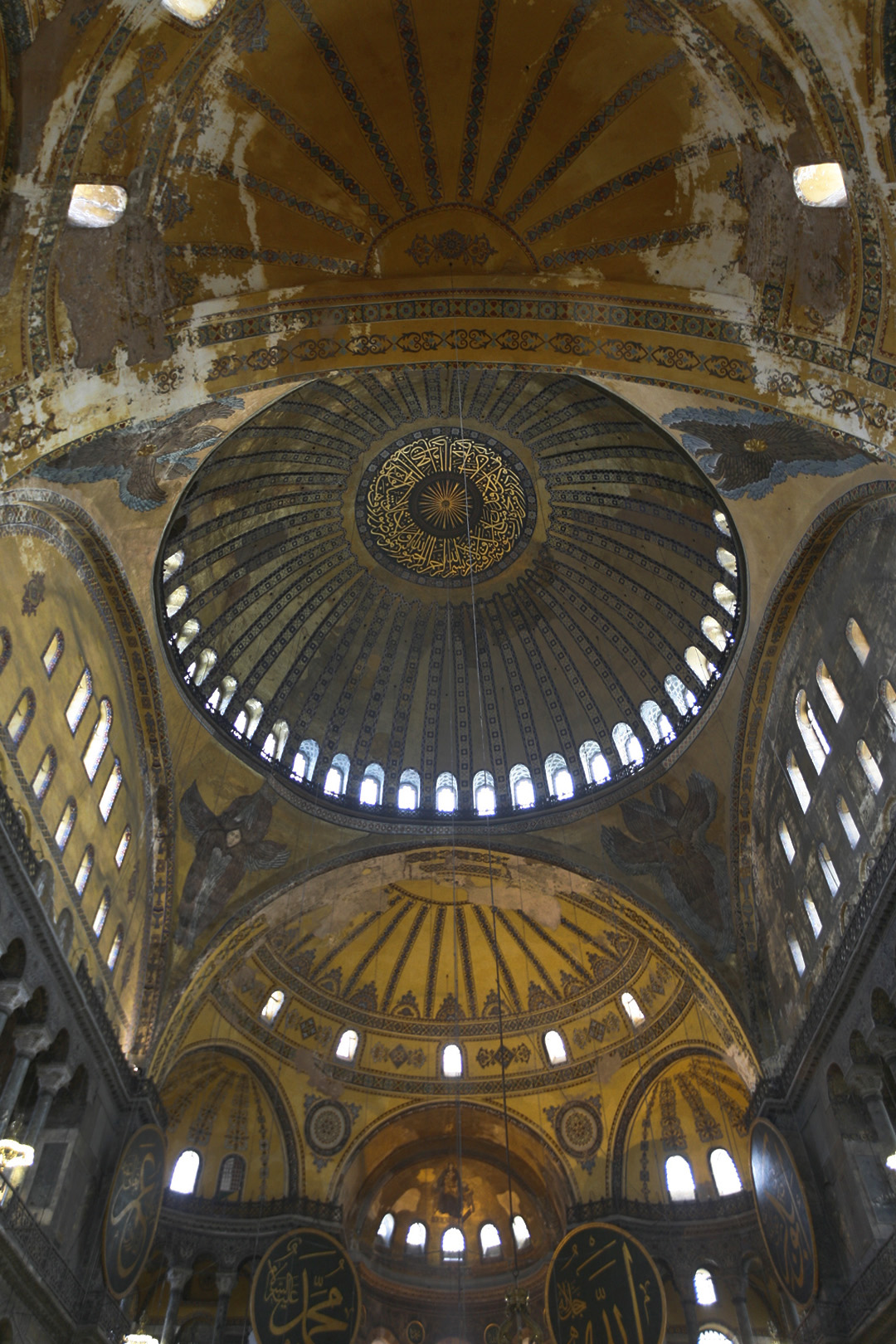
Hagia Sofia a Istanbul. Cúpula central de creueria amb un anell de finestres a la base, quatre petxines entre els quatre grans arcs que sostenen la cúpula principal, dos grans semicúpules que omplin els arcs proper i llunyà

Després que la Revolta de Nika destruís gran part de la ciutat de Constantinoble el 532, incloses les esglésies d'Hagia Sofia ('Santa saviesa') i Hagia Irene ('Santa pau'), Justinià va reconstruir-la. Aquestes esglésies havien estat de planta basilical i foren reconstruïdes com a basíliques cupulades, tot i que Hagia Sofia a una escala molt major. Construïda per Antemi de Tral·les i Isidor de Milet a Constantinoble entre 532 i 537, Hagia Sofia fou l'edifici més gran del món. Es tracta d'un disseny original i innovador sense precedents coneguts en la manera de cobrir una planta basilical amb cúpula i semicúpules. Els terratrèmols periòdics de la zona han causat tres destruccions parcials de la cúpula i han requerit reparacions. La forma precisa de la cúpula central originària acabada el 537 era significativament diferent de l'actual i, segons relats contemporanis, molt més audaç.
Procopi de Cesarea escrigué que la cúpula originària semblava «no descansar sobre maçoneria sòlida, sinó cobrir l'espai amb la seua cúpula daurada suspesa del cel». El cronista romà d’Orient Joan Malales deia que aquesta cúpula era 20 peus romans d’Orient més baixa que el seu reemplaçament. Una teoria és que la cúpula originària continuaria la corba de les petxines existents (que es reconstruïren parcialment després del terratrèmol), creant una enorme volta bufada perforada per un anell de finestres. Aquesta cúpula formaria part d'una esfera teòrica de 46 m de diàmetre (la distància des de la base d'una petxina fins a la base de la contrària), un 7% major que la llum de la cúpula del Panteó. Una altra teoria eleva la tapadora poc profunda d'aquesta cúpula (la part per damunt del que hui són les petxines) sobre un tambor encastat relativament curt que contindria les finestres. Aquesta primera cúpula caigué parcialment pel terratrèmol del 558 i després se'n revisà el disseny al perfil actual. Els terratrèmols també causaren caigudes parcials de la cúpula el 989 i 1346, de manera que la cúpula actual consta de porcions que daten del segle VI, als costats nord i sud, i porcions dels segles X i XIV als costats oest i est, respectivament. Hi ha irregularitats on s'ajunten aquests sectors. La cúpula central actual, sobre les petxines, té un gruix d'uns 75 cm. Té uns 32 m de diàmetre i 40 nervadures radials que brollen d'entre les 40 finestres a la base. Quatre de les finestres se cegaren com a part de les reparacions del segle x. L'anell de finestres a la base de la cúpula central es troba en la part on s'hauria esperat la major tensió circular i, per tant, és possible que s'hagen utilitzat per a ajudar a alleujar els clivells al llarg dels meridians. Els claus de ferro entre els blocs de marbre de la cornisa ajudaren a reduir les embranzides cap a fora en la base i limitaren el clivellament, com feien els anells de tensió de fusta que s'usaven en altres cúpules romanes d’Orient de rajola. La cúpula i les petxines estan sostingudes per quatre grans arcs que parteixen de quatre pilastres. A més, dues enormes semicúpules de proporcions semblants es disposen als costats oposats de la cúpula central i contenen semicúpules més menudes entre quatre pilastres més. Hagia Sofia, així com la Catedral de Constantinoble i l'església de l'adjacent Gran Palau de Constantinoble, té forma de planta octogonal.
A Constantinoble, Justinià també derrocà l'envellida Església dels Sants Apòstols i la va reconstruir a major escala entre el 536 i el 550. L'edifici originari era una basílica cruciforme amb un mausoleu cupulat central. El reemplaçament de Justinià aparentment també era cruciforme, però amb una cúpula central i quatre de laterals. La central sobre el creuer tenia petxines i finestres a la base, mentre que les quatre cúpules sobre els braços de la creu tenien petxines, però no finestres. Les cúpules semblen haver estat molt alterades entre el 944 i el 985 amb afegit de tambors amb finestres davall les cinc cúpules, i alçant la cúpula central més que les altres. La segona església més important de la ciutat després d'Hagia Sofia es va deteriorar després de l'ocupació llatina de Constantinoble entre el 1204 i el 1261, i fou demolida per Mehmet II el 1461 per a construir-hi la seua Mesquita Fatih. La Basílica de Sant Joan (Efes) de Justinià i la Basílica de Sant Marc de Venècia deriven de la dels Sants Apòstols. Més lliurement, la Catedral de Perigús i la Basílica de Sant Antoni de Pàdua també en deriven.
Justinià i els seus successors modernitzaren les fortificacions frontereres al llarg del segle. L'exemple de Qasr ibn Wardan (564) al desert de l'est de Síria és particularment impressionant, ja que té un palau del governador, casernes i una església construïda amb tècniques possiblement importades de Constantinoble. La cúpula de l'església és inusual perquè les petxines sorgien d'un tambor octogonal, en lloc de des dels quatre arcs principals, i perquè era feta de rajola, cosa estranya a Síria.
El Triclinium del Gran Palau de Constantinoble feu de sala d'audiències per a l'emperador i com a capella. No n'ha sobreviscut res, tret de les descripcions, que indiquen que tenia una cúpula de carabassa amb setze finestres en les xarxes i que la cúpula estava sostinguda pels arcs de vuit nínxols que es connectaven a les habitacions contigües a la probable planta circular de l'edifici. Potser, però, l'edifici fou de planta octogonal. No era independent i era situat en la intersecció de les parts pública i privada del palau. Tal vegada tenia finestres més menudes tancades amb fines làmines d'alabastre damunt els nínxols laterals coberts per cortines i sota la cornisa a la base de la cúpula. La cúpula sembla haver tingut xarxes que alternaven rectes i còncaves, com les de la cúpula de l'església dels Sants Sergi i Bacus de Justinià, i degué construir-se uns 40 anys després d'aquesta església. La començà l'emperador Justí II, l'acabà el seu successor Tiberi II, i la milloraren els governants posteriors. Estava connectada amb les habitacions imperials i era un espai utilitzat per a reunions abans dels festivals religiosos, per a altes promocions i consultes, i com a saló de banquets, capella per a l'emperador i saló del tron. Mai descrita totalment en cap dels seus freqüents esments en textos romans d’Orient, la sala estava restringida als membres de la cort i als "estrangers més destacats". En el segle x, el tron a la cambra del nínxol oriental era sota una icona d'un Crist entronitzat.
Altres casos de construccions amb cúpula del segle VI són Nostra Senyora de Mesumundu de Siligo, a Sardenya (anterior al 534), Sant Àngel de Perusa, Templet de Sant Miserí a prop de Sant Donaci (segle VI o VII) i la Trigona de Cittadella a prop de Noto (segle VI o VII).

### Segle VII

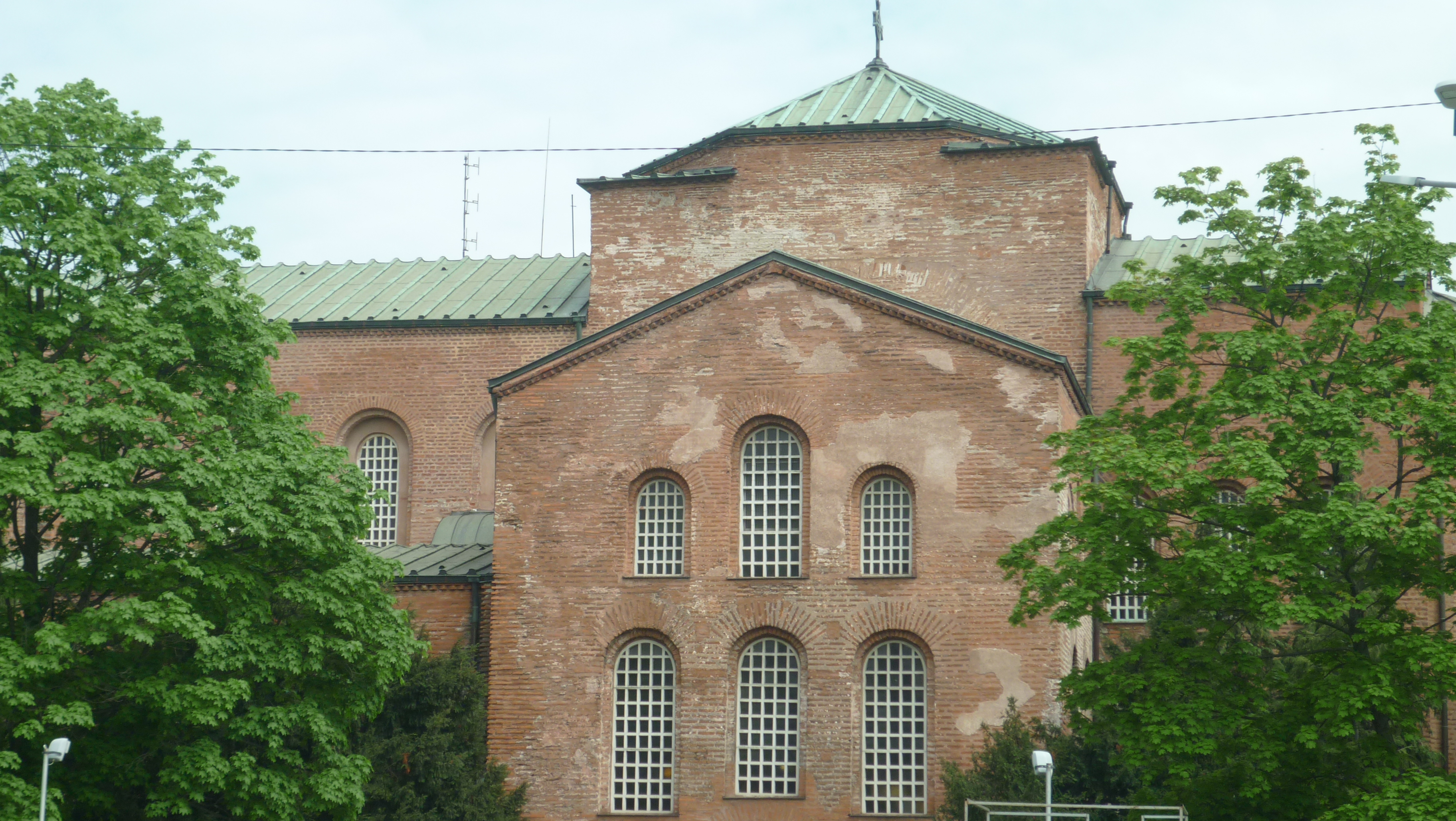
Església d'Hagia Sofia

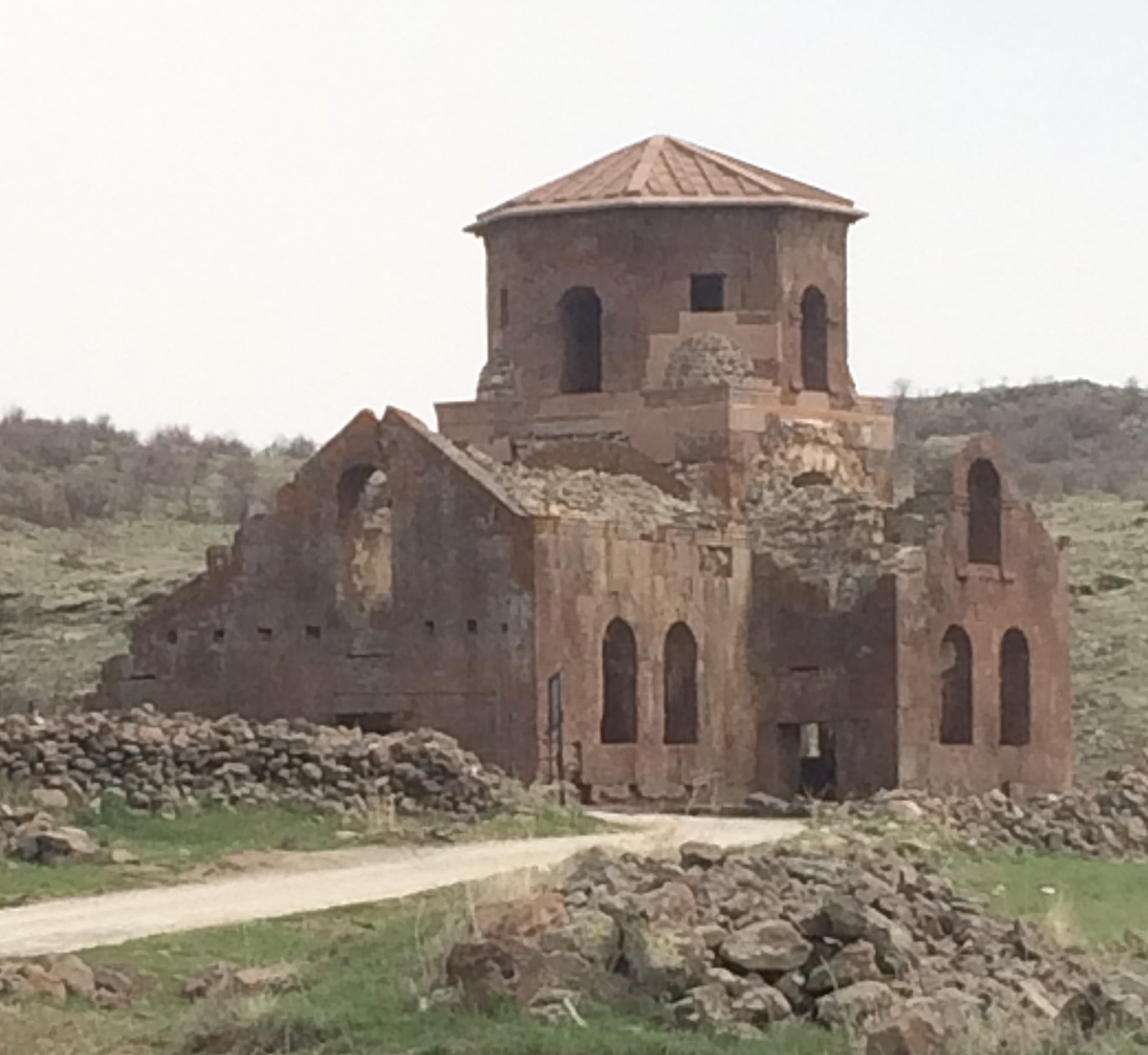
Kizil Kilise, l'església Vermella, 2011

El període de la iconoclàstia, que correspon als segles VII al IX, està poc documentat; es pot, però, considerar un període de transició. La Catedral de Sofia té una data de construcció incerta, des dels darrers anys de Justinià fins a mitjan segle VII, quan els Balcans es perderen davant els eslaus i els búlgars. Combina una planta basilical cruciforme amb volta de canó amb una cúpula de creuer oculta a fora pel tambor. S'assembla a algunes esglésies romàniques de segles posteriors, tot i que aquest tipus no seria pas popular en l'arquitectura romana d’Orient posterior.
El més antic dels edificis cupulats de Justinià degué ser l'església de planta central dels Sants Sergi i Bacus de Constantinoble, acabada al 536. Hui és la mesquita «Petita Hagia Sofia». La cúpula descansa sobre una base octogonal creada per vuit arcs sobre pilastres i es divideix en setze seccions sobre els costats plans de l'octàgon, que són planes i tenen una finestra a la base, alternant amb seccions als cantons de l'octàgon fistonades, que crea un tipus inusual de cúpula de carabassa. La data de construcció degué començar-ne al 532. Les superfícies fistonades i planes alternes de la cúpula actual s'assemblen a les de la mitja cúpula Serapeu d'Hadrià de Tivoli, però poden haver reemplaçat un tambor i una cúpula semblant a la de l'església de Sant Vidal de Ravenna. L'edifici es construí dins el recinte del Palau Boukoleon, la residència de Justinià abans de pujar al tron el 527, i conté una inscripció que esmenta «Justinià amb ceptre» i «Teodora coronada per Déu».

### Segle VIII
Part de la basílica de Santa Maria d'Efes del segle V sembla haver estat reconstruïda al segle VIII com una església amb cúpula encreuada, habitual en els segles vii i viii i semblant als exemples amb cúpula encreuada d'Hagia Sofia de Tessalònica, de Sant Nicolau de Mira, de Sant Climent d'Ankara, i de l'església de Koimesis de Nicea.

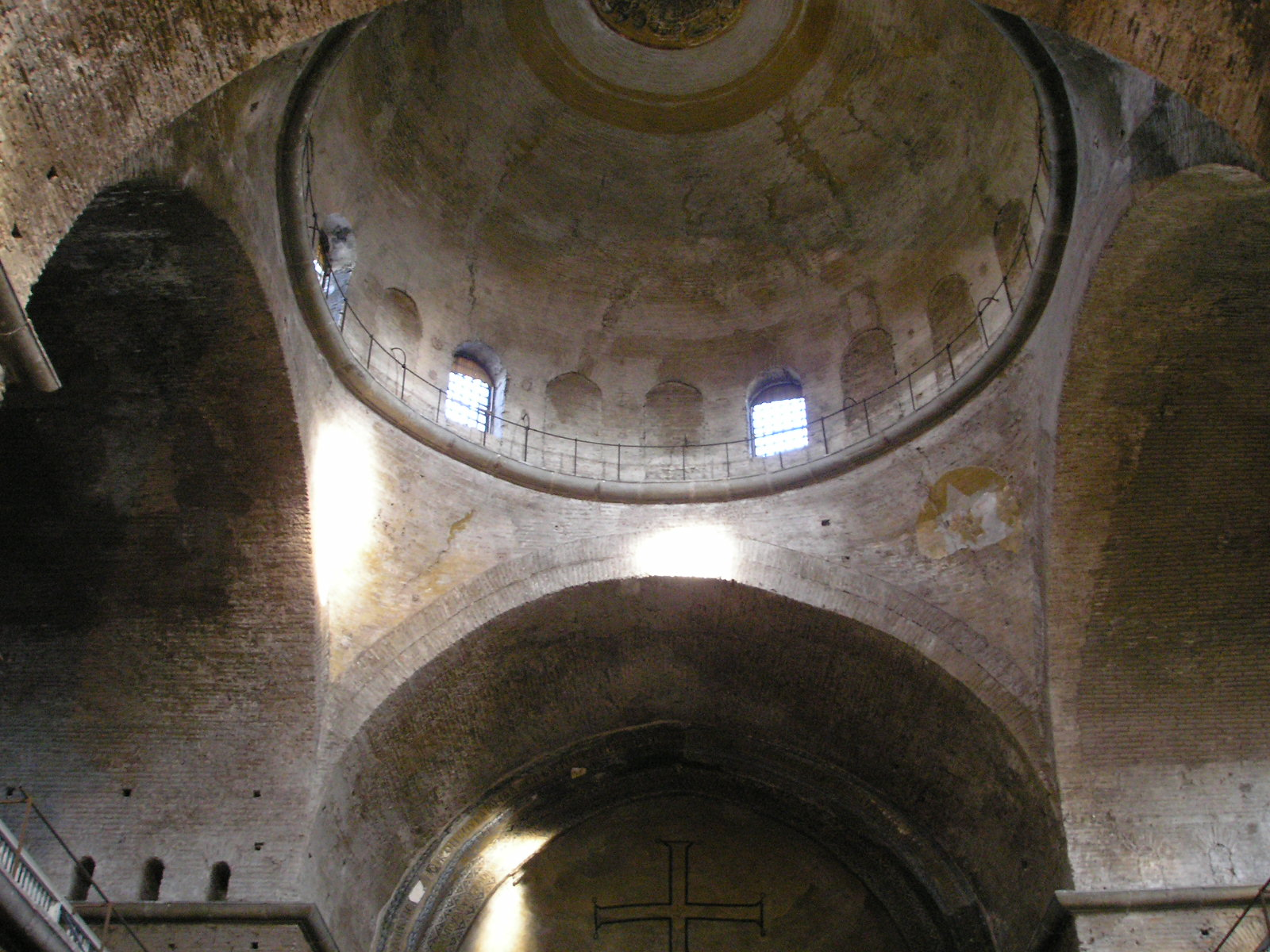
Hagia Irene a Istanbul

El katholikon de Nea Moni, un monestir de l'illa de Quios, es construí entre el 1042 i el 1055 i presentava una cúpula gallonada de nou costats que s'elevava 15,62 m sobre el sòl (s'esfondrà el 1881 i fou reemplaçada per la versió actual, una mica més alta). La transició de la naos quadrada a la base redona del tambor s'aconsegueix amb vuit petxines: les que es troben sobre els costats plans de la naos i són relativament poc fondes i les de les cantonades relativament estretes. La novetat d'aquesta tècnica en l'arquitectura romana d’Orient fa que se la denomine tipus "octàgon illa", en contrast amb el tipus "octàgon continental" d'Osios Loukás. Les especulacions sobre les influències del disseny van des de la influència àrab transmesa per les capelles octogonals cupulades recentment construïdes a l'església del Sant Sepulcre de Jerusalem o la Mesquita d'al-Hàkim al Caire islàmic, fins a edificis caucàsics com la Catedral armènia de la Santa Creu. Algunes còpies posteriors del Nea Moni, amb alteracions, serien les esglésies d'Agios Georgios Sykousis, Agioi Apostoli de Pyrghi, Panagia Krina i l'església de la Metamorfosi de Chortiatis.

Una menuda comunitat monàstica mixta de Bitínia, a prop de Constantinoble, potser va crear l'«església en creu inscrita» durant el període iconoclasta, i això explicaria la petita escala i la unificació de la planta. L'església en ruïnes de Sant Joan del Monestir de Pelekete n'és un exemple primerenc. Els monjos recolzaven l'ús d'icones, a diferència del clergat secular designat pel govern, i el monacat seria cada vegada més popular. Un nou tipus de monestir urbà de finançament privat aparegué a partir del segle IX, i això explicaria la petita grandària de la construcció posterior.

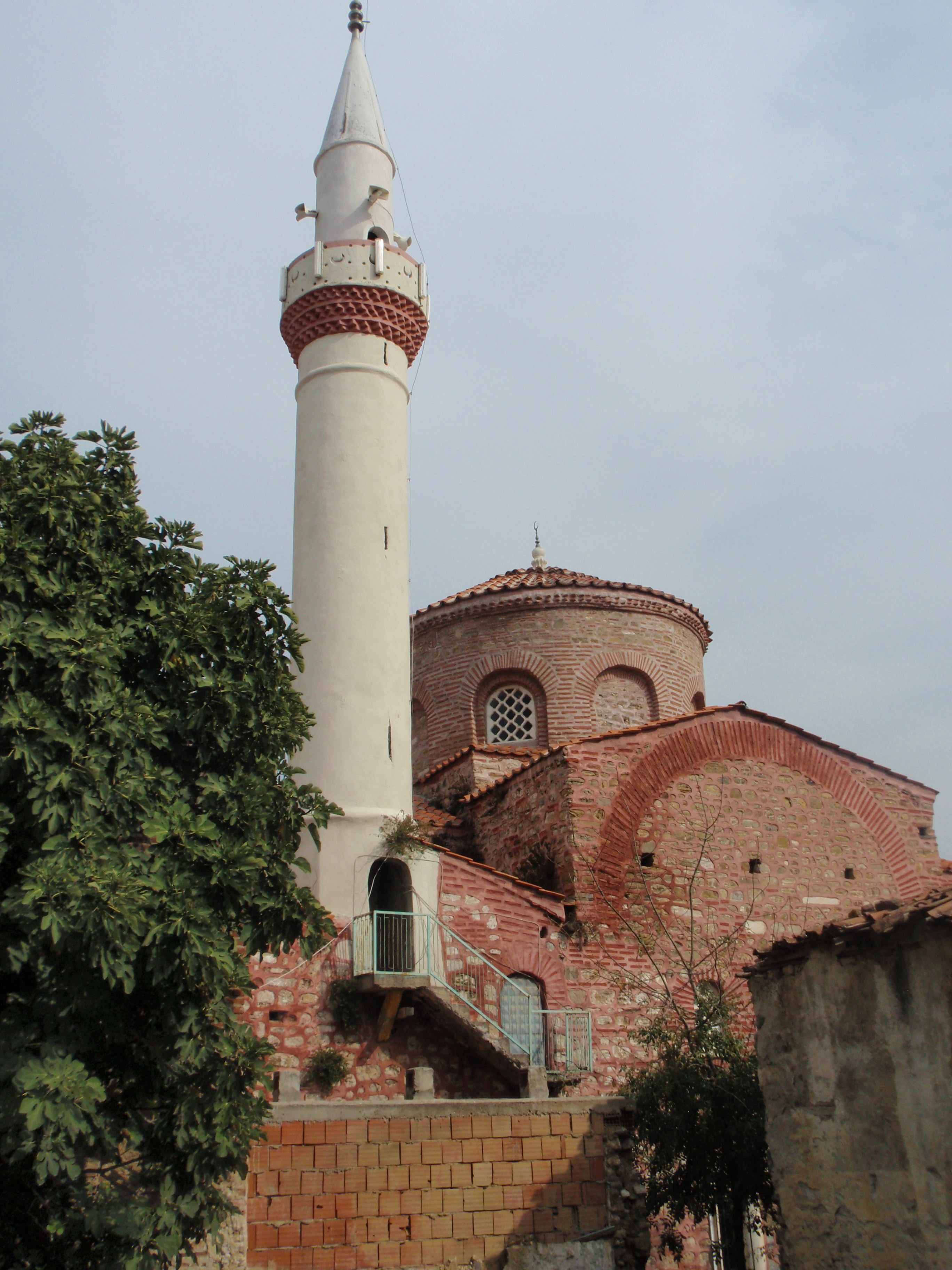
Mesquita de Fatih
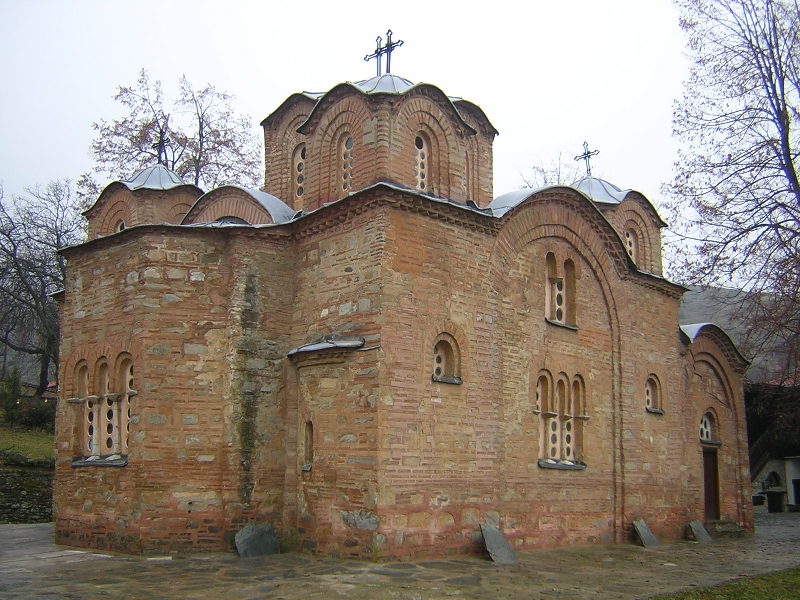
Església de Gorno Nerezi
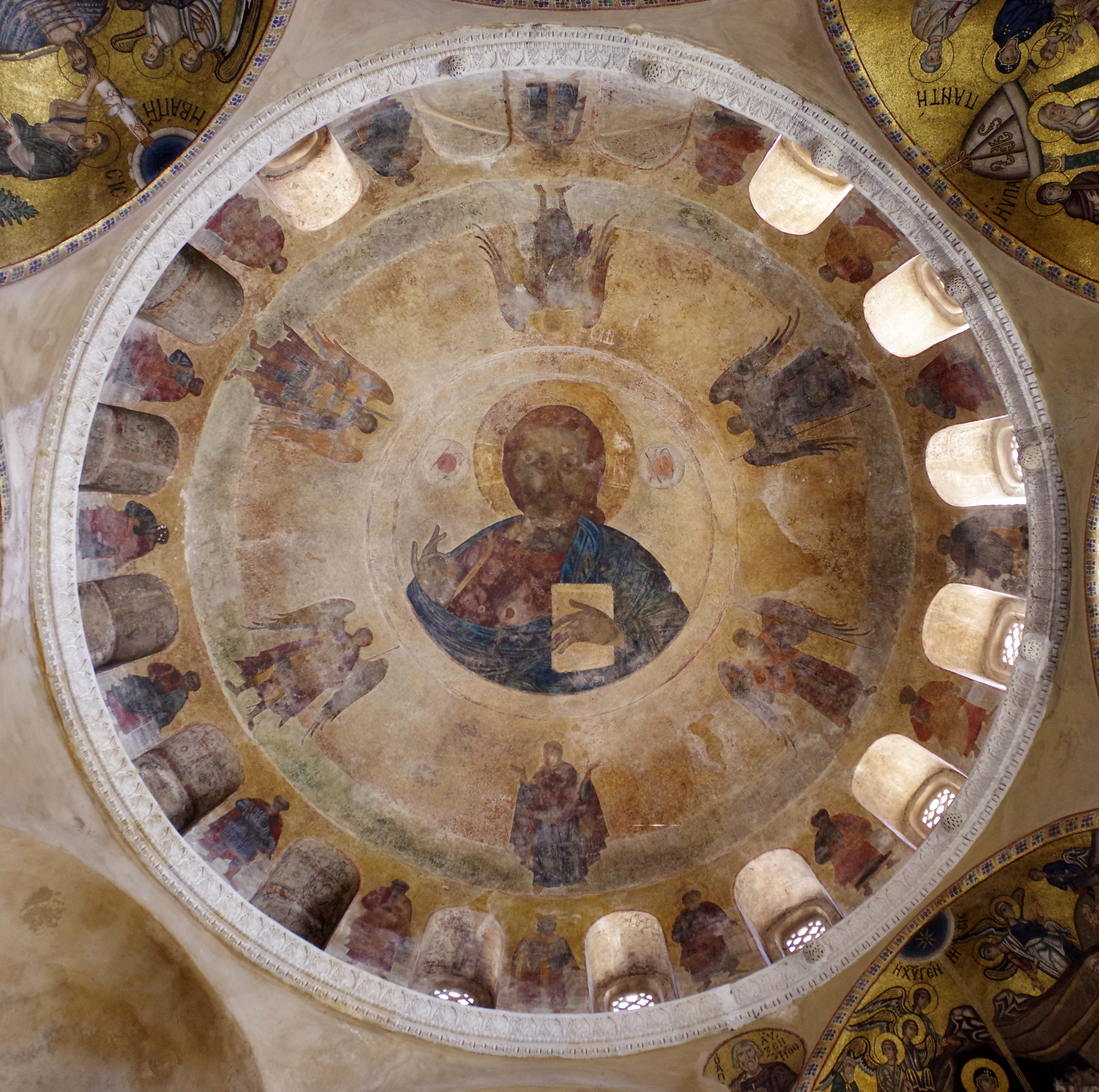
Cúpula delmonestir de Lluc el Venerable
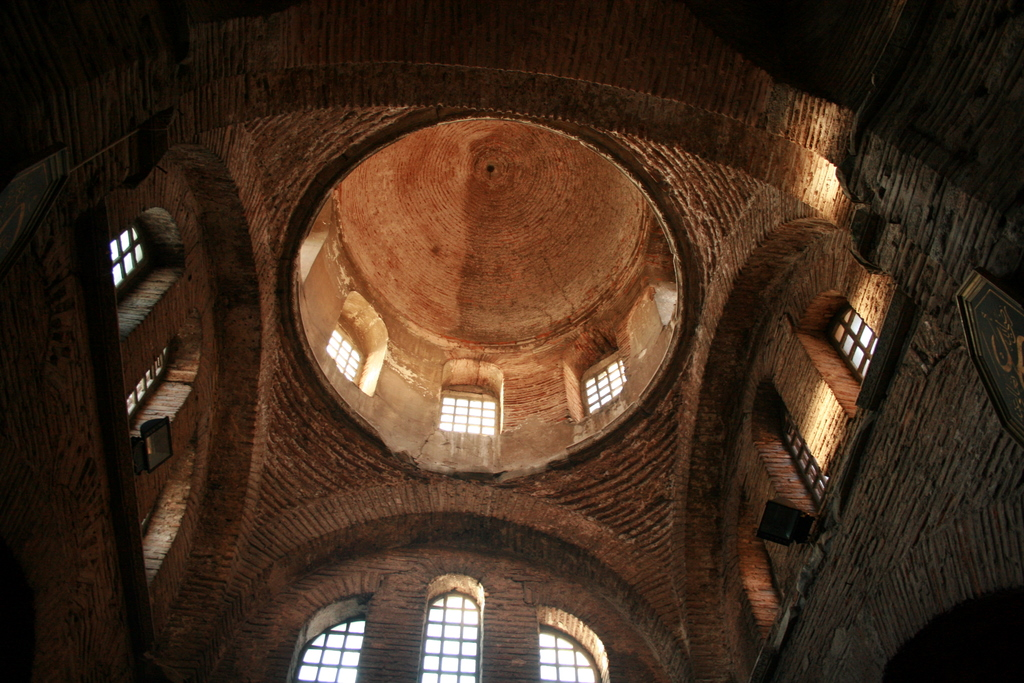
Mesquita de Fenari Isa

### Segle IX
Les basíliques amb sostre de fusta, que havien sigut comunes fins al segle VI, serien reemplaçades per esglésies amb cúpula a partir del segle IX. En el període romà d’Orient mitjà (c. 843-1204), les cúpules es construïen per a emfasitzar espais funcionals separats. Les cúpules que recolzen damunt tambors circulars o poligonals perforats amb finestres esdevingueren l'estil comú, amb característiques regionals.
A Tessalònica, es donà un tipus particular de cúpula d'església en les dues primeres dècades del s. XIV. Es caracteritzava per un tambor poligonal amb columnates arredonides als cantons, tota la construcció de rajola, i cares amb tres arcs esglaonats entre si envoltant una estreta "finestra d'una sola llum". Un dels segells distintius de les esglésies de Tessalònica era el pla d'una naos cupulada amb un periston envoltat per tres costats. Les esglésies d'Hagios Panteleimon, Hagia Aikaterine i Hagioi Apostoloi tenen cúpules en aquests pòrtics deambulatoris. Les cinc cúpules d'Hagioi Apostoloi de Tessalònica (c. 1329) la converteixen en un exemple d'església de cinc cúpules en forma de creu en quadrat d'estil romà d’Orient tardà, igual que el Monestir de Gračanica, aixecat al voltant del 1311 a Sèrbia. L'arquitecte i els artesans de l'església del Monestir de Gračanica devien provenir de Tessalònica i el seu estil reflecteix la influència cultural romana d’Orient. S'ha dit que l'església representa "la culminació del disseny arquitectònic romà d’Orient tardà".

### Segle X

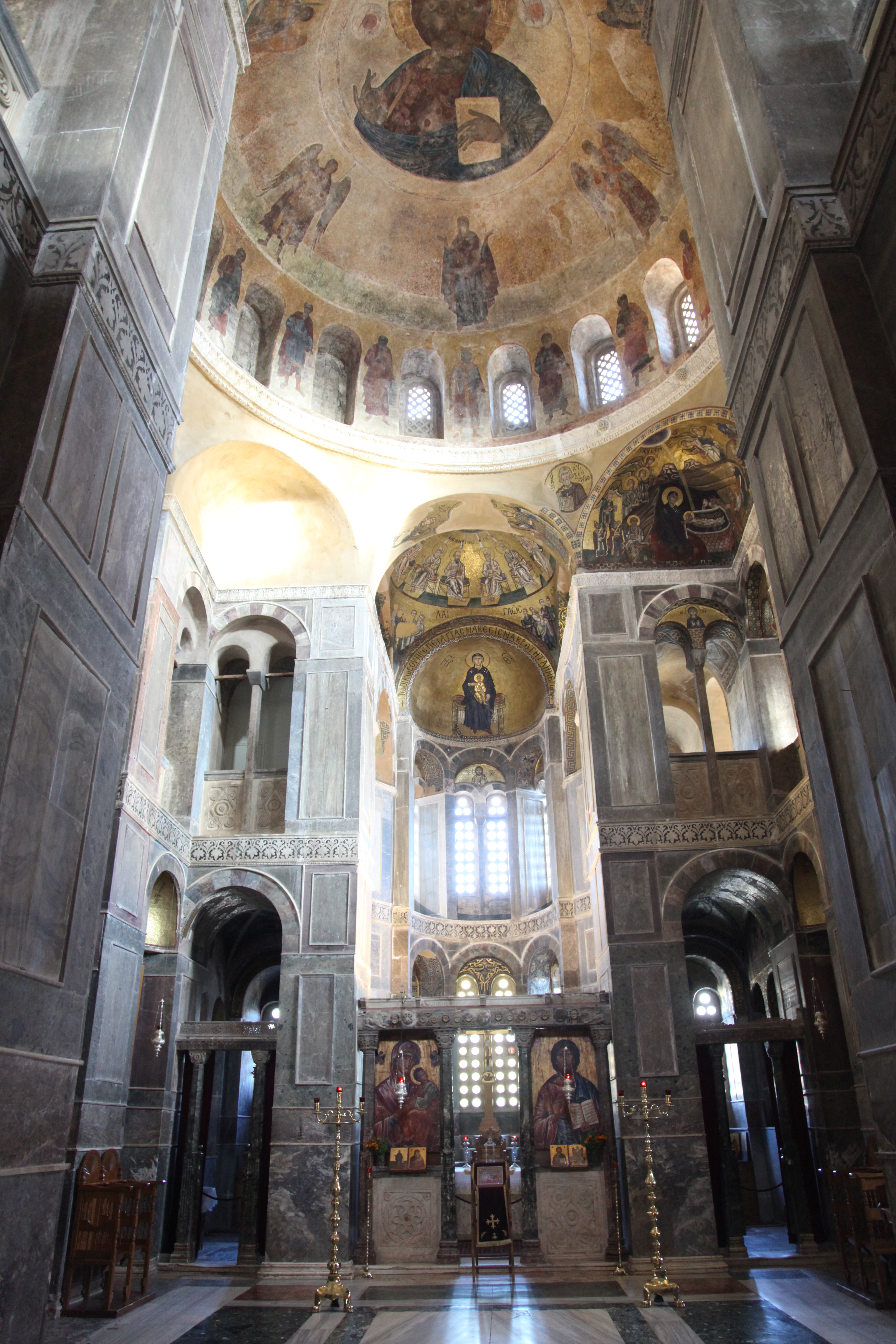
El katholikon del Monestir d'Osios Loukás prop de Dístomo, Grècia

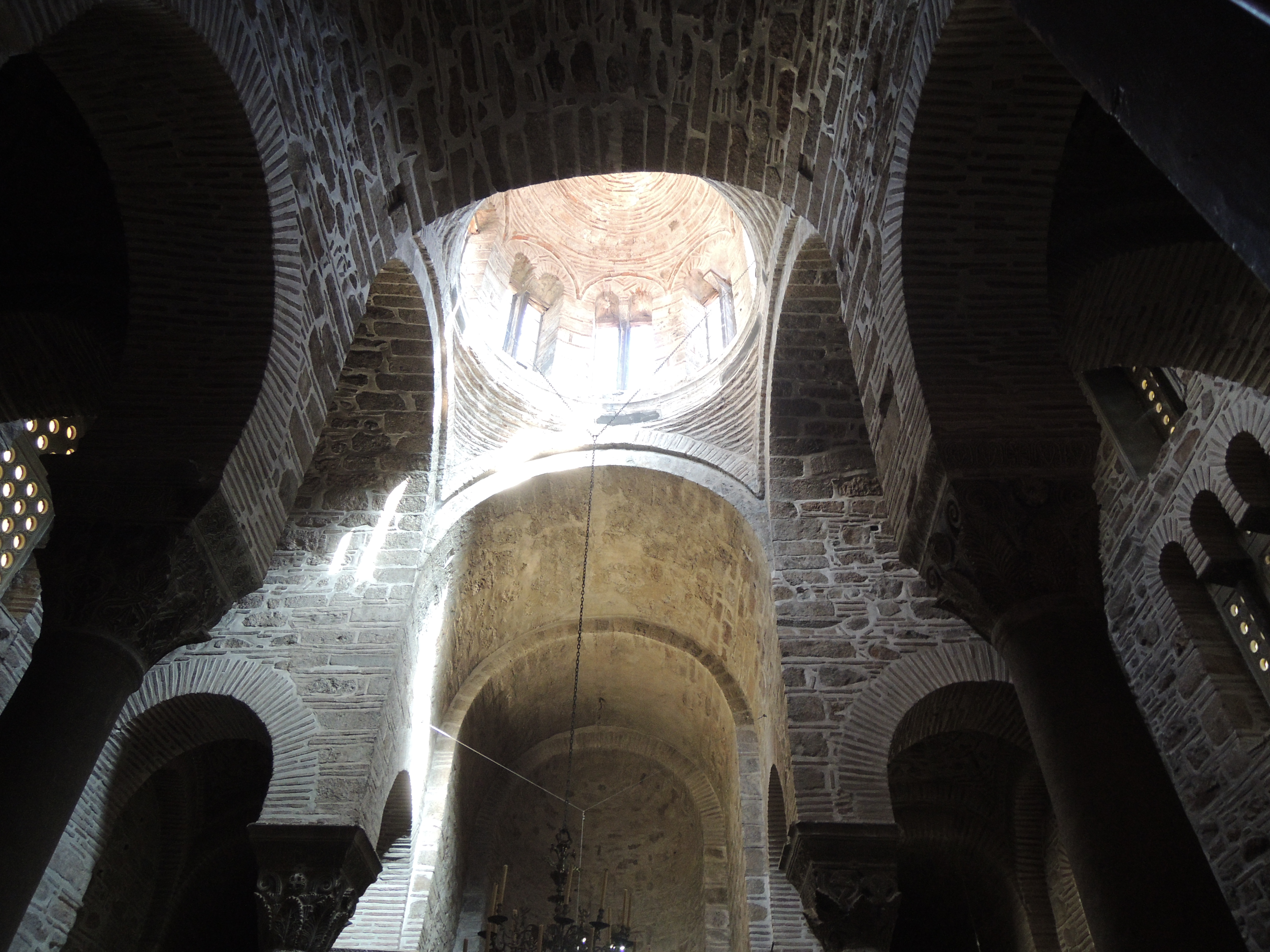
Cúpula central suportada per quatre columnes de la l'església de Panagia del Monestir d'Osios Loukás

En el període romà d’Orient mitjà, sorgeixen plantes més complicades, com ara les capelles integrades del Monestir dels Llavis (ara Mesquita de Fenari Isa), una església monàstica de Constantinoble que es construí al 907. Incloïa quatre petites capelles a la galeria del segon pis que poden haver estat cupulades.
La capella del Palau del Myrelaion de Constantinoble s'alçà al 920 com una església de creu en quadrat i continua sent-ne un bon exemple. La creu en quadrat més antiga de Grècia és l'església de Panagia del Monestir d'Osios Loukás, datada de finals del segle X; se'n poden, però, trobar variacions del tipus des del sud d'Itàlia fins a Rússia i Anatòlia.
La creu en quadrat fou la planta d'església més usual des del segle x fins a la caiguda de Constantinoble, el 1453. Aquesta mena de planta, amb quatre columnes sostenint la cúpula al creuer, era la més escaient per a cúpules de menys de 7 m de diàmetre i, des del segle x fins al XIV, una cúpula romana d’Orient típica tenia menys de 6 m de diàmetre. Per a les cúpules més grans, calia variacions en la planta, com ara pilastres en lloc de columnes i més reforços al voltant del nucli de l'edifici.

El disseny distintiu d'alers ondulants per als sostres de les cúpules s'inicià en el segle x. A Grècia, els tambors circulars o octogonals esdevingueren els més comuns.

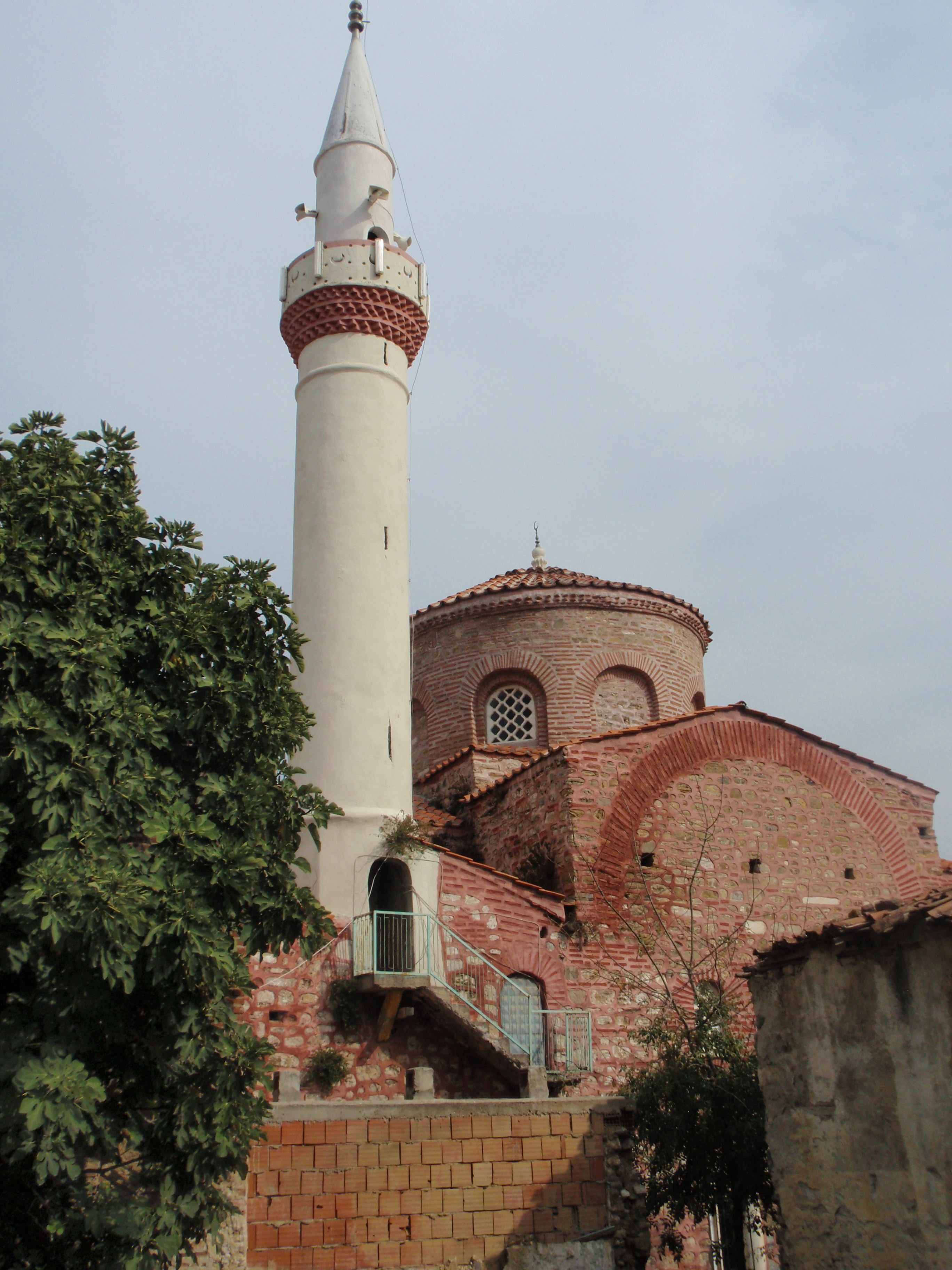
Mesquita de Fatih
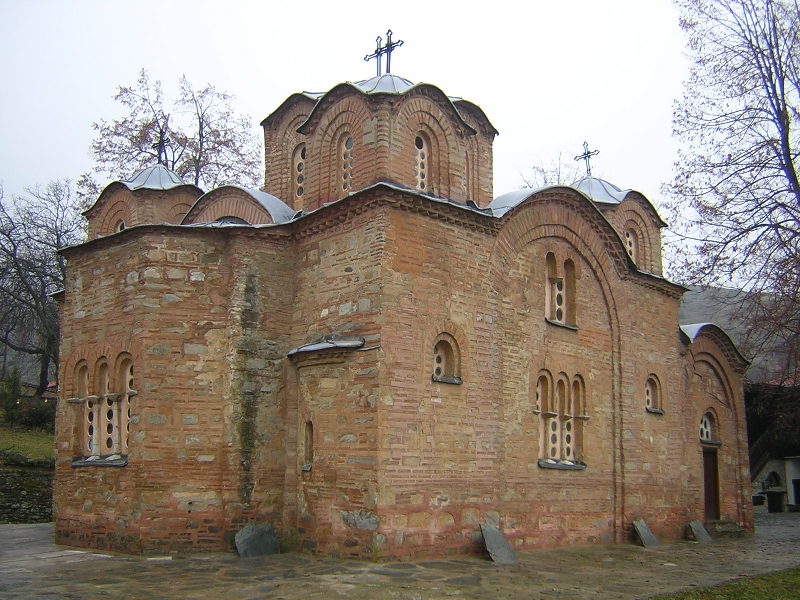
Església de Gorno Nerezi
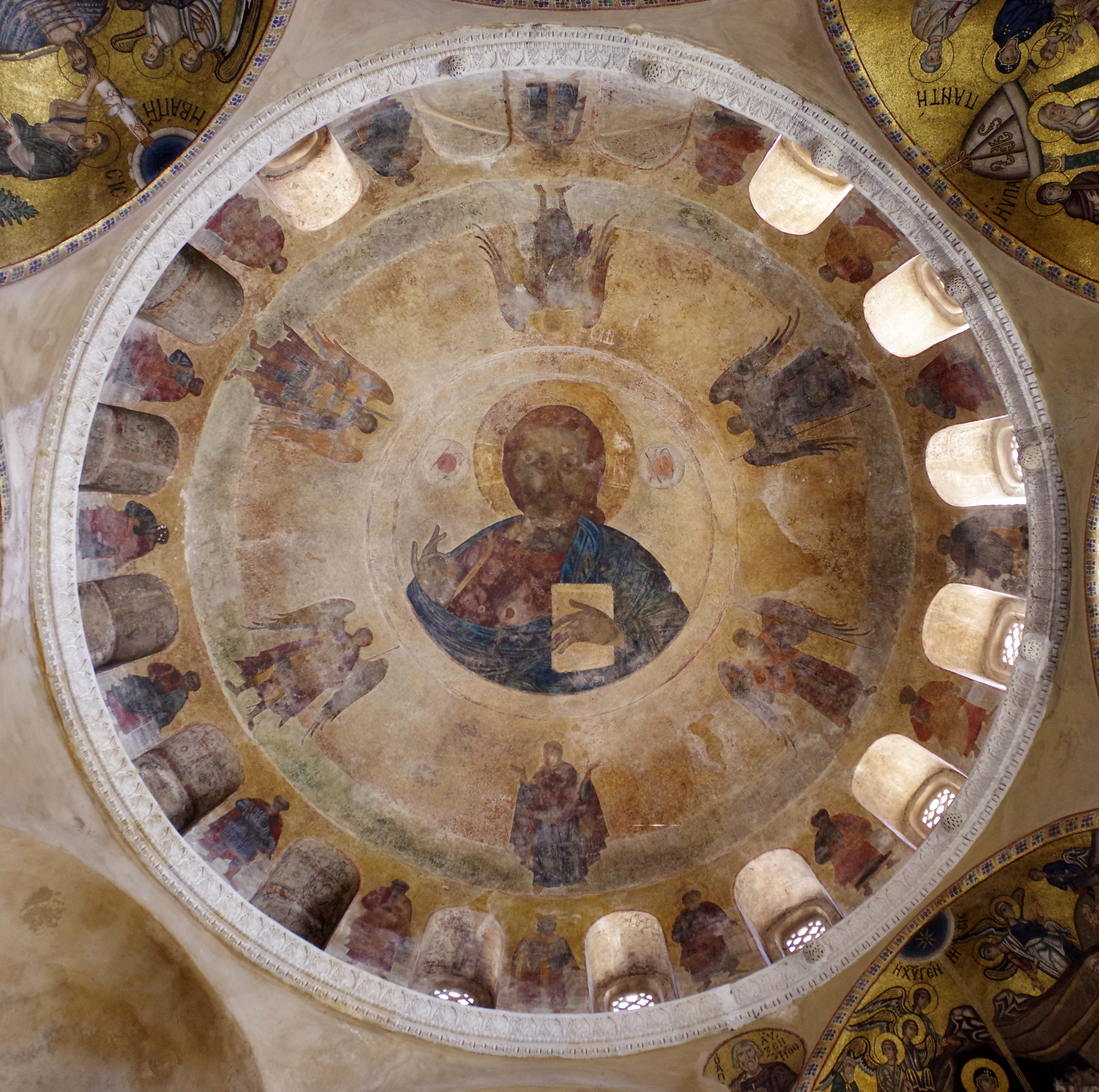
Cúpula del Monestir de Lluc el Venerable
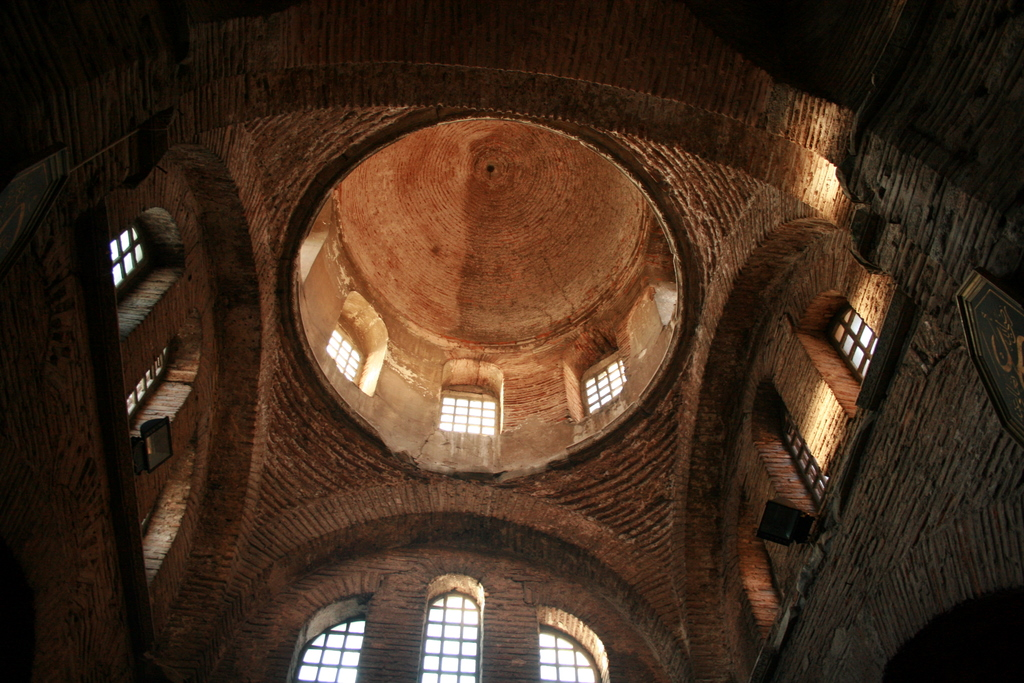
Mesquita de Fenari Isa

### Segle XI

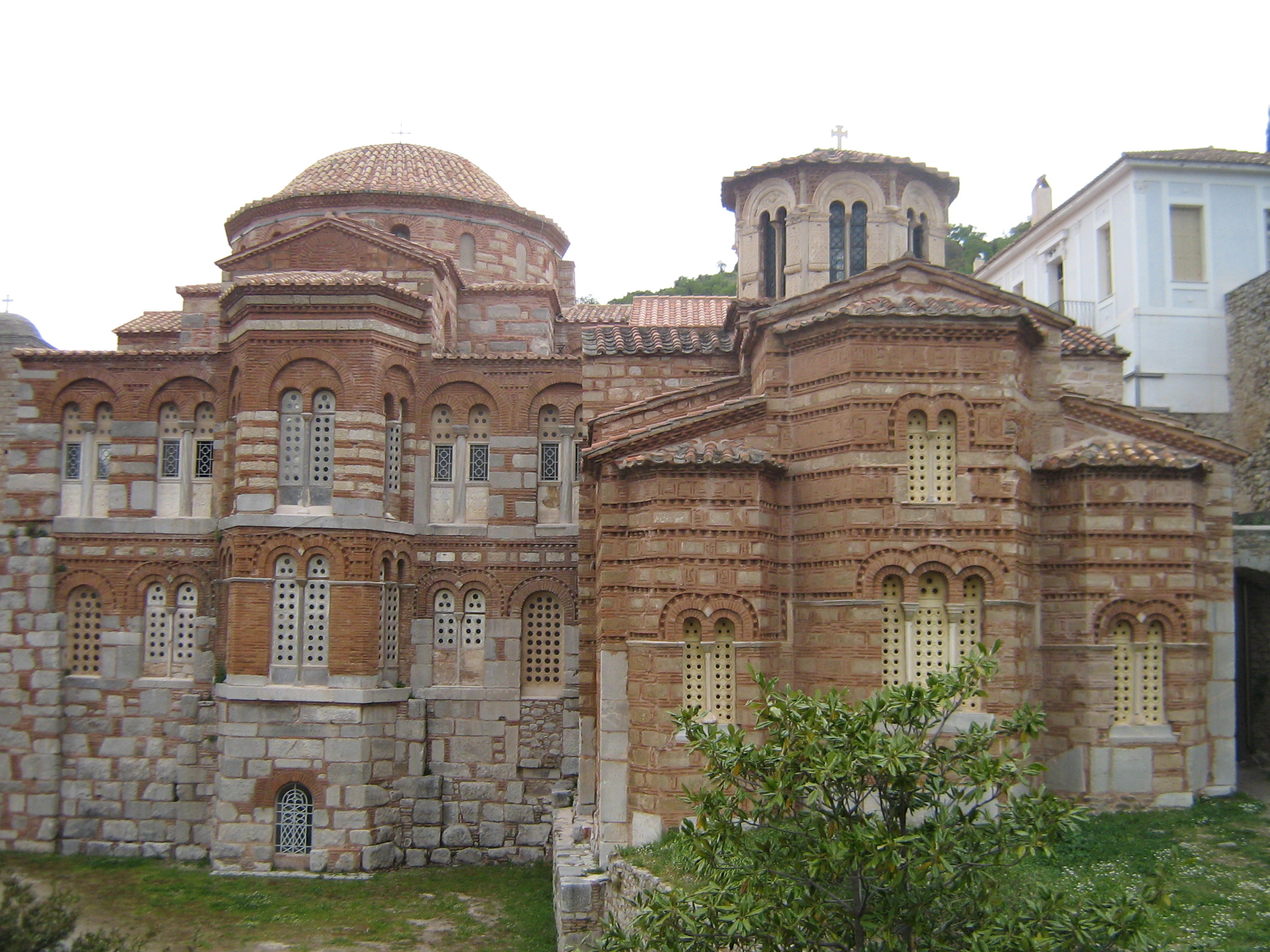
Exterior del Monestir d'Osios Loukás, prop de Dístomo, Grècia

A Constantinoble, els tambors de dotze o catorze costats foren populars d'ençà del segle XI. Les esglésies excavades en la roca del segle XI de Capadòcia, com ara Karanlik Kilise i Elmali Kilise de Göreme, tenen cúpules poc fondes sense tambors per la tènue il·luminació natural dels interiors de les coves.
La planta d'octàgon cupulat és una variant de la planta de creu en quadrat. L'exemple més antic n'és el katholikon del monestir d'Osios Loukás, amb una cúpula de 9 m de diàmetre construïda en la primera meitat del segle XI. Aquesta cúpula hemiesfèrica es feu sense tambor i sostinguda per un sistema estructural molt obert, amb el pes de la cúpula distribuït en vuit pilastres, en lloc de quatre, i s'hi empraren mènsules per a evitar concentrar el pes als cantons. L'ús de trompes per a passar d'aquests vuit suports a la base de la cúpula ha fet especular sobre un origen del disseny en l'arquitectura àrab, sassànida o caucàsica, tot i que amb una interpretació romana d’Orient. S'usà una obertura semblant en el disseny a l'església anterior de Myrelaion, però el katholikon d'Osios Loukás és potser el disseny més sofisticat des d'Hagia Sofia. La més petita del Monestir de Dafni, de circa 1080, fa servir una versió més simple d'aquesta planta.
Amb la disminució dels recursos de l'imperi després de les pèrdues de població i de territori, les cúpules es feren servir com a part de nous edificis més modestos en l'arquitectura romana d’Orient. Les esglésies grans de Constantinoble, però, es mantingueren en bon estat. La part superior de l'església d'Hagia Irene es reconstruí totalment després del terratrèmol del 740. La nau es tornà a cobrir amb una volta de cúpula el·líptica oculta per fora per un cilindre baix damunt el sostre, en lloc del sostre anterior de volta de canó, i la cúpula central originària de l'època de Justinià es canvià per una d'elevada sobre un tambor alt amb finestres. Les voltes de canó que suporten aquestes dues noves cúpules s'estenien damunt els corredors laterals, creant unitats de cúpula encreuada. En reforçar la cúpula amb amplis arcs als quatre costats, la unitat de la cúpula encreuada proporcionava un sistema estructural més segur. Aquestes unitats, amb la majoria de les cúpules alçades sobre tambors, es convertiren en un element comú a menor escala en l'arquitectura de l'església romana d’Orient posterior, i totes les cúpules edificades després del període de transició tenien simetria bilateral. La cúpula sobre l'església dels Arcàngels de Sige fou reemplaçada en el segle XIX, però en el segle XVIII l'original es datà del 780.

### Segle XII

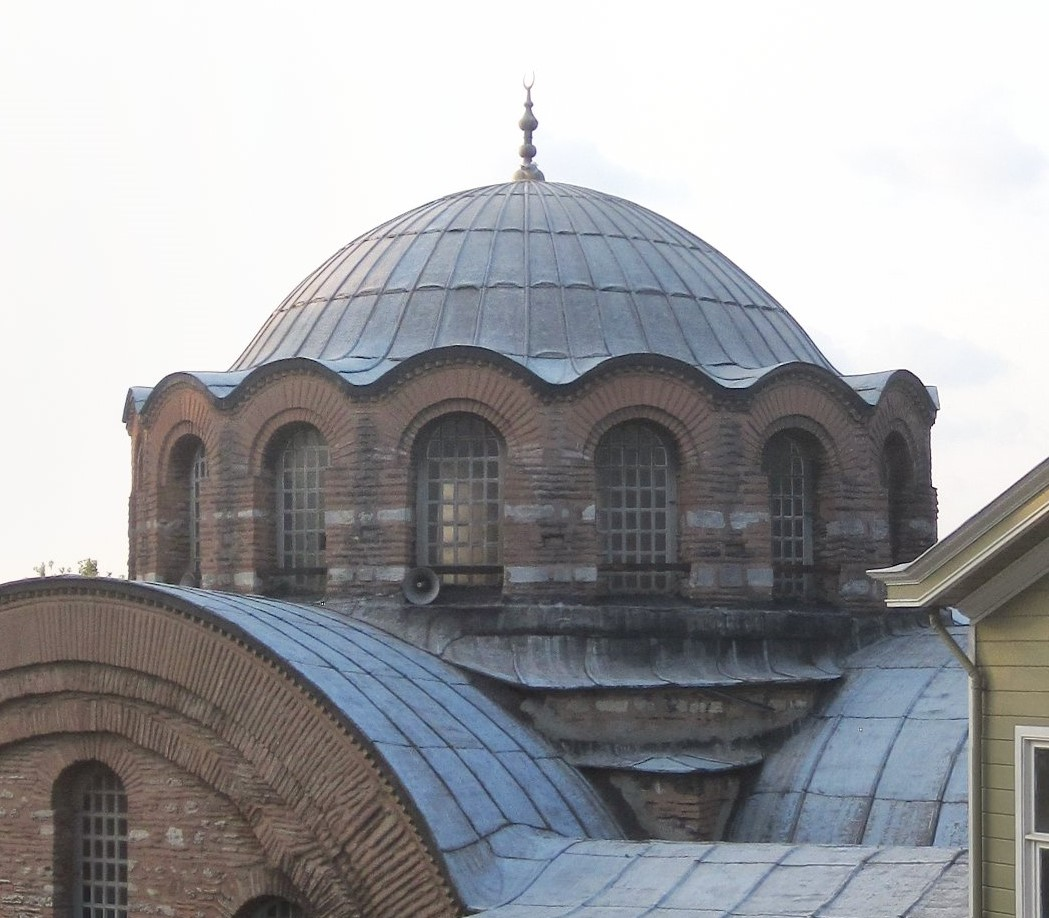
Mesquita de Kalenderhane d'Istanbul

La major escala d'alguns edificis romans d’Orient del segle XII requeria una estructura de suport més estable per a les cúpules que la que podien aconseguir les quatre columnes primes del tipus de creu en esquadra. Les esglésies romanes d’Orient hui anomenades Mesquita de Kalenderhane, Mesquita Gül i Mesquita Enez Fatih tenien cúpules de més de 7 m de diàmetre i empraven pilars per a grans plans cruciformes, una pràctica que no s'utilitzava de feia segles. Una variant de la creu en quadrat, l'anomenat "pla de creu grega atrofiada", també dona millor suport per a una cúpula que el típic pla de creu en quadrat amb quatre pilars que es projecten des dels cantons d'un naos quadrat, en lloc de quatre columnes. Aquest disseny s'utilitzà en l'església de Cora de Constantinoble en el segle XII després que un terratrèmol destruís l'estructura anterior de creu en quadrat.
El Monestir del Pantocràtor del segle XII (1118-1136) es construí amb el patrocini imperial com tres esglésies contigües. La del sud, de creu quadrada, té una cúpula de creueria sobre la naos, voltes de cúpula als cantons i una cúpula de carabassa damunt la galeria del nàrtex. L'església del nord té també una planta de creu en quadrat. La del mig, la tercera construïda, ompli el llarg espai entre les dues anteriors amb dues cúpules ovalades, de carabassa i nervada, damunt del que semblen espais funcionals separats. L'espai occidental era un mausoleu imperial, mentre que la cúpula oriental cobria un espai litúrgic.
Hi ha un relat escrit per Nicolau Mesarites sobre una cúpula de mocàrabs d'estil persa construïda com a part d'un palau imperial de finals del segle XII a Constantinoble. L'anomenat "Saló Mouchroutas" pot haver estat construït per alleujar les tensions entre la cort de Manuel I Comné i Kilij Arslan II del Soldanat de Rum al voltant del 1161, mostra de la naturalesa complexa de les relacions entre els dos estats. El relat, escrit poc abans de la Quarta Croada, és part d'una descripció de l'intent de colp de Joan Comné del 1200, i podria esmentar-se per a menysprear-lo.

### Segle XIII

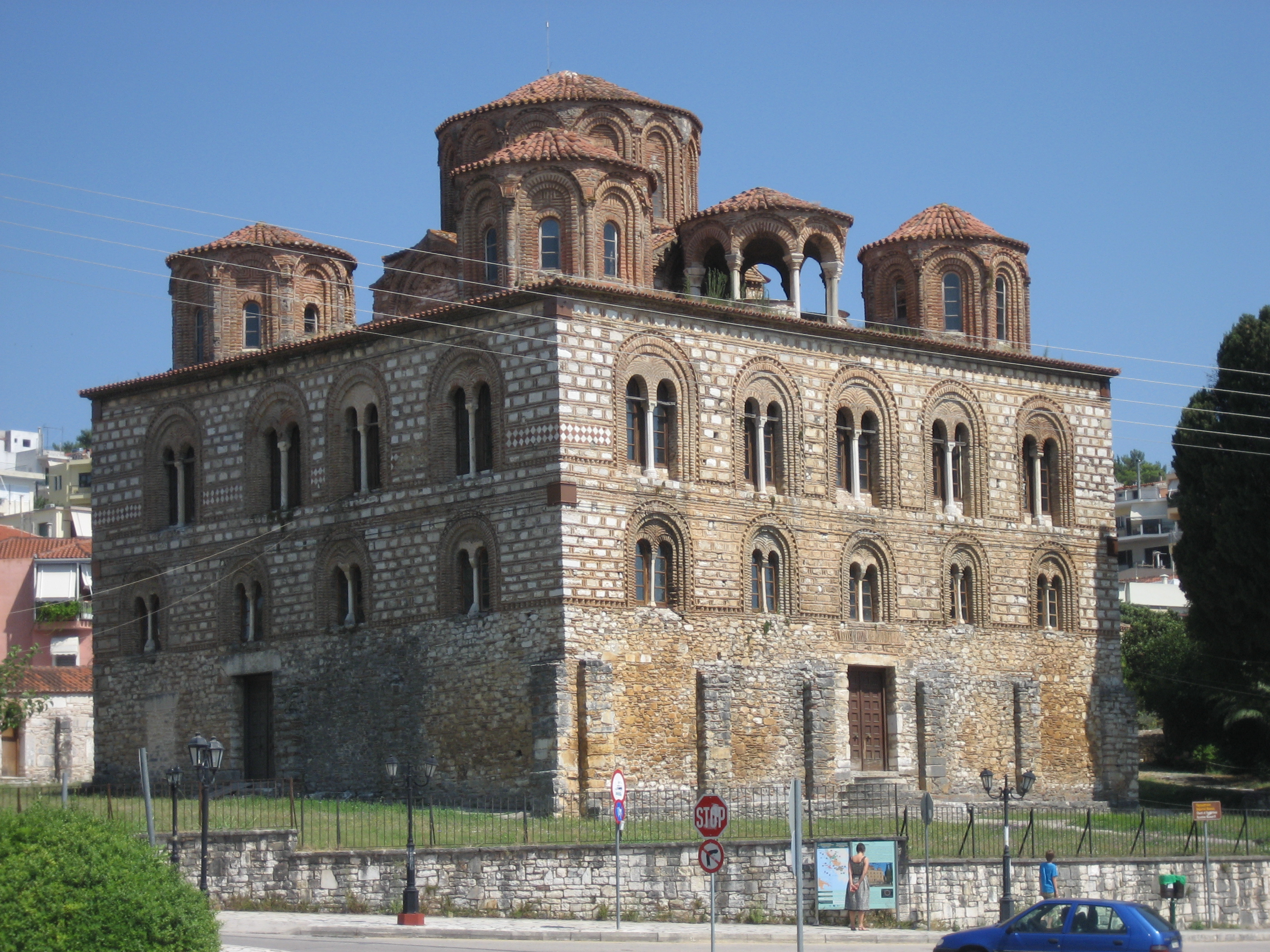
Les cinc cúpules de l'església de la Parigoritissa d'Arta, Grècia

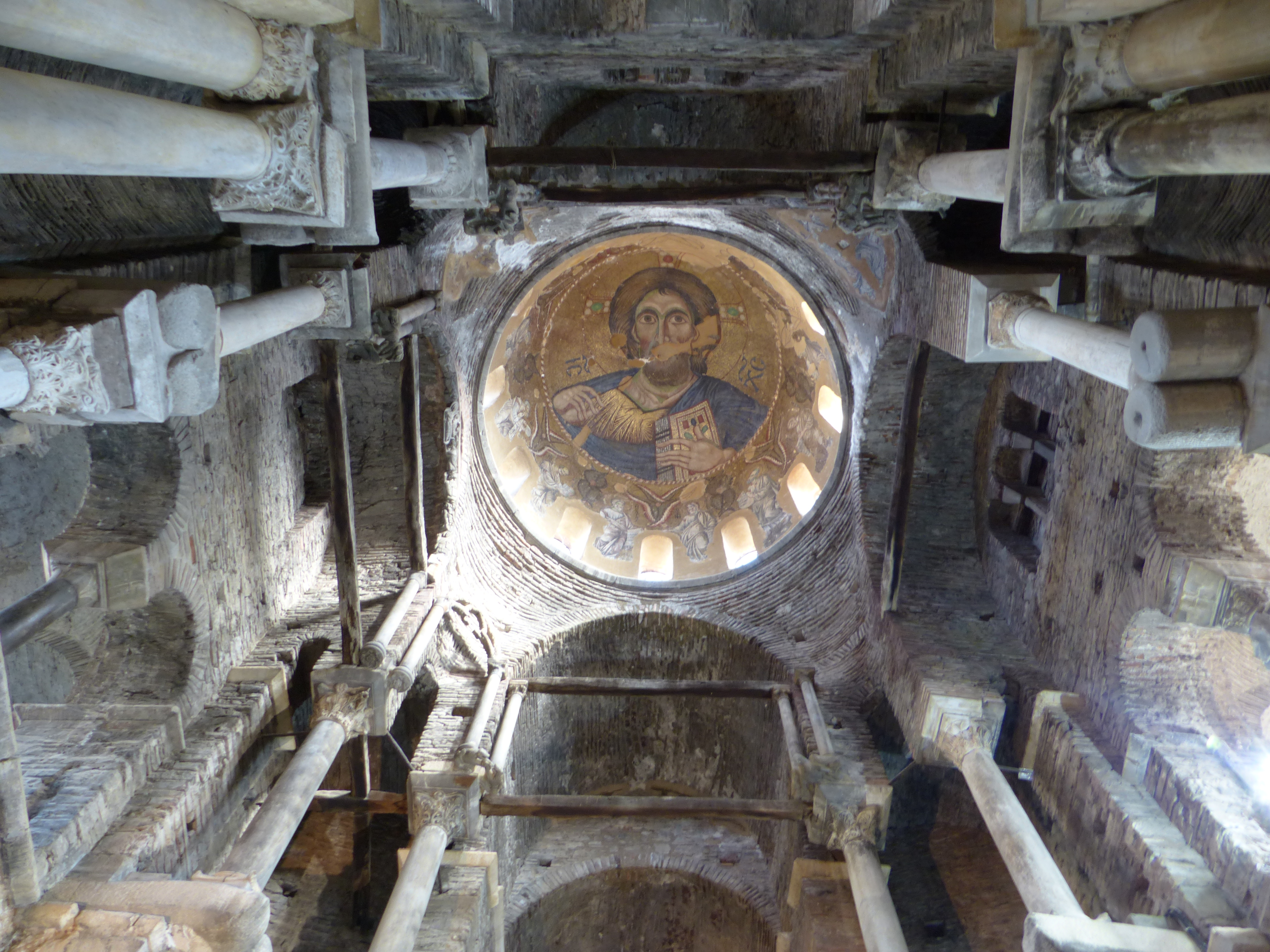
Interior de l'església de la Parigoritissa

El període romà d’Orient tardà, del 1204 al 1453, té una cronologia incerta en la construcció arquitectònica, sobretot durant l'ocupació llatina. L'assetjament de Constantinoble, d'ençà del 1204, es reflecteix en la fragmentació del disseny de les esglésies i les innovacions regionals.
L'església d'Hagia Sofia en l'Imperi de Trebisonda data d'entre el 1238 i el 1263, i mostra una variació de la planta quincunx. Plens de detalls tradicionals de l'Àsia Menor i potser d'influència armènia o georgiana, les petxines de rajola i el tambor de la cúpula continuen sent romans d’Orient.
Després del 1261, la nova arquitectura de les esglésies de Constantinoble incloïa afegits a les esglésies monàstiques existents, com el Monestir de Llavis (Mesquita Fenari Isa a hores d'ara) i l'església de Pammakaristos, i com a resultat, els conjunts d'edificis es distingeixen en part per una disposició asimètrica de les cúpules al sostre. Aquest efecte pot haver estat una imitació de l'anterior conjunt monàstic de Pantokrator de triple església.
En el Despotat de l'Epir, l'església de Parigoritissa (1282-1289) n'és l'exemple més complex, amb un nucli octàgon i un deambulatori cupulats. Construïda a la capital d'Arta, el seu aspecte exterior recorda un palau cúbic. El nàrtex i les galeries del nivell de dalt tenen cinc cúpules, i la cúpula central del nàrtex és una llanterna oberta. Aquest disseny d'octàgon de creu grega, semblant a l'exemple anterior de Dafni, n'és un d'entre els principats romans d’Orient. Un altre se'n troba a Hagia Theodoroi de Mistràs (1290-1296).

### Segles XIV i XV

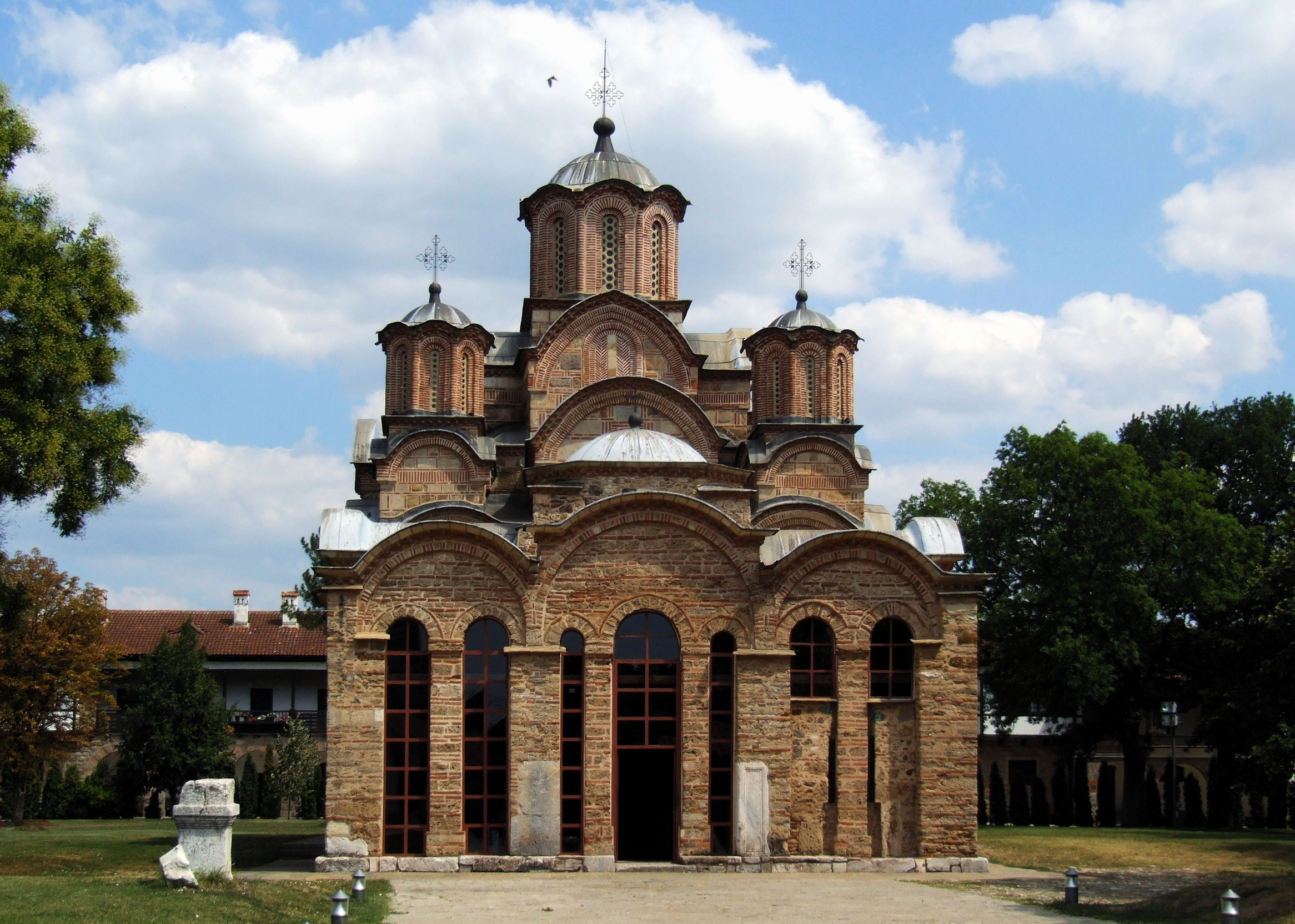
Monestir de Gračanica a Kosovo, construït durant el Regne medieval de Sèrbia

L'«església en creu inscrita», amb una sola cúpula al creuer o cinc cúpules en un patró en quincunx, fou molt popular en el període romà d’Orient mitjà. N'és un bon exemple una església de principis del segle IX de Tirilye, ara anomenada Mesquita de Fatih. La Nea Ekklesia de l'emperador Basili I es construí a Constantinoble al voltant del 880. Tenia cinc cúpules, que es coneixen per fonts escrites, però s'hi han proposat diferents disposicions. Una en té les cúpules disposades en un patró cruciforme, com les de l'església contemporània de Sant Andreu de Peristeri o la de l'església molt més antiga dels Sants Apòstols de Constantinoble. Unes altres es disposen en un patró en quincunx, amb quatre cúpules menors als cantons d'un quadrat i una cinquena més gran al centre, com a pla de cúpula en creu o creu en quadrat. Sovint se suggereix que el disseny de cinc cúpules de l'església de Sant Pantaleó, del 1164, es basà en el de la Nea Ekklesia.
A la península Itàlica romànica, la influència romana d’Orient es veu més clarament en la Basílica de Sant Marc de Venècia, del 1063; també, però, en les esglésies cupulades del sud, com ara la catedral de Canosa di Puglia (1071) i l'antiga Catedral de Molfetta (circa 1160). A la Sicília normanda, l'arquitectura fou una fusió de formes romanes d’Orient, islàmiques i romàniques, però la cúpula de la Capella Palatina (1132-1143) de Palerm estava decorada amb mosaics romans d’Orient, així com la de l'església de Santa Maria dell Ammiraglio (dècada del 1140). La inusual ocupació en una sèrie de setanta esglésies romàniques a Aquitània de les cúpules sobre petxines suggereix una forta influència romana d’Orient. La basílica de Sant Marc s'inspirà en l'ara perduda església romana d’Orient dels Sants Apòstols de Constantinoble; i la Catedral de Perigús d'Aquitània (c. 1120) també té cinc cúpules sobre petxines en una disposició de creu grega. Altres exemples en són les naus cupulades de la Catedral d'Angulema (1105-1128), la Catedral de Caors (c. 1100-1119) i l'església de l'Abadia de Sant Maria de Solhac (Occitània) (circa 1130).
Un relat del s. XV d'un viatger rus a Constantinoble esmenta una sala abandonada, segurament amb cúpula, «en la qual el sol, la lluna i les estrelles evolucionaven com en el cel».

## Influència

### Armènia
La influència cultural de Constantinoble s'estengué des de Sicília fins a Rússia. Armènia, estat fronterer entre els imperis romà i sassànida, en fou influïda per tots dos. La relació exacta entre l'arquitectura romana d’Orient i la del Caucas no és clara. Geòrgia i Armènia alçaren molts edificis de planta central cupulats al segle VII i, després d'una pausa durant les invasions àrabs, l'arquitectura reviscolà de nou en el període romà d’Orient mitjà. Les cúpules de les esglésies armènies eren al principi de fusta. La Catedral d'Edjmiadzin (c. 483) al principi tenia una cúpula de fusta coberta per un sostre piramidal de fusta abans que la substituïren per una de pedra el 618. Les esglésies amb cúpules de pedra esdevingueren comunes després del s. VII, potser beneficiant-se d'un possible èxode de picapedrers de Síria; la llarga tradició de la construcció en fusta, però, s'hi mantingué estilísticament. Alguns exemples en pedra fins al segle XII són imitacions detallades de prototips de fusta. La construcció d'esglésies armènies fou prolífica al final dels segles VI i VII. En el s. VII, les esglésies tendeixen a ser plantes centrals o combinacions de plantes centrals i longitudinals. Les cúpules estaven sostingudes per trompetes (que s'usaven en l'Imperi sassànida però rares vegades en el romà d’Orient) o petxines com les de l'Imperi Romà d’Orient, i la combinació del pla de la creu cupulada amb el de l'església de saló podria haver estat influenciat per l'arquitectura de Justinià. S'hi sumaren cúpules i braços plegats a la catedral longitudinal de Dvin del 608 al 615 i a una església de Tekor. Altres exemples n'inclouen Ptghnavank de Ptghni (c. 600), una església a T'alinn (662-85), la Catedral de Mren (629-40), i l'església de Mastara (segles IX i X). Una font armènia del segle XI anomena un arquitecte armeni, Trdat, com a responsable de la reconstrucció de la cúpula d'Hagia Sofia de Constantinoble després que el terratrèmol del 989 en fes caure una part de la cúpula central. Tot i que les trompes eren el sistema de suport més comú per a sostenir les cúpules armènies, les petxines sempre s'usaven en les cúpules atribuïdes a Trdat, que inclouen els monestirs del segle x de Marmasen, Sanahin i Halpat, així com la Catedral patriarcal d'Argina (c. 985), la Catedral d'Aní (989-1001) i la capella del Palau del rei Gaguik II (c. 1001-1005).

### Els Balcans
Les destruccions causades pels terratrèmols o pels invasors en els segles VII al IX semblen haver fomentat el desplegament de cúpules de maçoneria, i experimentació amb voltes sobre basíliques a Anatòlia. El Sivrihisar Kizil Kilise té una cúpula sobre un tambor octogonal amb finestres damunt una plataforma quadrada i fou construït al voltant del 600, abans de les batalles a la zona en la dècada dels 640. L'església amb cúpula de Santa Maria a Efes es degué construir a la fi del segle VI o en la primera meitat del VII amb rajoles reutilitzades. L'església més petita de la Dormició del monestir de Jacint de Nicea tenia una cúpula sostinguda per quatre arcs estrets i datada d'abans del 727. La cúpula lobulada de l'església de Sant Climent d'Ankara la sostenien petxines amb arcs en forma de trompetes, un possible indici de la poca familiaritat amb les petxines per part dels constructors. La banda superior de la de Sant Nicolau de Mira fou destruïda, però tenia una cúpula sobre petxines damunt la nau que pogué haver estat construïda entre el 602 i el 655, tot i que s'ha atribuït a la fi del segle VIII o a la primeria del IX.

### LaRus'
L'arquitectura romana d’Orient s'introduí al poble de la Rus' al segle x, amb esglésies després de la conversió del príncep Vladímir de Kíiv seguint-ne el model de les de Constantinoble, però fetes amb fusta. La cúpula bulbosa russa en fou una creació posterior. L'arquitectura més antiga de Kíiv, la majoria feta de fusta, es perdé a causa d'un incendi, però en el segle XII les cúpules de maçoneria sobre tambors baixos a Kíiv i Vladímir-Súzdal eren poc diferents de les romanes d’Orient, tot i que modificades cap al tipus de "casc" amb un lleuger punt. La Catedral de Santa Sofia de Kíiv (1018-1037) es distingia per tenir tretze cúpules, per a Jesús i els apòstols, però des de llavors s'han remodelat en estil barroc i combinat amb vuit cúpules més. La disposició piramidal de les cúpules era una característica romana d’Orient, tot i que, com l'edifici més gran i potser el més important del segle XI en la tradició romana d’Orient, molts detalls d'aquest edifici tenen orígens en disputa. Les cúpules bulboses de ceba en tambors alts foren una creació del nord de Rússia, potser pel gel pesat, juntament amb la innovació més ràpida permesa per l'èmfasi de la regió de Novgorod en l'arquitectura de fusta. La cúpula central de la Catedral de Santa Sofia (1045–62) de Novgorod data del segle XII i hi mostra una etapa de transició. Altres esglésies aixecades en aquesta època són les de Sant Nicolau (1113), la Nativitat de la Mare de Déu (1117) i Sant Jordi (1119-1130).

### Àfrica ortodoxa i Europa
El Saló del Tron de Dongola, construït en el segle IX, fou utilitzat pels reis de Makuria, el regne més poderós de l'Àfrica medieval, durant 450 anys, fins al 1317. El pis superior en tenia una sala segurament cruciforme amb una cupuleta al centre, a imitació de les sales d'audiència dels emperadors romans d’Orient. Els tsars búlgars tenien salons semblants.
Les potències ortodoxes veïnes dels romans d'Orient a Europa sorgiren com a centres arquitectònics per dret propi durant el període romà d’Orient tardà. Les esglésies búlgares de Nessèbar s'assemblen a les de Constantinoble d'aquell moment. L'estil i la volta de les esglésies de creu quadrada de Nessèbar del Crist Pantocràtor i de Sant Joan Aliturgetos, per exemple, són semblants a les de Constantinoble. Després de la construcció del Monestir de Gračanica, l'arquitectura de Sèrbia emprà l'anomenada "planta Athonite", per exemple a Ravanica (1375-1357). A Romania, Valàquia va ser influenciada per l'arquitectura sèrbia i Moldàvia fou més original, com en el Monestir de Voroneț amb la seua petita cúpula. Moscou va emergir com el centre arquitectònic més important després de la caiguda de Constantinoble el 1453. La Catedral de la Dormició (1475-1479), construïda al Kremlin per a albergar la icona de la Mare de Déu de Vladímir, fou dissenyada en un estil tradicional rus per un arquitecte italià.

### Renaixement italià

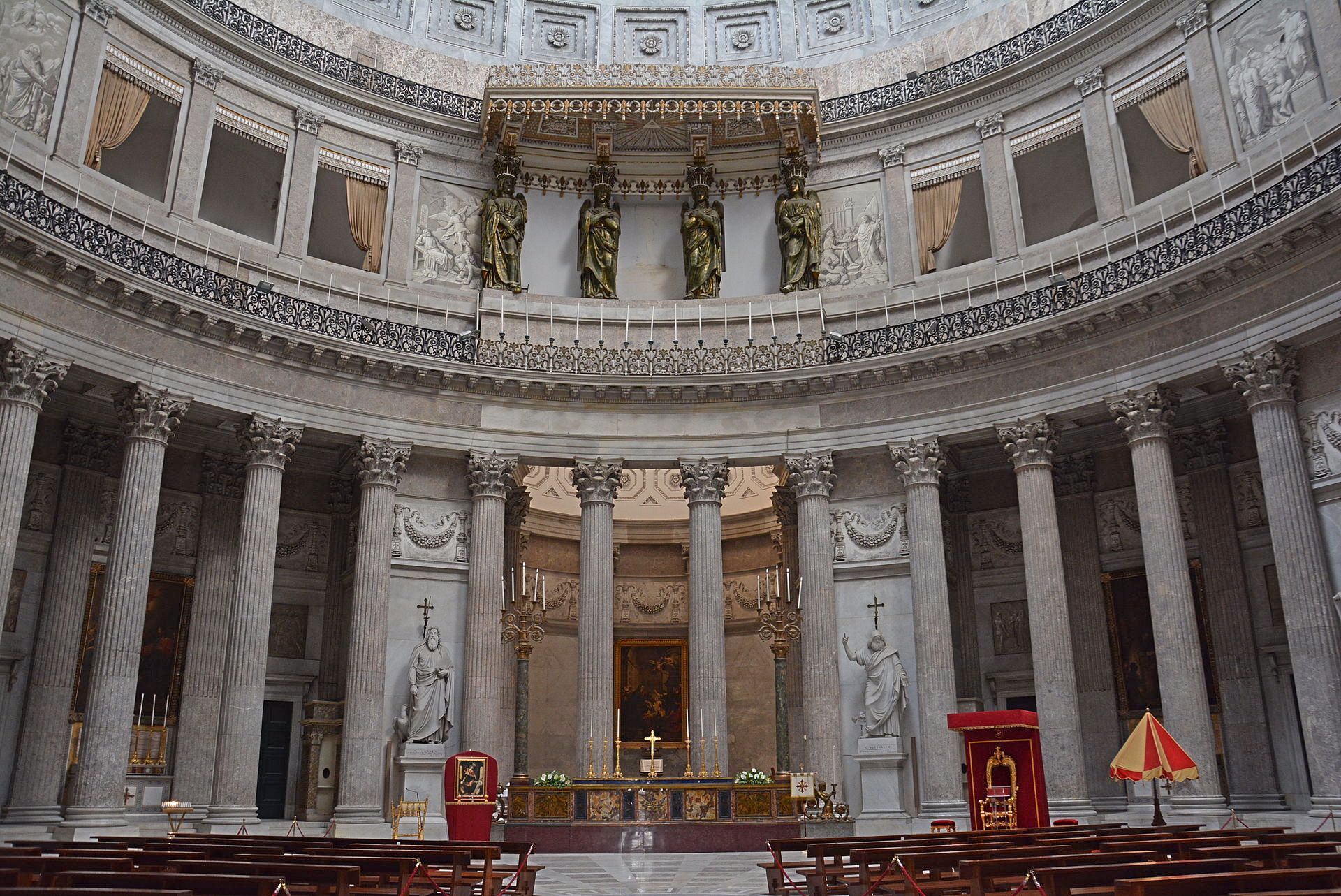
Interior de la Basílica de Sant Francesc de Paula a Nàpols

L'arquitectura renaixentista italiana combinava pràctiques romanes i romàniques amb estructures romanes d’Orient i elements ornamentals, com ara cúpules amb petxines sobre obertures quadrades. La Congregació Cassinese feu servir cúpules amb finestres d'estil romà d’Orient, i sovint també en disposició de quincunx, en les seues esglésies construïdes entre el 1490 i el 1546, com ara l'Abadia de Santa Giustina. La tècnica d'usar anells de tensió de fusta en diferents nivells dins de cúpules i tambors per a resistir-ne la deformació, que sovint es diu que fou una invenció posterior de Filippo Brunelleschi, era una pràctica comuna en l'arquitectura romana d’Orient. També la tècnica d'usar doble closca per a cúpules, tot i que reviscolada en el Renaixement, s'originà en la pràctica romana d’Orient. La cúpula del Panteó, símbol de Roma i del seu passat monumental, fou particularment celebrada i imitada. Estudiada detalladament de principis del Renaixement ençà, fou un punt de referència explícit per a la cúpula de la Basílica de Sant Pere i va inspirar la construcció de rotondes cupulades amb pòrtics enfront del temple en tota l'arquitectura occidental fins a l'era moderna. En són exemple la Capella de Pal·ladi de Maser (1579-1580), l'església de Santa Maria dell'Assunzione de Bernini (1662-1664), la Rotonda de la Biblioteca de la Universitat de Virgínia (1817-1826) i l'església de Santa Maria de Malta (1833-1860). Altres exemples en són l'església de San Simeon Piccolo de Venècia (1718-1738), l'església de la Gran Mare de Déu de Torí (1818-1831) i la Basílica de Sant Francesc de Paula, a Nàpols (segle XIX).

### Imperi otomà

Cúpules neobizantines
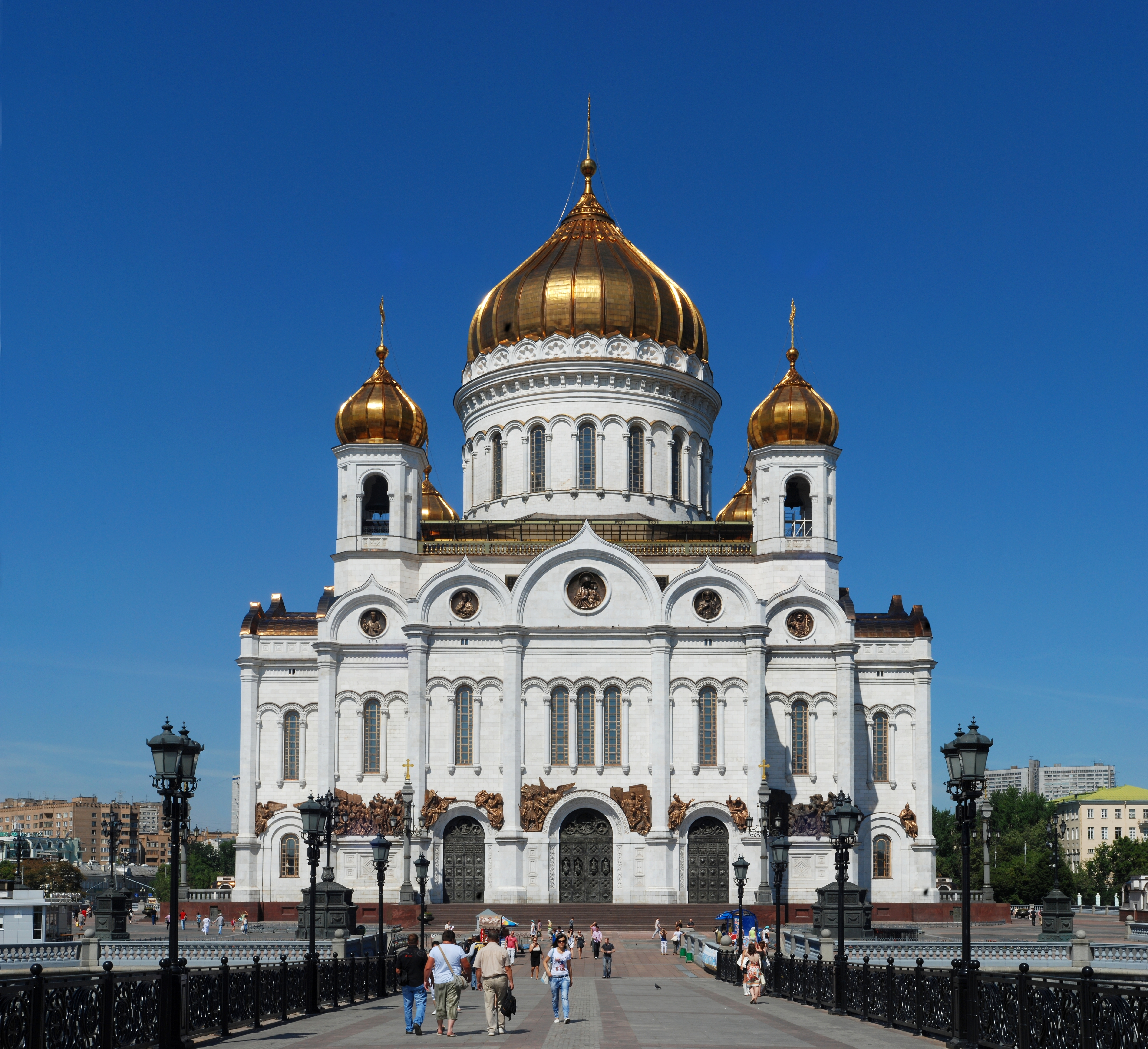
Catedral del Crist Salvador (1839-1884), obra de Konstantín Thon, demolida i reconstruïda
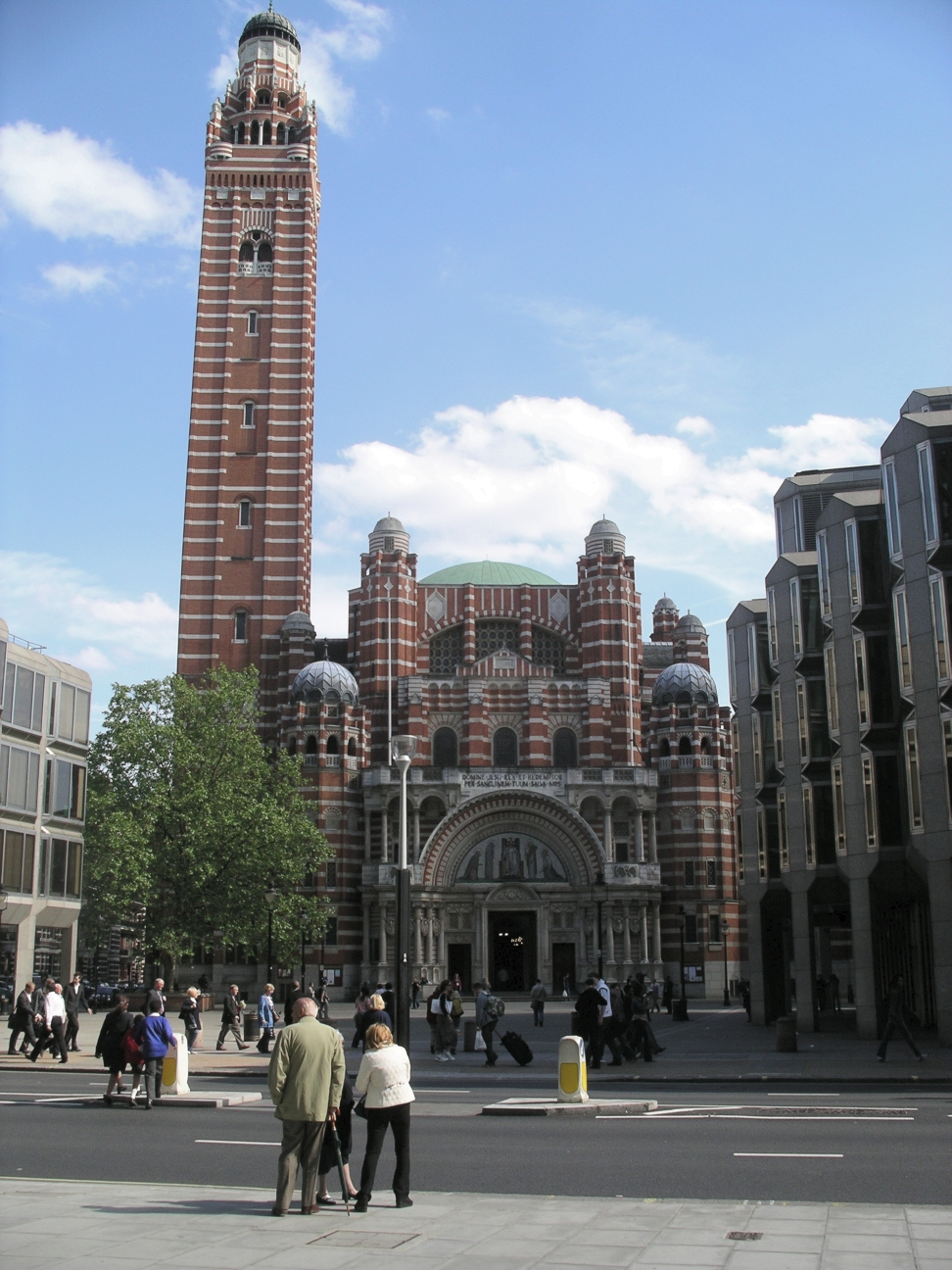
Catedral de Westminster(1895-1903), de John Francis Bentley
Catedral d'Alexandre Nevski de Sofia (1882-1912), d'Aleksandr Pomerántsev
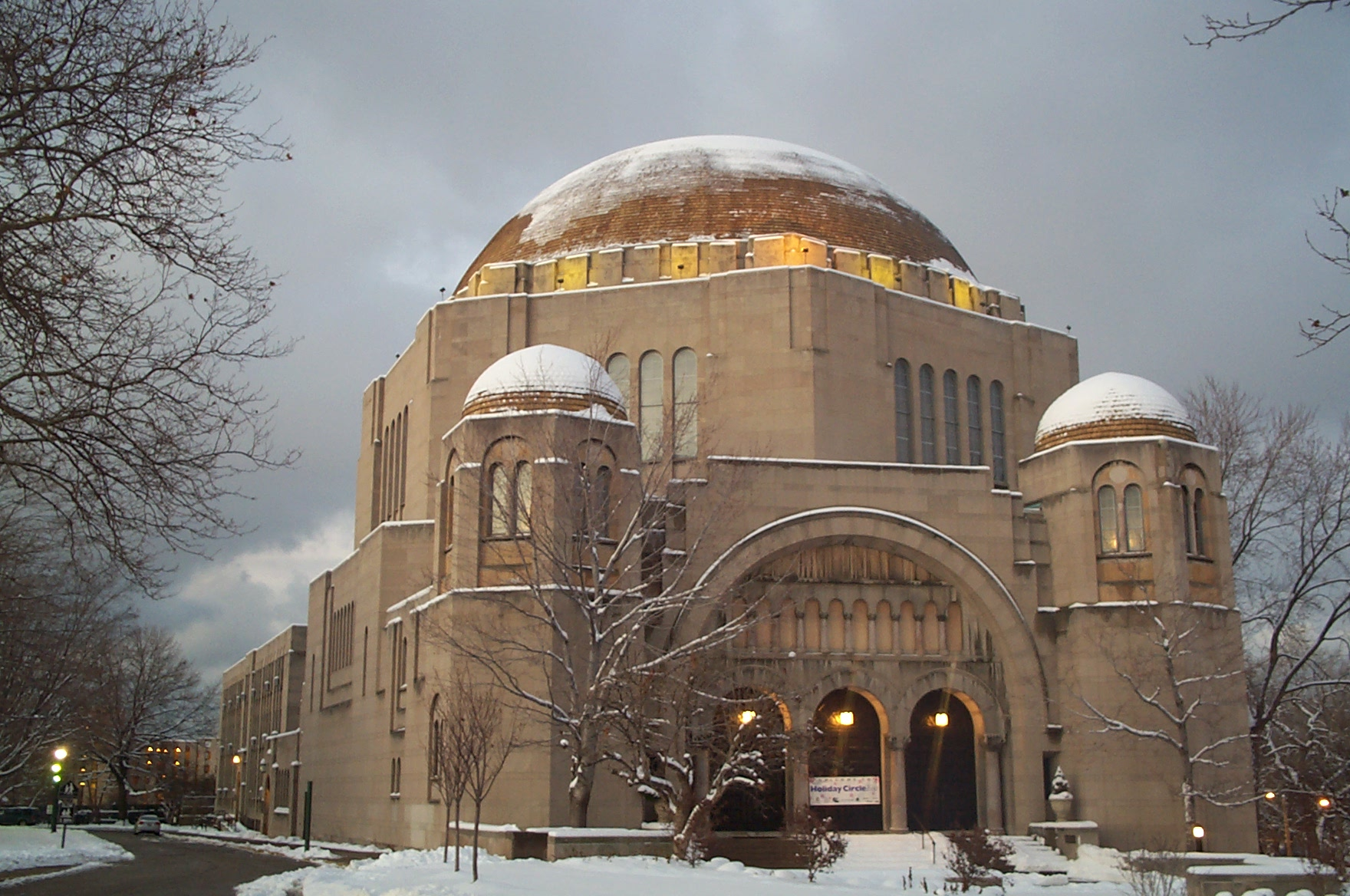
El Temple (1924), de Charles R. Greco
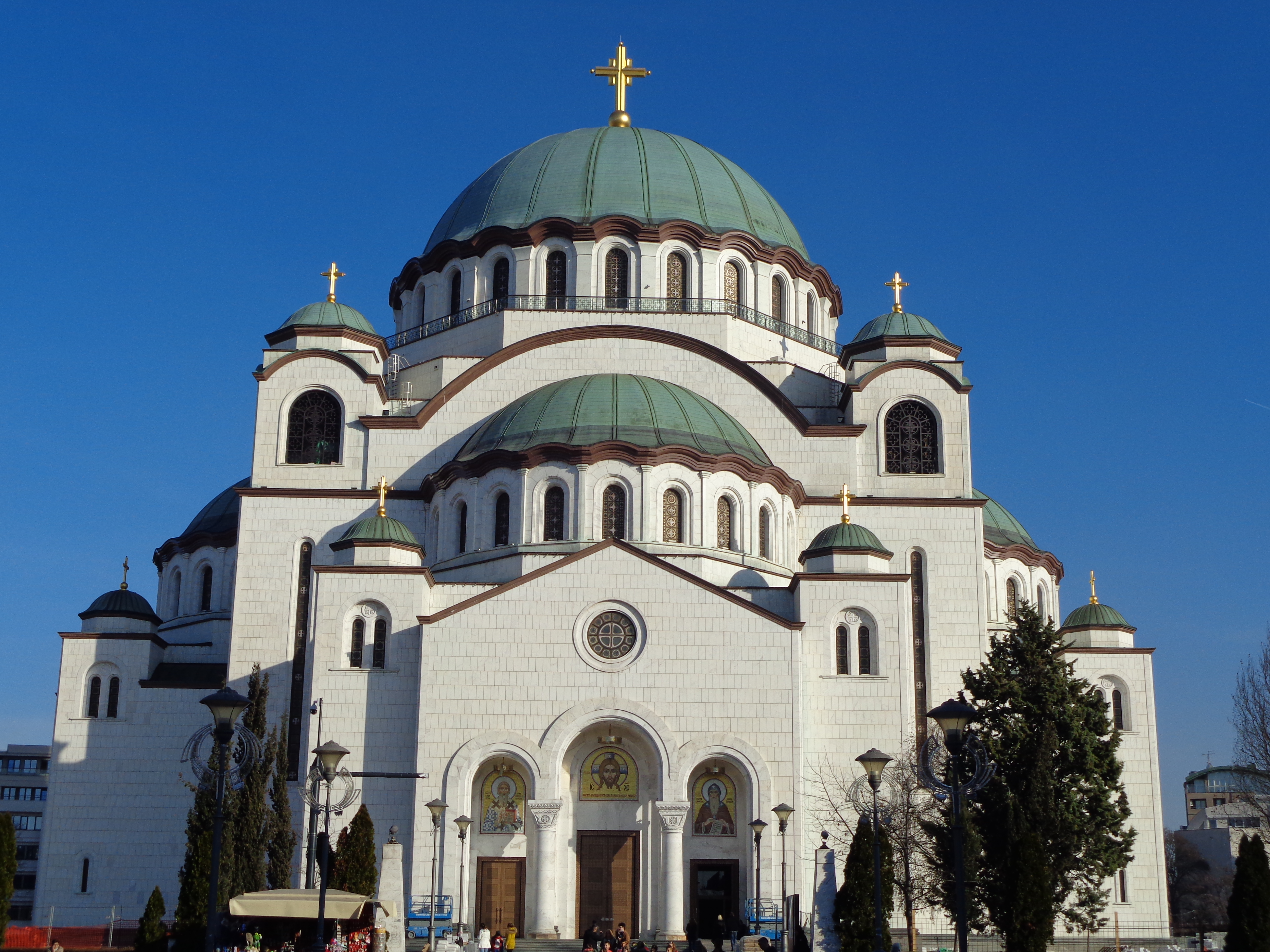
Catedral de Sant Sava de Belgrad (del 1935), d'Aleksandar Deroko

### Segle XIX i actualitat

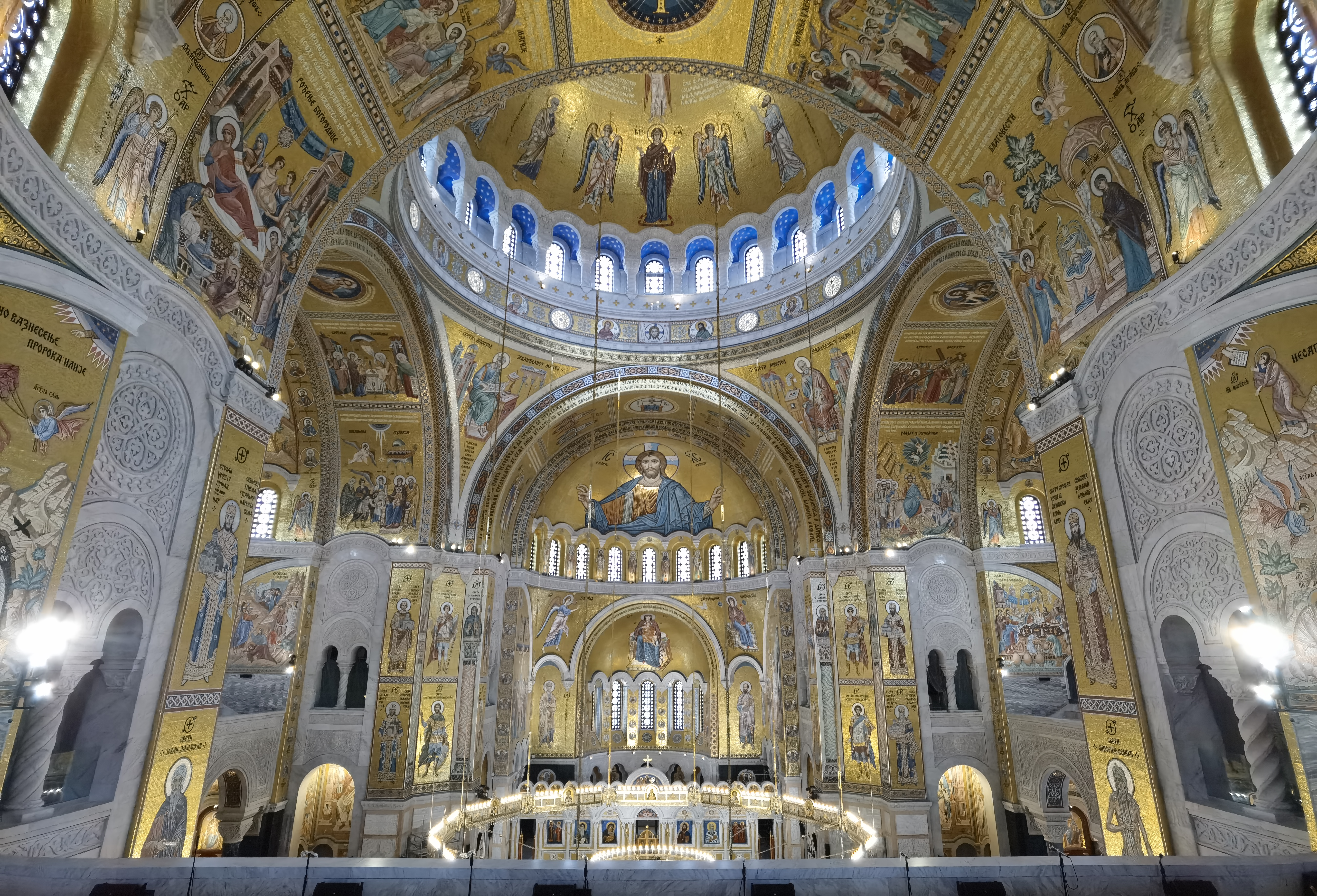
Església de Sant Sava de Belgrad

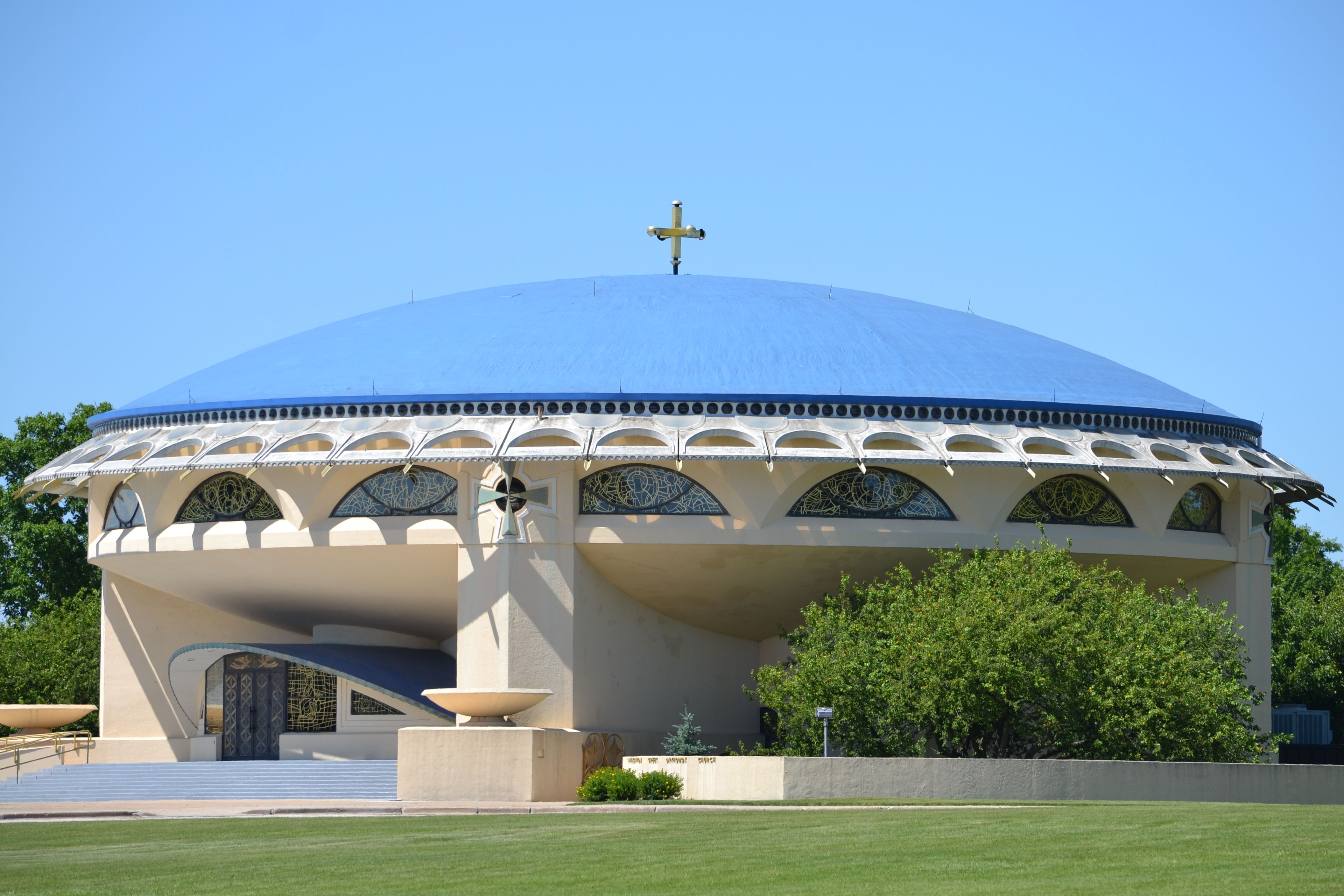
Església de l'Anunciació (1959-1961), de Frank Lloyd Wright

Un estil d'arquitectura neobizantina es donà en els segles XIX i XX. Un exemple primerenc de l'estil neobizantí a Rússia fou la Catedral del Crist Salvador (1839-1884), aprovada pel tsar com a model per a altres esglésies de l'imperi. La popularitat de l'estil s'estengué en publicacions acadèmiques després de la Independència de Grècia i dels Balcans de l'Imperi otomà. Es feu servir en tot Europa i Amèrica del Nord, i arribà al punt màxim de popularitat entre el 1890 i el 1914. La Catedral ortodoxa grega de Santa Sofia (1877-1879) i la Catedral catòlica de Westminster (començada el 1895), totes dues a Londres, en són exemples. La sala del tron del Castell de Neuschwanstein (1885-1886) fou construïda pel rei Lluís II de Baviera. A la fi del segle XIX, Hagia Sofia fou un model generalitzat per a les esglésies ortodoxes gregues. Al sud-est d'Europa, les monumentals catedrals construïdes a les capitals de les antigues àrees otomanes empraven estils neoclàssics o neobizantins. La Catedral d'Alexandre Nevski de Sofia (1882-1912) i l'església de Sant Sava de Belgrad en són exemples, i van utilitzar Hagia Sofia com a model per la seua grandària.
Als Estats Units, les esglésies ortodoxes gregues iniciades en la dècada dels 1950 solien tenir una gran cúpula central amb un anell de finestres a la base que evocava la cúpula central d'Hagia Sofia, en lloc de tipus romans d’Orient més recents o històricament més comuns, com ara les plantes d'octàgon de creu grega o de cinc cúpules en quincunx. En són exemples l'Església ortodoxa grega de l'Anunciació, acabada el 1961 però dissenyada per Frank Lloyd Wright al 1957, la Catedral ortodoxa grega de la Dormició d'Oakland (1960) i la Catedral ortodoxa grega de l'Anunciació d'Atlanta (1967). L'ús d'una gran cúpula central a les esglésies ortodoxes gregues estatunidenques continuà en les dècades dels 1960 i 1970 abans de passar a cúpules romanes d’Orient mitjanes més menudes, o versions de basíliques paleocristianes.